# 1925
Portal Geschichte | Portal Biografien | Aktuelle Ereignisse | Jahreskalender | Tagesartikel

◄ |
19. Jahrhundert |
20. Jahrhundert
| 21. Jahrhundert

◄ |
1890er |
1900er |
1910er |
1920er
| 1930er | 1940er | 1950er | ►

◄◄ |
◄ |
1921 |
1922 |
1923 |
1924 |
1925
| 1926 | 1927 | 1928 | 1929 | ► | ►►
Staatsoberhäupter · Wahlen · Nekrolog · Kunstjahr · Literaturjahr · Musikjahr · Filmjahr · Rundfunkjahr · Sportjahr
| Januar | Januar | Januar | Januar | Januar | Januar | Januar | Januar |
| Kw     | Mo     | Di     | Mi     | Do     | Fr     | Sa     | So     |
| ------ | ------ | ------ | ------ | ------ | ------ | ------ | ------ |
| 1      |        |        |        | 1      | 2      | 3      | 4      |
| 2      | 5      | 6      | 7      | 8      | 9      | 10     | 11     |
| 3      | 12     | 13     | 14     | 15     | 16     | 17     | 18     |
| 4      | 19     | 20     | 21     | 22     | 23     | 24     | 25     |
| 5      | 26     | 27     | 28     | 29     | 30     | 31     |        |

| Februar | Februar | Februar | Februar | Februar | Februar | Februar | Februar |
| Kw      | Mo      | Di      | Mi      | Do      | Fr      | Sa      | So      |
| ------- | ------- | ------- | ------- | ------- | ------- | ------- | ------- |
| 5       |         |         |         |         |         |         | 1       |
| 6       | 2       | 3       | 4       | 5       | 6       | 7       | 8       |
| 7       | 9       | 10      | 11      | 12      | 13      | 14      | 15      |
| 8       | 16      | 17      | 18      | 19      | 20      | 21      | 22      |
| 9       | 23      | 24      | 25      | 26      | 27      | 28      |         |

| März | März | März | März | März | März | März | März |
| Kw   | Mo   | Di   | Mi   | Do   | Fr   | Sa   | So   |
| ---- | ---- | ---- | ---- | ---- | ---- | ---- | ---- |
| 9    |      |      |      |      |      |      | 1    |
| 10   | 2    | 3    | 4    | 5    | 6    | 7    | 8    |
| 11   | 9    | 10   | 11   | 12   | 13   | 14   | 15   |
| 12   | 16   | 17   | 18   | 19   | 20   | 21   | 22   |
| 13   | 23   | 24   | 25   | 26   | 27   | 28   | 29   |
| 14   | 30   | 31   |      |      |      |      |      |

| April | April | April | April | April | April | April | April |
| Kw    | Mo    | Di    | Mi    | Do    | Fr    | Sa    | So    |
| ----- | ----- | ----- | ----- | ----- | ----- | ----- | ----- |
| 14    |       |       | 1     | 2     | 3     | 4     | 5     |
| 15    | 6     | 7     | 8     | 9     | 10    | 11    | 12    |
| 16    | 13    | 14    | 15    | 16    | 17    | 18    | 19    |
| 17    | 20    | 21    | 22    | 23    | 24    | 25    | 26    |
| 18    | 27    | 28    | 29    | 30    |       |       |       |

| Mai | Mai | Mai | Mai | Mai | Mai | Mai | Mai |
| Kw  | Mo  | Di  | Mi  | Do  | Fr  | Sa  | So  |
| --- | --- | --- | --- | --- | --- | --- | --- |
| 18  |     |     |     |     | 1   | 2   | 3   |
| 19  | 4   | 5   | 6   | 7   | 8   | 9   | 10  |
| 20  | 11  | 12  | 13  | 14  | 15  | 16  | 17  |
| 21  | 18  | 19  | 20  | 21  | 22  | 23  | 24  |
| 22  | 25  | 26  | 27  | 28  | 29  | 30  | 31  |

| Juni | Juni | Juni | Juni | Juni | Juni | Juni | Juni |
| Kw   | Mo   | Di   | Mi   | Do   | Fr   | Sa   | So   |
| ---- | ---- | ---- | ---- | ---- | ---- | ---- | ---- |
| 23   | 1    | 2    | 3    | 4    | 5    | 6    | 7    |
| 24   | 8    | 9    | 10   | 11   | 12   | 13   | 14   |
| 25   | 15   | 16   | 17   | 18   | 19   | 20   | 21   |
| 26   | 22   | 23   | 24   | 25   | 26   | 27   | 28   |
| 27   | 29   | 30   |      |      |      |      |      |

| Juli | Juli | Juli | Juli | Juli | Juli | Juli | Juli |
| Kw   | Mo   | Di   | Mi   | Do   | Fr   | Sa   | So   |
| ---- | ---- | ---- | ---- | ---- | ---- | ---- | ---- |
| 27   |      |      | 1    | 2    | 3    | 4    | 5    |
| 28   | 6    | 7    | 8    | 9    | 10   | 11   | 12   |
| 29   | 13   | 14   | 15   | 16   | 17   | 18   | 19   |
| 30   | 20   | 21   | 22   | 23   | 24   | 25   | 26   |
| 31   | 27   | 28   | 29   | 30   | 31   |      |      |

| August | August | August | August | August | August | August | August |
| Kw     | Mo     | Di     | Mi     | Do     | Fr     | Sa     | So     |
| ------ | ------ | ------ | ------ | ------ | ------ | ------ | ------ |
| 31     |        |        |        |        |        | 1      | 2      |
| 32     | 3      | 4      | 5      | 6      | 7      | 8      | 9      |
| 33     | 10     | 11     | 12     | 13     | 14     | 15     | 16     |
| 34     | 17     | 18     | 19     | 20     | 21     | 22     | 23     |
| 35     | 24     | 25     | 26     | 27     | 28     | 29     | 30     |
| 36     | 31     |        |        |        |        |        |        |

| September | September | September | September | September | September | September | September |
| Kw        | Mo        | Di        | Mi        | Do        | Fr        | Sa        | So        |
| --------- | --------- | --------- | --------- | --------- | --------- | --------- | --------- |
| 36        |           | 1         | 2         | 3         | 4         | 5         | 6         |
| 37        | 7         | 8         | 9         | 10        | 11        | 12        | 13        |
| 38        | 14        | 15        | 16        | 17        | 18        | 19        | 20        |
| 39        | 21        | 22        | 23        | 24        | 25        | 26        | 27        |
| 40        | 28        | 29        | 30        |           |           |           |           |

| Oktober | Oktober | Oktober | Oktober | Oktober | Oktober | Oktober | Oktober |
| Kw      | Mo      | Di      | Mi      | Do      | Fr      | Sa      | So      |
| ------- | ------- | ------- | ------- | ------- | ------- | ------- | ------- |
| 40      |         |         |         | 1       | 2       | 3       | 4       |
| 41      | 5       | 6       | 7       | 8       | 9       | 10      | 11      |
| 42      | 12      | 13      | 14      | 15      | 16      | 17      | 18      |
| 43      | 19      | 20      | 21      | 22      | 23      | 24      | 25      |
| 44      | 26      | 27      | 28      | 29      | 30      | 31      |         |

| November | November | November | November | November | November | November | November |
| Kw       | Mo       | Di       | Mi       | Do       | Fr       | Sa       | So       |
| -------- | -------- | -------- | -------- | -------- | -------- | -------- | -------- |
| 44       |          |          |          |          |          |          | 1        |
| 45       | 2        | 3        | 4        | 5        | 6        | 7        | 8        |
| 46       | 9        | 10       | 11       | 12       | 13       | 14       | 15       |
| 47       | 16       | 17       | 18       | 19       | 20       | 21       | 22       |
| 48       | 23       | 24       | 25       | 26       | 27       | 28       | 29       |
| 49       | 30       |          |          |          |          |          |          |

| Dezember | Dezember | Dezember | Dezember | Dezember | Dezember | Dezember | Dezember |
| Kw       | Mo       | Di       | Mi       | Do       | Fr       | Sa       | So       |
| -------- | -------- | -------- | -------- | -------- | -------- | -------- | -------- |
| 49       |          | 1        | 2        | 3        | 4        | 5        | 6        |
| 50       | 7        | 8        | 9        | 10       | 11       | 12       | 13       |
| 51       | 14       | 15       | 16       | 17       | 18       | 19       | 20       |
| 52       | 21       | 22       | 23       | 24       | 25       | 26       | 27       |
| 53       | 28       | 29       | 30       | 31       |          |          |          |

| Januar | Januar | Januar | Januar | Januar | Januar | Januar | Januar |
| Kw     | Mo     | Di     | Mi     | Do     | Fr     | Sa     | So     |
| ------ | ------ | ------ | ------ | ------ | ------ | ------ | ------ |
| 1      |        |        |        | 1      | 2      | 3      | 4      |
| 2      | 5      | 6      | 7      | 8      | 9      | 10     | 11     |
| 3      | 12     | 13     | 14     | 15     | 16     | 17     | 18     |
| 4      | 19     | 20     | 21     | 22     | 23     | 24     | 25     |
| 5      | 26     | 27     | 28     | 29     | 30     | 31     |        |

| Februar | Februar | Februar | Februar | Februar | Februar | Februar | Februar |
| Kw      | Mo      | Di      | Mi      | Do      | Fr      | Sa      | So      |
| ------- | ------- | ------- | ------- | ------- | ------- | ------- | ------- |
| 5       |         |         |         |         |         |         | 1       |
| 6       | 2       | 3       | 4       | 5       | 6       | 7       | 8       |
| 7       | 9       | 10      | 11      | 12      | 13      | 14      | 15      |
| 8       | 16      | 17      | 18      | 19      | 20      | 21      | 22      |
| 9       | 23      | 24      | 25      | 26      | 27      | 28      |         |

| März | März | März | März | März | März | März | März |
| Kw   | Mo   | Di   | Mi   | Do   | Fr   | Sa   | So   |
| ---- | ---- | ---- | ---- | ---- | ---- | ---- | ---- |
| 9    |      |      |      |      |      |      | 1    |
| 10   | 2    | 3    | 4    | 5    | 6    | 7    | 8    |
| 11   | 9    | 10   | 11   | 12   | 13   | 14   | 15   |
| 12   | 16   | 17   | 18   | 19   | 20   | 21   | 22   |
| 13   | 23   | 24   | 25   | 26   | 27   | 28   | 29   |
| 14   | 30   | 31   |      |      |      |      |      |

| April | April | April | April | April | April | April | April |
| Kw    | Mo    | Di    | Mi    | Do    | Fr    | Sa    | So    |
| ----- | ----- | ----- | ----- | ----- | ----- | ----- | ----- |
| 14    |       |       | 1     | 2     | 3     | 4     | 5     |
| 15    | 6     | 7     | 8     | 9     | 10    | 11    | 12    |
| 16    | 13    | 14    | 15    | 16    | 17    | 18    | 19    |
| 17    | 20    | 21    | 22    | 23    | 24    | 25    | 26    |
| 18    | 27    | 28    | 29    | 30    |       |       |       |

| Mai | Mai | Mai | Mai | Mai | Mai | Mai | Mai |
| Kw  | Mo  | Di  | Mi  | Do  | Fr  | Sa  | So  |
| --- | --- | --- | --- | --- | --- | --- | --- |
| 18  |     |     |     |     | 1   | 2   | 3   |
| 19  | 4   | 5   | 6   | 7   | 8   | 9   | 10  |
| 20  | 11  | 12  | 13  | 14  | 15  | 16  | 17  |
| 21  | 18  | 19  | 20  | 21  | 22  | 23  | 24  |
| 22  | 25  | 26  | 27  | 28  | 29  | 30  | 31  |

| Juni | Juni | Juni | Juni | Juni | Juni | Juni | Juni |
| Kw   | Mo   | Di   | Mi   | Do   | Fr   | Sa   | So   |
| ---- | ---- | ---- | ---- | ---- | ---- | ---- | ---- |
| 23   | 1    | 2    | 3    | 4    | 5    | 6    | 7    |
| 24   | 8    | 9    | 10   | 11   | 12   | 13   | 14   |
| 25   | 15   | 16   | 17   | 18   | 19   | 20   | 21   |
| 26   | 22   | 23   | 24   | 25   | 26   | 27   | 28   |
| 27   | 29   | 30   |      |      |      |      |      |

| Juli | Juli | Juli | Juli | Juli | Juli | Juli | Juli |
| Kw   | Mo   | Di   | Mi   | Do   | Fr   | Sa   | So   |
| ---- | ---- | ---- | ---- | ---- | ---- | ---- | ---- |
| 27   |      |      | 1    | 2    | 3    | 4    | 5    |
| 28   | 6    | 7    | 8    | 9    | 10   | 11   | 12   |
| 29   | 13   | 14   | 15   | 16   | 17   | 18   | 19   |
| 30   | 20   | 21   | 22   | 23   | 24   | 25   | 26   |
| 31   | 27   | 28   | 29   | 30   | 31   |      |      |

| August | August | August | August | August | August | August | August |
| Kw     | Mo     | Di     | Mi     | Do     | Fr     | Sa     | So     |
| ------ | ------ | ------ | ------ | ------ | ------ | ------ | ------ |
| 31     |        |        |        |        |        | 1      | 2      |
| 32     | 3      | 4      | 5      | 6      | 7      | 8      | 9      |
| 33     | 10     | 11     | 12     | 13     | 14     | 15     | 16     |
| 34     | 17     | 18     | 19     | 20     | 21     | 22     | 23     |
| 35     | 24     | 25     | 26     | 27     | 28     | 29     | 30     |
| 36     | 31     |        |        |        |        |        |        |

| September | September | September | September | September | September | September | September |
| Kw        | Mo        | Di        | Mi        | Do        | Fr        | Sa        | So        |
| --------- | --------- | --------- | --------- | --------- | --------- | --------- | --------- |
| 36        |           | 1         | 2         | 3         | 4         | 5         | 6         |
| 37        | 7         | 8         | 9         | 10        | 11        | 12        | 13        |
| 38        | 14        | 15        | 16        | 17        | 18        | 19        | 20        |
| 39        | 21        | 22        | 23        | 24        | 25        | 26        | 27        |
| 40        | 28        | 29        | 30        |           |           |           |           |

| Oktober | Oktober | Oktober | Oktober | Oktober | Oktober | Oktober | Oktober |
| Kw      | Mo      | Di      | Mi      | Do      | Fr      | Sa      | So      |
| ------- | ------- | ------- | ------- | ------- | ------- | ------- | ------- |
| 40      |         |         |         | 1       | 2       | 3       | 4       |
| 41      | 5       | 6       | 7       | 8       | 9       | 10      | 11      |
| 42      | 12      | 13      | 14      | 15      | 16      | 17      | 18      |
| 43      | 19      | 20      | 21      | 22      | 23      | 24      | 25      |
| 44      | 26      | 27      | 28      | 29      | 30      | 31      |         |

| November | November | November | November | November | November | November | November |
| Kw       | Mo       | Di       | Mi       | Do       | Fr       | Sa       | So       |
| -------- | -------- | -------- | -------- | -------- | -------- | -------- | -------- |
| 44       |          |          |          |          |          |          | 1        |
| 45       | 2        | 3        | 4        | 5        | 6        | 7        | 8        |
| 46       | 9        | 10       | 11       | 12       | 13       | 14       | 15       |
| 47       | 16       | 17       | 18       | 19       | 20       | 21       | 22       |
| 48       | 23       | 24       | 25       | 26       | 27       | 28       | 29       |
| 49       | 30       |          |          |          |          |          |          |

| Dezember | Dezember | Dezember | Dezember | Dezember | Dezember | Dezember | Dezember |
| Kw       | Mo       | Di       | Mi       | Do       | Fr       | Sa       | So       |
| -------- | -------- | -------- | -------- | -------- | -------- | -------- | -------- |
| 49       |          | 1        | 2        | 3        | 4        | 5        | 6        |
| 50       | 7        | 8        | 9        | 10       | 11       | 12       | 13       |
| 51       | 14       | 15       | 16       | 17       | 18       | 19       | 20       |
| 52       | 21       | 22       | 23       | 24       | 25       | 26       | 27       |
| 53       | 28       | 29       | 30       | 31       |          |          |          |

## Ereignisse

### Politik und Weltgeschehen

#### Internationale Verträge
- 17. Juni: Das Genfer Protokoll zur Ächtung von chemischen und biologischen Waffen wird von 36 Nationen unterzeichnet. Der völkerrechtliche Vertrag verbietet den Gebrauch chemischer und biologischer Waffen, enthält allerdings keine Vorgaben zu deren Entwicklung, Herstellung und Lagerung. Er tritt am 8. Februar 1928 in Kraft.
- Der Handelsvertrag zwischen dem Deutschen Reich und der Sowjetunion vom 12. Oktober 1925 dient der Absicht, die Handelsbeziehungen mit dem Ziel eines reibungslosen Warenverkehrs zu fördern und orientiert an wirtschaftlichen Gesichtspunkten beim Güteraustausch zu einem Stand entsprechend der Zeit vor dem Ersten Weltkrieg aufzuschließen.
- 1. Dezember: Die Verträge von Locarno, sieben völkerrechtliche Vereinbarungen, die vom 5. bis 16. Oktober in Locarno in der Schweiz verhandelt wurden, werden in London unterzeichnet. Deutschland einerseits, Frankreich und Belgien andererseits verzichten auf eine gewaltsame Veränderung ihrer im Friedensvertrag von Versailles gezogenen Grenzen, für die Großbritannien und Italien die Garantie übernehmen. Eine Revision der Ostgrenzen behält Deutschland sich vor. Für Deutschland sind Reichskanzler Hans Luther und Außenminister Gustav Stresemann an den Verhandlungen beteiligt.

#### Weimarer Republik
- 4. Januar: Adolf Hitler verspricht Bayerns Ministerpräsidenten Heinrich Held, er werde nur noch auf legale Weise Politik machen und der Regierung im Kampf gegen den Kommunismus helfen. Daraufhin hebt Held das NSDAP-Verbot zum 16. Februar auf.

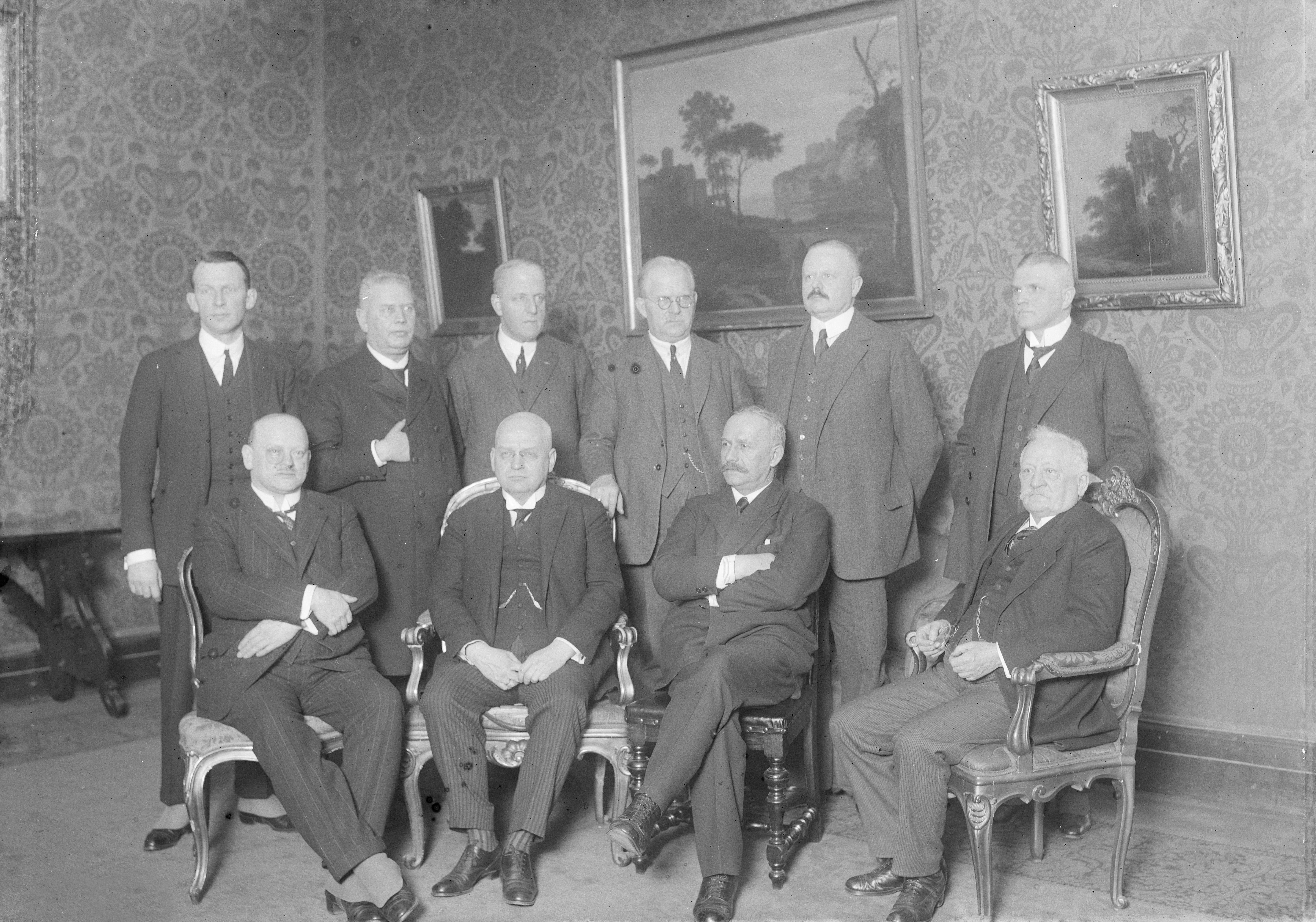
Reichskabinett Luther I

- 15./16. Januar: Das Kabinett Luther I mit Hans Luther als Reichskanzler löst das Kabinett Marx II unter Wilhelm Marx ab. Erstmals ist die Deutschnationale Volkspartei (DNVP) an der Regierung beteiligt.

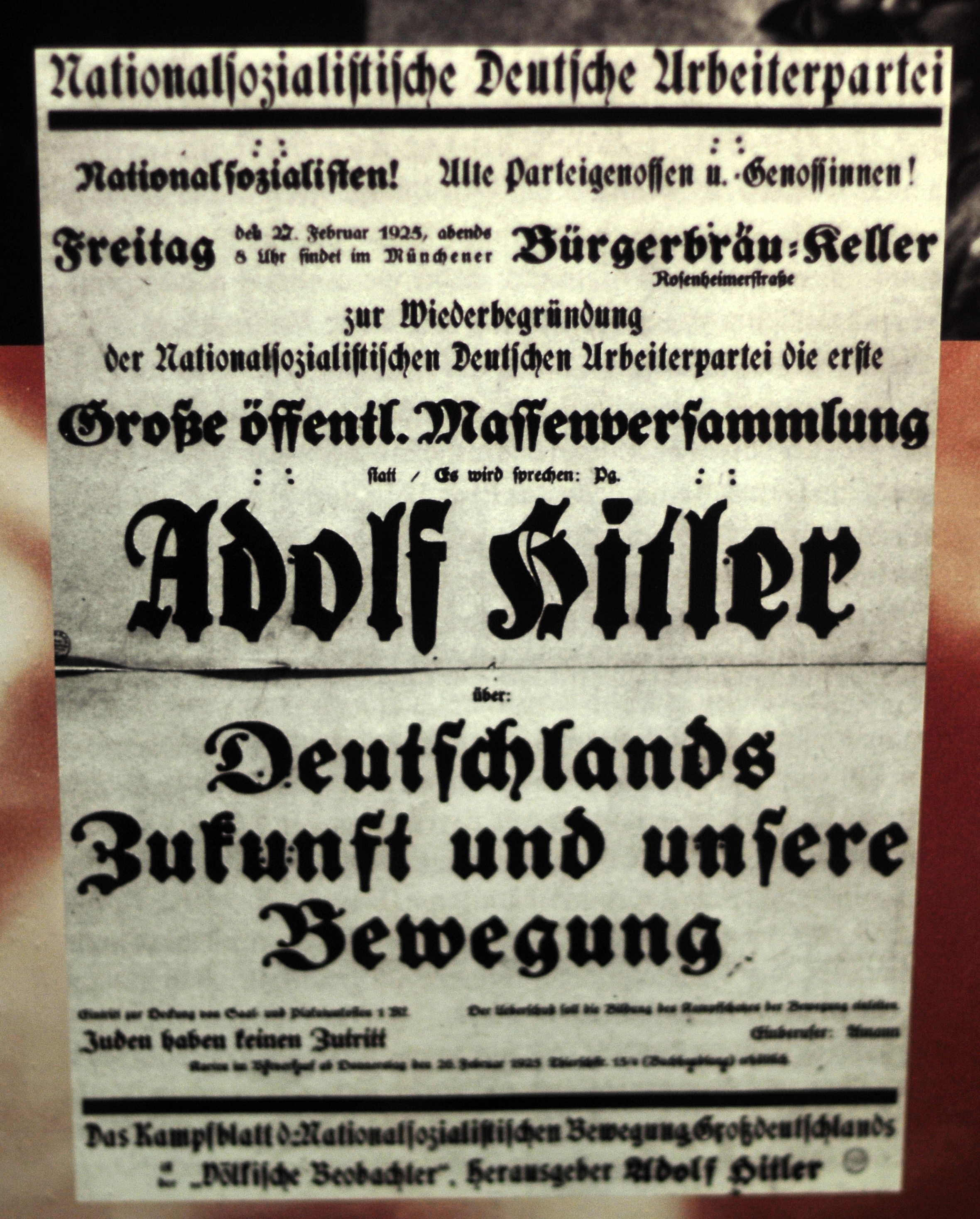
Veranstaltungsplakat zur Wiedergründung der NSDAP

- 27. Februar: Im Münchner Bürgerbräukeller wird die NSDAP neu gegründet und deutschlandweit organisiert. Adolf Hitler hat seinen ersten Auftritt nach seiner Haft. Er appelliert an die Einigkeit der völkischen Bewegung im Kampf gegen Judentum und Marxismus, nicht gegen den in Bayern starken Katholizismus. Damit grenzt er sich gegen Erich Ludendorff ab, der den Vorsitz der Nationalsozialistischen Freiheitsbewegung am 12. Februar niederlegt und so deren Auflösung einleitet. Hitler erreicht, dass die während des NSDAP-Verbots entstandenen konkurrierenden Splittergruppen Großdeutsche Volksgemeinschaft, Deutsche Partei, Völkisch-Sozialer Block und die Deutschvölkische Freiheitspartei wieder oder neu in die NSDAP eintreten. Die neu organisierte SA lässt er nur noch als Hilfstruppe der NSDAP, nicht mehr als eigenständige paramilitärische Organisation zu, sodass Ernst Röhm ihre Führung ebenso wie die des Frontbanns am 1. Mai abgibt.

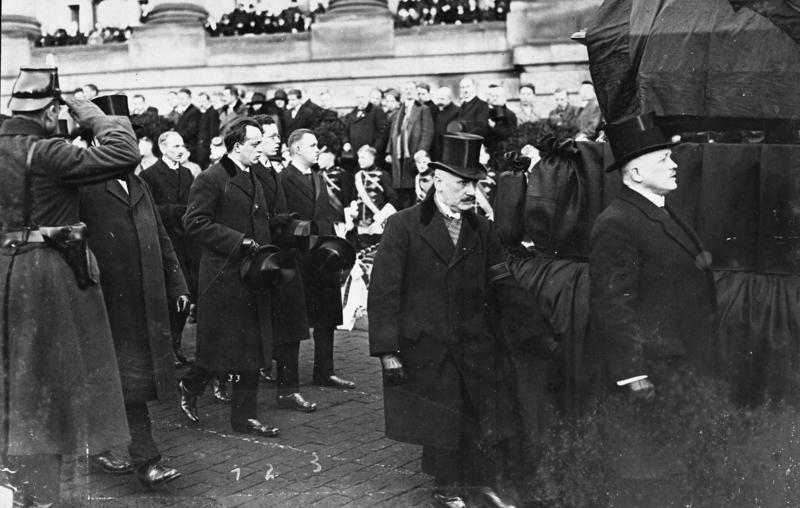
Trauerzug für den verstorbenen Friedrich Ebert

- 28. Februar: Friedrich Ebert, Reichspräsident der Weimarer Republik, stirbt überraschend an einer durch eine Appendixperforation verursachten Peritonitis. Er hat die Behandlung hinausgezögert, um sich in Magdeburg in zweiter Instanz gerichtlich gegen Verleumdungen von deutschvölkischer, republikfeindlicher Seite zur Wehr zu setzen. Die Trauerfeierlichkeiten finden deutschlandweit am 4. und 5. März statt.

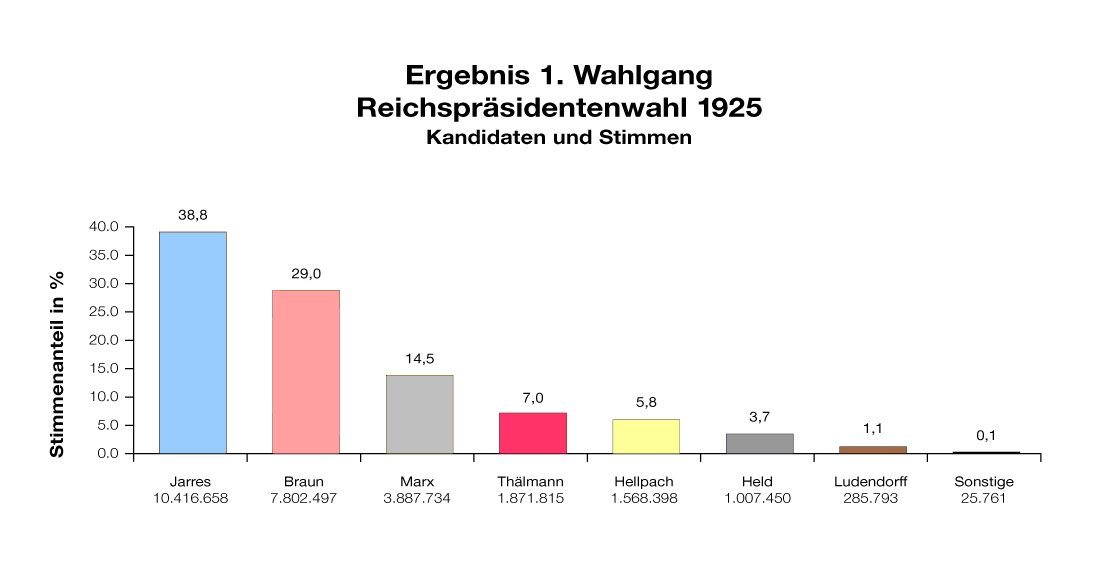
Ergebnis des ersten Wahlgangs

- 29. März: Bei der ersten direkten Reichspräsidentenwahl der Weimarer Republik erreicht kein Kandidat die absolute Mehrheit – die meisten Stimmen erhält der DVP-Politiker Karl Jarres. Neben zahlreichen anderen kandidieren auch der Sozialdemokrat Otto Braun, der Zentrums-Politiker Wilhelm Marx und Ernst Thälmann von der KPD. Erich Ludendorff erhält 1,1 Prozent der Stimmen für die NSDAP.
- 4. April: Julius Schreck gründet im Auftrag Adolf Hitlers einen Saalschutz als Nachfolgeorganisation des 1924 verbotenen Stoßtrupp Adolf Hitler. Diese aus Schreck, Ulrich Graf, Christian Weber, Emil Maurice, Julius Schaub und Erhard Heiden bestehende „Stabswache“ hat am 16. April während des Begräbnisses von Ernst Pöhner ihren ersten Auftritt. Über verschiedene Namensstufen wie Saal-Schutz, Schutzkommando und Sturmstaffel wird schließlich der Name Schutzstaffel offiziell eingeführt, den der ehemalige SA-Führer Hermann Göring in Anlehnung an eine Fliegerbegleitstaffel Manfred von Richthofens vorgeschlagen hat.
- 7. April: Hitler stellt ein Ersuchen um Entlassung aus der österreichischen Staatsangehörigkeit, dem am 30. April gegen eine Gebühr von 7,50 Schilling stattgegeben wird. Ab diesem Zeitpunkt lebt er als Staatenloser in Deutschland. Bis 1932 folgen zahlreiche vergebliche Versuche Hitlers, die deutsche Staatsangehörigkeit zu erlangen.

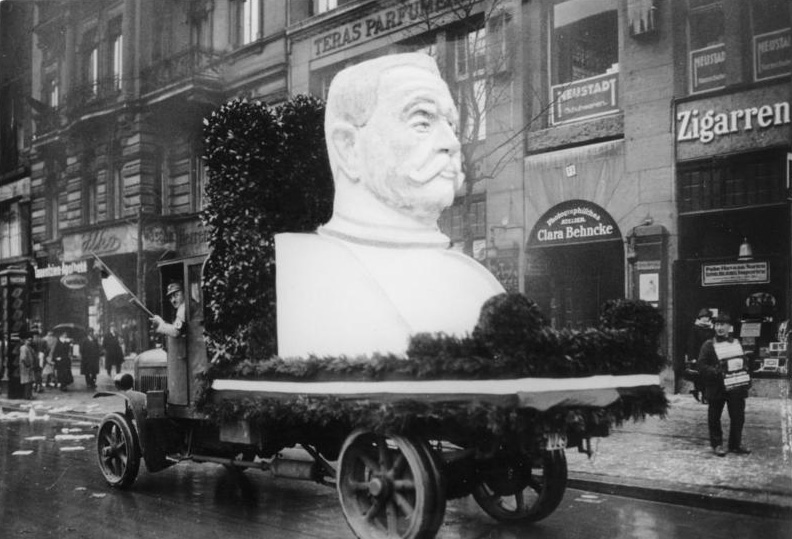
Hindenburgbüste auf einem Lastwagen als Wahlpropaganda

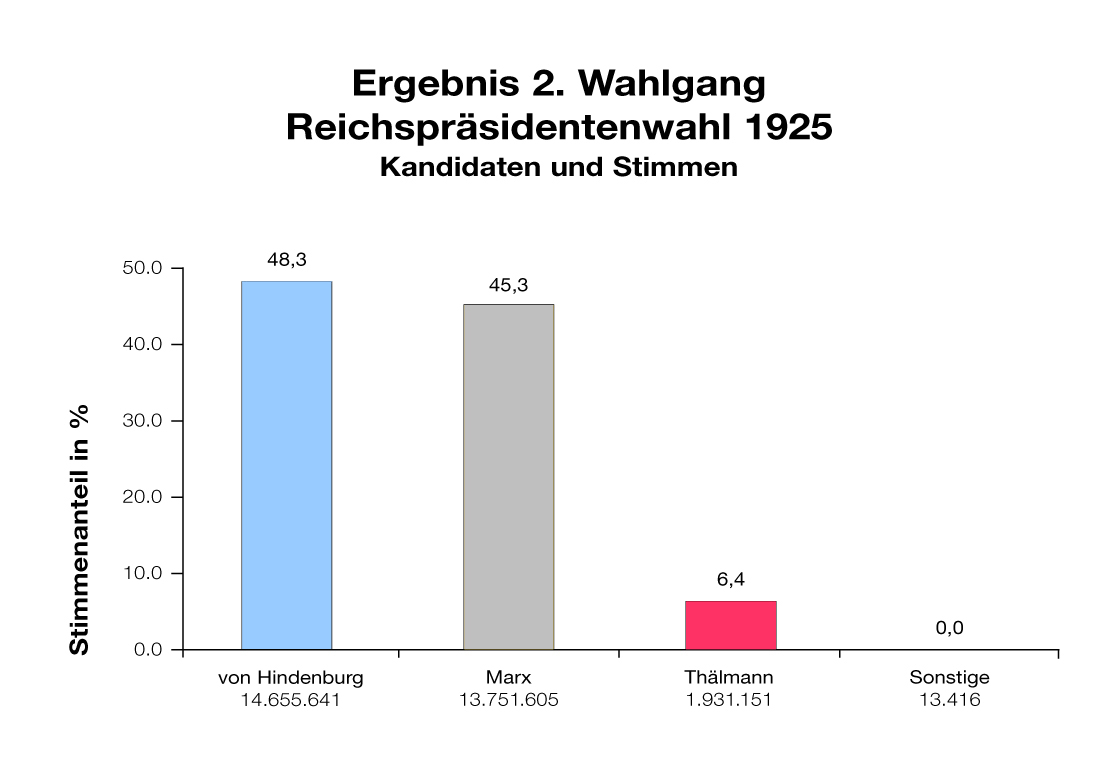
Ergebnis des zweiten Wahlgangs

- 26. April: Der im ersten Wahlgang nicht angetretene Monarchist Paul von Hindenburg wird im zweiten Wahlgang gegen den Zentrums-Kandidaten Wilhelm Marx zum Reichspräsidenten gewählt, u. a. auch mit den Stimmen der Mitte-Parteien DVP und BVP. Am 12. Mai wird er vereidigt.
- 16. Juni: Die Volkszählung in Deutschland ergibt 62,5 Millionen Einwohner ohne das Saargebiet.
- 18. Juni: Das Reichsgericht hebt die einzige beschlossene Fürstenenteignung in der Weimarer Republik auf. Das entsprechende Landesgesetz im Freistaat Sachsen-Gotha über die Einziehung von Besitz des Fürstenhauses Sachsen-Coburg und Gotha sei nicht verfassungsgemäß.
- 18. Juli: Adolf Hitler veröffentlicht im Franz-Eher-Verlag den ersten Band seines Buches Mein Kampf. Die politisch-ideologische Programmschrift enthält seine stark stilisierte Autobiografie, die seinen Werdegang als Politiker und die Entwicklung seiner Weltanschauung schildert, ist aber in der Hauptsache eine wenig faktenbasierte Kampf- und Propagandaschrift, die dem Neuaufbau der NSDAP als zentral gelenkter Partei unter seiner Führung dienen soll.
- Juli/August: Die französischen und belgischen Truppen beenden die Ruhrbesetzung und räumen das Ruhrgebiet, Duisburg und Düsseldorf.
- 26. August: Paul von Hindenburg hebt das von Reichspräsident Friedrich Ebert 1921 verfügte Verbot, in der Öffentlichkeit Uniform zu tragen, auf.
- 18. September: Als erste größere Partei in Europa erhebt die SPD in ihrem beschlossenen Heidelberger Programm die Forderung nach Verwirklichung der Vereinigten Staaten von Europa.
- 17. bis 19. Oktober: Der Kyffhäuserbund führt den ersten deutschen Reichskriegertag in Leipzig durch.
- 29. Oktober: Die Vereinbarungen der Verträge von Locarno führen zu einer Regierungskrise im Kabinett Luther I. Die Deutschnationale Volkspartei tritt aus der Regierungskoalition aus. Hans Luther bildet eine bürgerliche Minderheitsregierung und kündigt an, nach der Unterzeichnung der Verträge zurückzutreten.
- 4. November: Hitlers erste Rede in Braunschweig. In Bayern, Hamburg und Preußen sind Hitlerreden verboten.
- 20. November: Der Münchner Dolchstoßprozess endet im Gerichtsurteil mit der Erkenntnis, dass der beklagte Paul Nikolaus Cossmann bei der Verbreitung der Dolchstoßlegende einem Irrtum erlegen sei.
- 30. November: Die Besatzungsmächte beginnen, die „Kölner Zone“ im besetzten Rheinland zu räumen.
- 5. Dezember: Die Verträge von Locarno werden mit den Stimmen der Regierungsparteien und der SPD ratifiziert. Das Kabinett Luther tritt im Anschluss wie angekündigt zurück.
- 31. Dezember: Verwaltungsgliederung des Deutschen Reichs 1925

#### Italien

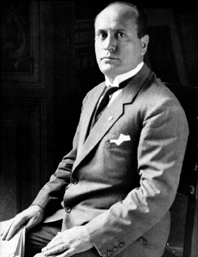
Benito Mussolini um 1925

- 3. Januar: Benito Mussolini übernimmt in einer Rede vor dem Abgeordnetenhaus die volle „moralische, politische und historische Verantwortung“ für den Mord an Giacomo Matteotti im Vorjahr, ohne jedoch eine direkte Verbindung zu erwähnen. Der Aufforderung, ihn für das Verbrechen anzuklagen, kommen seine Gegner aufgrund der Aussichtslosigkeit eines solchen Unterfangens nicht nach. Noch am selben Tag weisen Mussolini und Innenminister Luigi Federzoni die Präfekten an, politische Versammlungen und Demonstrationen fortan zu unterbinden und aktiv gegen alle „die Macht des Staates untergrabenden“ Organisationen vorzugehen. Den Abgeordneten der Oppositionsparteien wird die Rückkehr in die Kammer, die bis dahin zumindest theoretisch möglich gewesen wäre, von diesem Tag an verweigert. Die Pressezensur wird nach einer Verordnung vom 10. Januar noch strenger als zuvor gehandhabt; während die Presseorgane der politischen Linken schrittweise in den Untergrund gedrängt werden, entlassen die großen liberalen Zeitungen im Laufe des Jahres die wenigen oppositionellen Redakteure, bevor im Dezember ein repressives Pressegesetz in Kraft tritt.
- 29./30. März: In Bologna findet die Konferenz über faschistische Kultur statt. Im Anschluss verfasst Giovanni Gentile das Manifest der faschistischen Intellektuellen, das am 21. April in den meisten italienischen Zeitungen veröffentlicht wird. Dieses stellt eine politische und ideologische Begründung des italienischen Faschismus dar und rechtfertigt die Gewalt der paramilitärischen Schwarzhemden der Nationalen Faschistischen Partei als revolutionären Akt zur Verwirklichung des italienischen Faschismus. Damit legitimiert es das autoritäre Regime Mussolinis. Benedetto Croce verfasst auf Anregung von Giovanni Amendola als Antwort darauf das Manifest der antifaschistischen Intellektuellen, das am 1. Mai in Il Mondo und Il Popolo veröffentlicht wird.
- 4. November: Tito Zaniboni wird bei den Vorbereitungen zu einem Attentat auf Benito Mussolini verhaftet. Der Partito Socialista Unitario, dem Zaniboni angehört, wird daraufhin verboten.

Persönliche Flagge Mussolinis als diktatorischer Capo del governo

- Am 24. Dezember beseitigt ein Gesetz über die „Kompetenzen und Vorrechte des Regierungschefs“ die formal noch immer bestehende Abhängigkeit der Regierung vom Parlament. Als Capo del Governo vertritt Mussolini die Regierung nun allein gegenüber dem König, ist ausschließlich diesem verantwortlich und hat das Recht, Gesetze zu dekretieren, über die die Abgeordneten lediglich noch „diskutieren“ können.

#### Portugal
- 11. Februar: Die Regierung unter Ministerpräsident José Domingues dos Santos, die erst seit November im Amt ist, wird durch ein Misstrauensvotum gestürzt und muss vier Tage später zurücktreten. Neuer Ministerpräsident wird Vitorino de Carvalho Guimarães, bleibt aber auch nur rund vier Monate im Amt.
- 18. April: Ein Putschversuch von Teilen der Armee unter Sinel de Cordes scheitert.

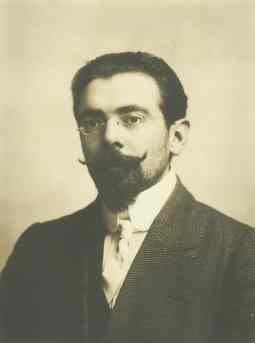
António Maria da Silva

- 1. Juli: António Maria da Silva wird Ministerpräsident Portugals und gleichzeitig Kriegsminister.
- 1. August: Domingos Leite Pereira, der ebenso wie da Silva dem Partido Democrático angehört, wird zum dritten Mal Ministerpräsident Portugals.
- 11. Dezember: Staatspräsident Manuel Teixeira Gomes muss wegen einer von da Silva geführten Diffamierungskampagne gegen ihn zurücktreten und verlässt am nächsten Tag das Land. Sein Nachfolger ist Bernardino Machado. Die Republik befindet sich zu diesem Zeitpunkt bereits in Auflösung. Die Parteienlandschaft zersplittert immer mehr.
- 18. Dezember: António Maria da Silva wird letzter Ministerpräsident der ersten Republik in Portugal.

#### Sowjetunion
- 10. April: Die Stadt Zarizyn an der Wolga wird in Stalingrad umbenannt.
- 24. Mai: Die Zeitung Komsomolskaja Prawda, bis 1991 offizielles Organ des Komsomol, erscheint erstmals.
- 16. Juni: In der Sowjetunion wird auf der Krim Artek, das erste Pionierlager der Pionierorganisation Wladimir Iljitsch Lenin, als Allunions-Erholungslager für tuberkulosekranke Kinder gegründet.
- 23. September: In der Sowjetunion werden alle 19 bis 40 Jahre alten Werktätigen gesetzlich verpflichtet, eine fünfjährige Wehrpflicht abzuleisten.

#### Türkei/Kurdistan

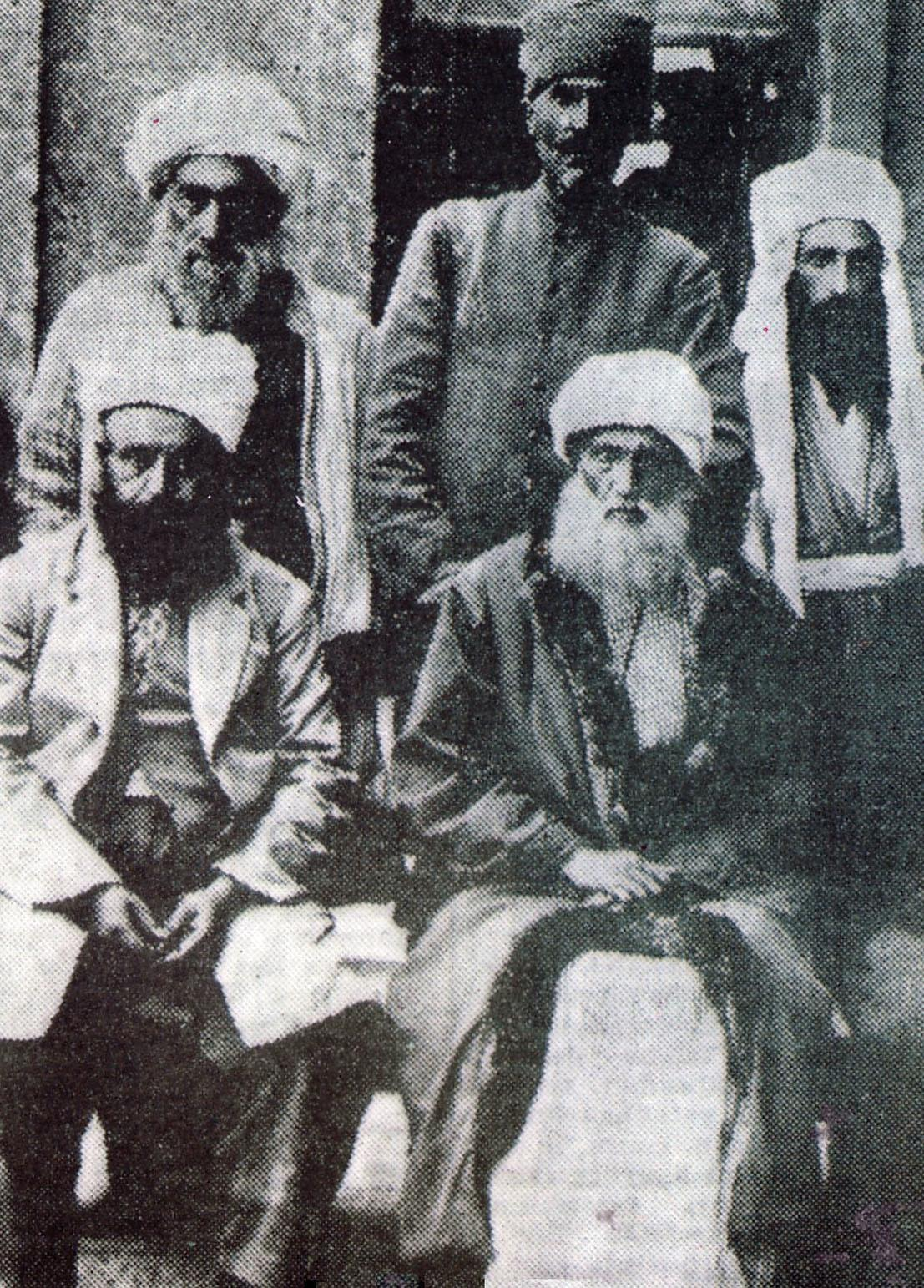
Scheich Said (rechts unten)

- Februar: Unter dem sunnitisch-islamistischen Führer Scheich Said bricht in den kurdischen Gebieten der Scheich-Said-Aufstand gegen die Säkularisierungspolitik der jungen türkischen Regierung um Mustafa Kemal Pascha aus. Dieser hat Kontakte zu vielen wichtigen Kurdenführern wie Alişer, Said Riza, Simko Schikak und Mahmud Barzandschi. Die Aufständischen erobern nach und nach die umliegenden Städte und ziehen in Richtung Diyarbakır.
- 24. Februar: Die türkische Regierung verhängt das Kriegsrecht.
- 27. Februar: Die türkische Armee beginnt mit Luftangriffen und einer großen Bodenoffensive den kurdischen Scheich-Said-Aufstand zu bekämpfen. Auf Seiten des türkischen Staates kämpfen auch drei alevitische Kurdenstämme gegen den Aufstand. Hintergrund sind alte Stammesrivalitäten mit dem sunnitischen Stamm der Cibran, der auf Seiten der Aufständischen kämpft.
- 2. März: Fethi Okyar tritt als türkischer Ministerpräsident zurück. Sein Nachfolger wird der als Hardliner bekannte İsmet İnönü.

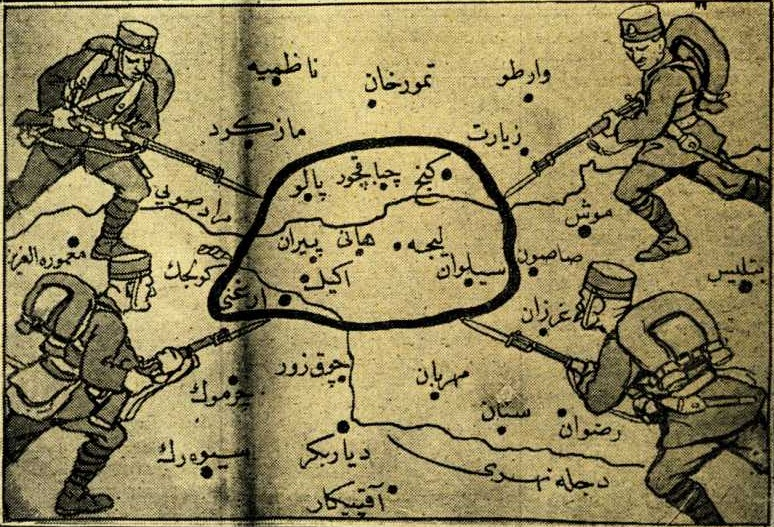
Türkische Soldaten umzingeln das aufständische Gebiet. Zeichnung aus der Cumhuriyet vom 30. März 1925.

- 4. März: Takrir-i Sükûn Kanunu, das Gesetz zur Sicherung der öffentlichen Ruhe, gibt der türkischen Regierung außergewöhnliche Machtbefugnisse gegen den Aufstand. Das Gesetz führt im Parlament zu heftigen Diskussionen zwischen der von der Cumhuriyet Halk Fırkası (CHF) gestellten Regierung und der Oppositionspartei Terakkiperver Cumhuriyet Fırkası (TCF). Die im Türkischen Befreiungskrieg gegründeten Unabhängigkeitsgerichte werden wieder eingesetzt und dazu benutzt Aufständische und andere „unliebsame“ Personen im Schnellverfahren zu verurteilen. Das Gesetz sieht unter anderem auch hohe Strafen und Verbote für subversive Publikationen in der Presse vor. Im April werden bis auf zwei CHF-nahe Zeitungen alle Zeitungen verboten. Die Terakkiperver Cumhuriyet Fırkası wird zwei Monate nach Inkrafttreten des Gesetzes wegen angeblicher Verbindungen zu den Aufständischen verboten.
- Am 27. April gerät Scheich Said mit 47 Mitkämpfern in seinem Hauptquartier in Genç in Gefangenschaft und wird durch ein türkisches Unabhängigkeitsgericht zum Tode verurteilt und am 29. Juni gehängt. Tausende weniger einflussreiche Kurden werden ohne Gerichtsverfahren getötet und die Bevölkerung ganzer Distrikte wird deportiert.
- 3. Juni: Nicht einmal ein Jahr nach ihrer Gründung wird die einzige Oppositionspartei Terakkiperver Cumhuriyet Fırkası verboten.

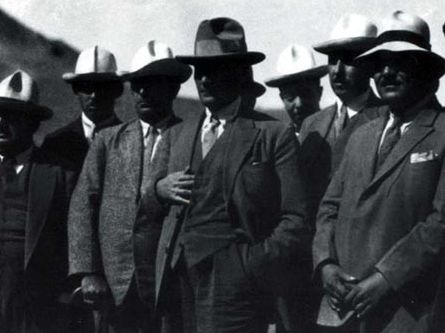
Mustafa Kemal Atatürk mit Hut 1925

- 25. November: Die Große Nationalversammlung der Türkei stimmt dem Hutgesetz zu. Das Gesetz legt für die männliche Bevölkerung der Türkei als erlaubte Kopfbedeckung den Hut fest und untersagte das Tragen der orientalischen Kopfbedeckungen, zum Beispiel des Fes. Für einen Teil der Staatsbediensteten wird hierdurch das Tragen der neuen „nationalen Kopfbedeckung“ Pflicht. Das Gesetz tritt am 28. November in Kraft. Auch die Uniformen des Militärs werden neu geregelt.
- 26. Dezember: Die türkische Nationalversammlung beschließt die Einführung des Gregorianischen Kalenders mit Wirkung ab 1. Januar 1926.

#### Balkan
- 21. Januar: Ahmet Zogu, der Ende des Vorjahres durch einen Putsch mit jugoslawischer Unterstützung die demokratische Regierung unter Fan Noli gestürzt hat, lässt Albanien zur „Republik nach amerikanischem Vorbild“ erklären. Am 31. Dezember wird er vom Parlament zum Präsidenten gewählt. Eine parlamentarische Opposition wird nicht zugelassen.

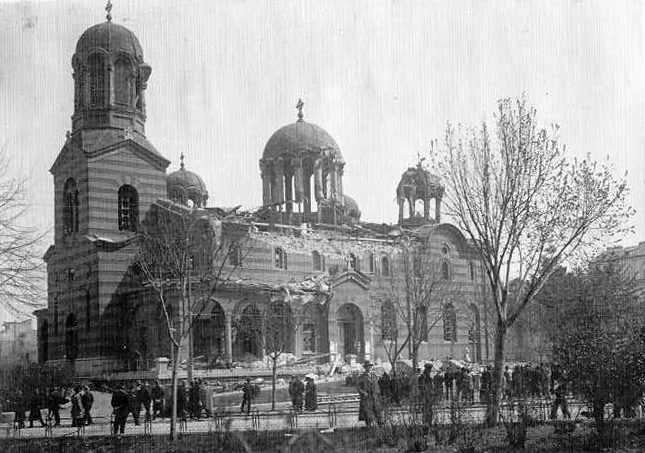
Die Kathedrale Sweta Nedelja nach dem Anschlag von 16. April

- 16. April: Bulgarische Kommunisten üben einen Bombenanschlag auf die Kathedrale Sweta Nedelja in der bulgarischen Hauptstadt Sofia aus, mehr als 120 Menschen sterben, darunter hochrangige Politiker und Militärs, rund 500 Personen werden verletzt. Ziel des Attentats ist die Beseitigung der führenden bulgarischen Politiker und Generäle mit einem Schlag, um eine Übernahme der Macht durch die Kommunisten vorzubereiten. Durch Zufall überleben alle Mitglieder der Regierung. Auf Zar Boris III. ist bereits am 14. April ein erfolgloser Mordanschlag am Botewgradpass verübt worden. Die bulgarische Regierung unter Aleksandar Zankow, deren Mitglieder durch einen Zufall überleben, ruft am gleichen Abend das Kriegsrecht aus. In den folgenden zwei Wochen werden hunderte Personen ohne richterlichen Beschluss und Urteil ermordet, darunter der Poet Geo Milew. Weiters werden mehrere Todesurteile verhängt. Das Kriegsrecht wird am 24. Oktober wieder aufgehoben.
- 8. Mai: Mentscha Karnitschewa, Aktivistin der Inneren Mazedonischen Revolutionären Organisation (IMRO), ermordet im Wiener Burgtheater den emigrierten ehemaligen Mitkämpfer der IMRO Todor Paniza. Da sie an Tuberkulose erkrankt ist, wird sie nach einem Schuldspruch für haftunfähig erklärt und Ende des Jahres aus Österreich ausgewiesen.

#### Nordeuropa
- 1. Januar: Die norwegische Hauptstadt Christiania erhält wieder ihren früheren Namen Oslo.
- 25. September: Auf den Färöern wird die erste sozialistische Partei gegründet (heute Javnaðarflokkurin). Erster Vorsitzender wird Maurentius S. Viðstein.

#### Weitere Ereignisse in Europa
- 1. Januar: Jean-Marie Musy wird Bundespräsident der Schweiz.
- 6. März: Die belgischen Ostkantone werden nach fünfjähriger Übergangszeit unter dem Hochkommissar Herman Baltia endgültig ein Teil Belgiens. Der deutsche Gebietsverlust wurde im Friedensvertrag von Versailles festgelegt.
- 7. Juli: 400 Jahre nach der Zerstörung der Stadt in Folge des Schladminger Bauern- und Knappenaufstandes erhält der steiermärkische Ort Schladming durch Beschluss der Bundesregierung die Stadtrechte wieder verliehen. Der Beschluss tritt am 20. Juli in Kraft und wird am 2. August mit einem Festakt feierlich begangen.

#### Vereinigte Staaten von Amerika

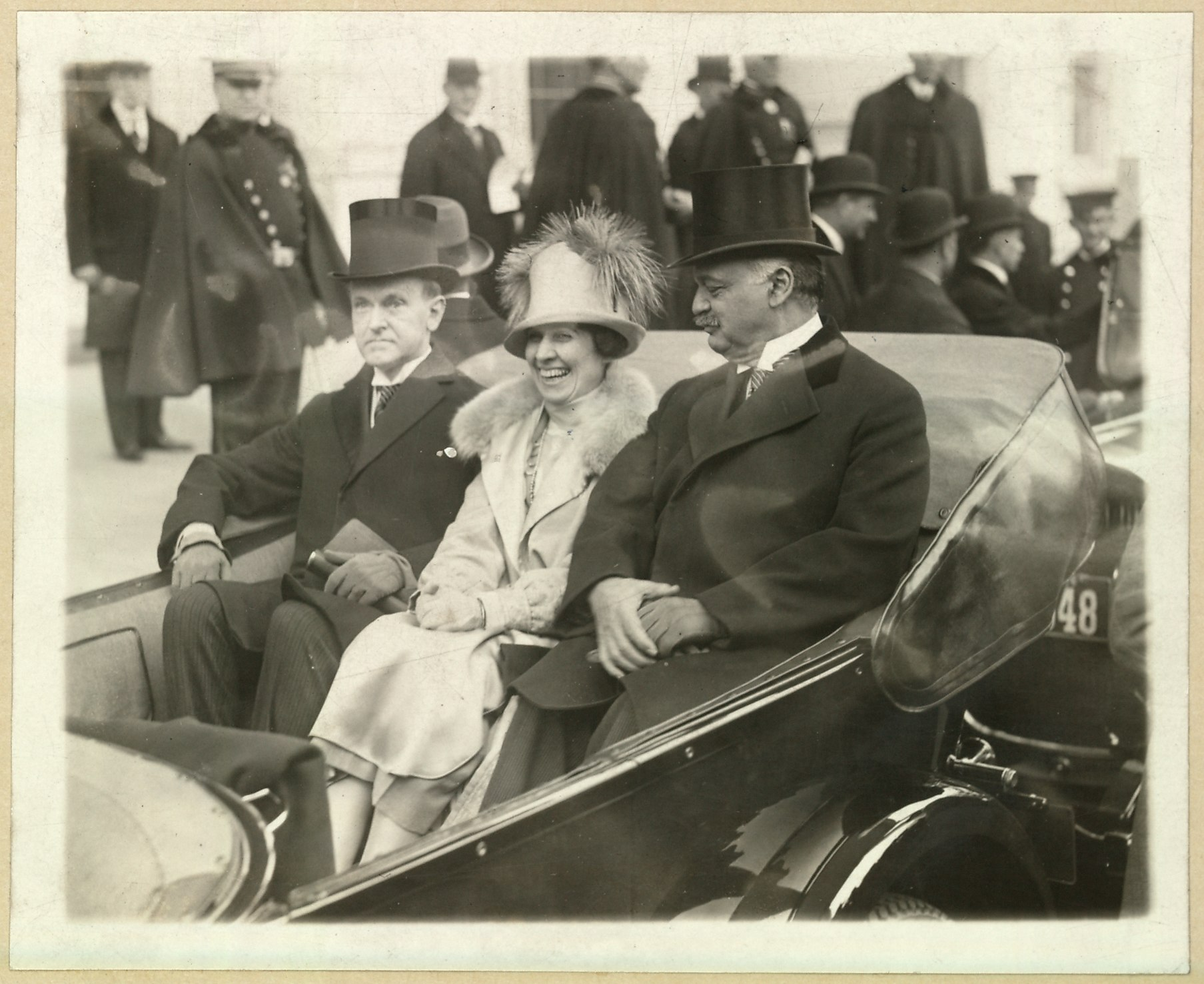
President Coolidge (l.) mit seiner Frau auf dem Weg zur Vereidigung

- 4. März: In Washington, D.C. legt Calvin Coolidge zum zweiten Mal den Eid zum US-Präsidenten ab. Er wird dabei von seinem Vorgänger William Howard Taft vereidigt. Vizepräsident wird Charles G. Dawes. Charles B. Warren, den Coolidge für den Posten des Finanzministers vorgeschlagen hat, lehnt der Senat mit 39 zu 41 Stimmen ab, die erste Ablehnung seit 1868. Andrew W. Mellon wird damit neuerlich Finanzminister. Außenminister wird Frank Billings Kellogg.

#### Südamerika
- 9. Juli: In Ecuador beginnt die Julirevolution.

#### Iran
- 31. März: Das iranische Parlament beschließt ein Gesetz zur Einführung eines korrigierten iranischen Kalenders, das am nächsten Tag in Kraft tritt. Die Monate, die bislang arabische oder türkische Benennungen hatten, tragen jetzt wieder die alten persischen Namen.
- Am 5. Mai wird das Gesetz zu Identität und persönlichem Stand verabschiedet. Alle Iraner sind nun verpflichtet, einen Nachnamen zu führen und sich bei den neu geschaffenen Meldebehörden registrieren zu lassen und erhalten einen Personalausweis. Alle Kadscharentitel, auch jene, die als Namensbestandteil benutzt worden sind, werden ersatzlos gestrichen. Premierminister Reza Chan selbst legt seinen bis dahin als Namensbestandteil benutzten Titel Sardar Sepah ab und wählt den Nachnamen „Pahlavi“.
- 22. Mai: Es wird ein gesetzliches Zuckermonopol geschaffen. Auf Zucker wird eine Steuer erhoben, mit der der Bau der geplanten Transiranischen Eisenbahn finanziert werden soll.
- 8. Juni: Die allgemeine Wehrpflicht mit einem Wehrdienst von zwei Jahren wird eingeführt.

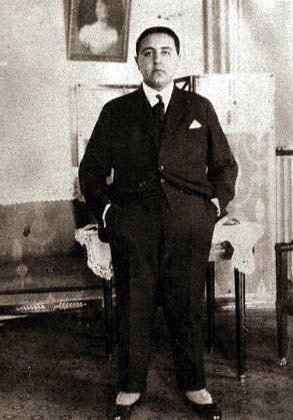
Ahmad Schah in der Zeit seines Pariser Exils

- 31. Oktober: Das iranische Parlament beschließt die Absetzung von Ahmad Schah Kadschar, dem letzten Herrscher der Kadscharendynastie. Unmittelbar nach der Abstimmung im Parlament tritt Reza Chan als Premierminister zurück und Mohammad Ali Foroughi wird geschäftsführender Premierminister. Generalmajor Abdollah Chan Amir Tahmasbi, Brigadegeneral Yazdanpanah, Oberst Dargahi und Oberst Bouzarjomehri beschlagnahmen die königlichen Paläste.
- Am 6. Dezember tritt eine gewählte verfassungsgebende Versammlung zusammen, die am 12. Dezember mit 257 von 260 möglichen Stimmen eine Verfassungsänderung beschließt, mit der Reza Chan als neues Staatsoberhaupt und seine männlichen Nachkommen in direkter Linie als seine Nachfolger in der Verfassung festgeschrieben werden.

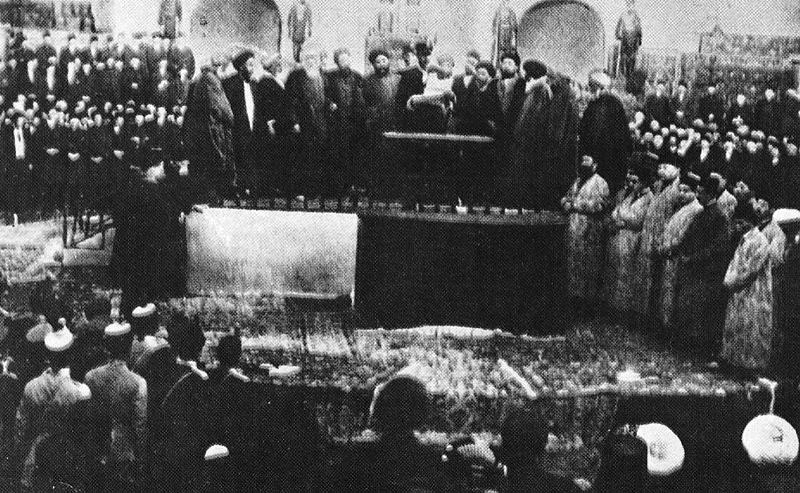
Reza Schah legt den Amtseid vor dem persischen Parlament ab

- 15. Dezember: Reza Pahlavi legt vor dem Parlament den Amtseid als Schah von Persien ab. Mohammad Ali Foroughi wird in seinem Amt als Premierminister bestätigt.
- 17. Dezember: Rezas sechsjähriger Sohn Mohammad Reza Pahlavi wird Kronprinz.

#### Republik China

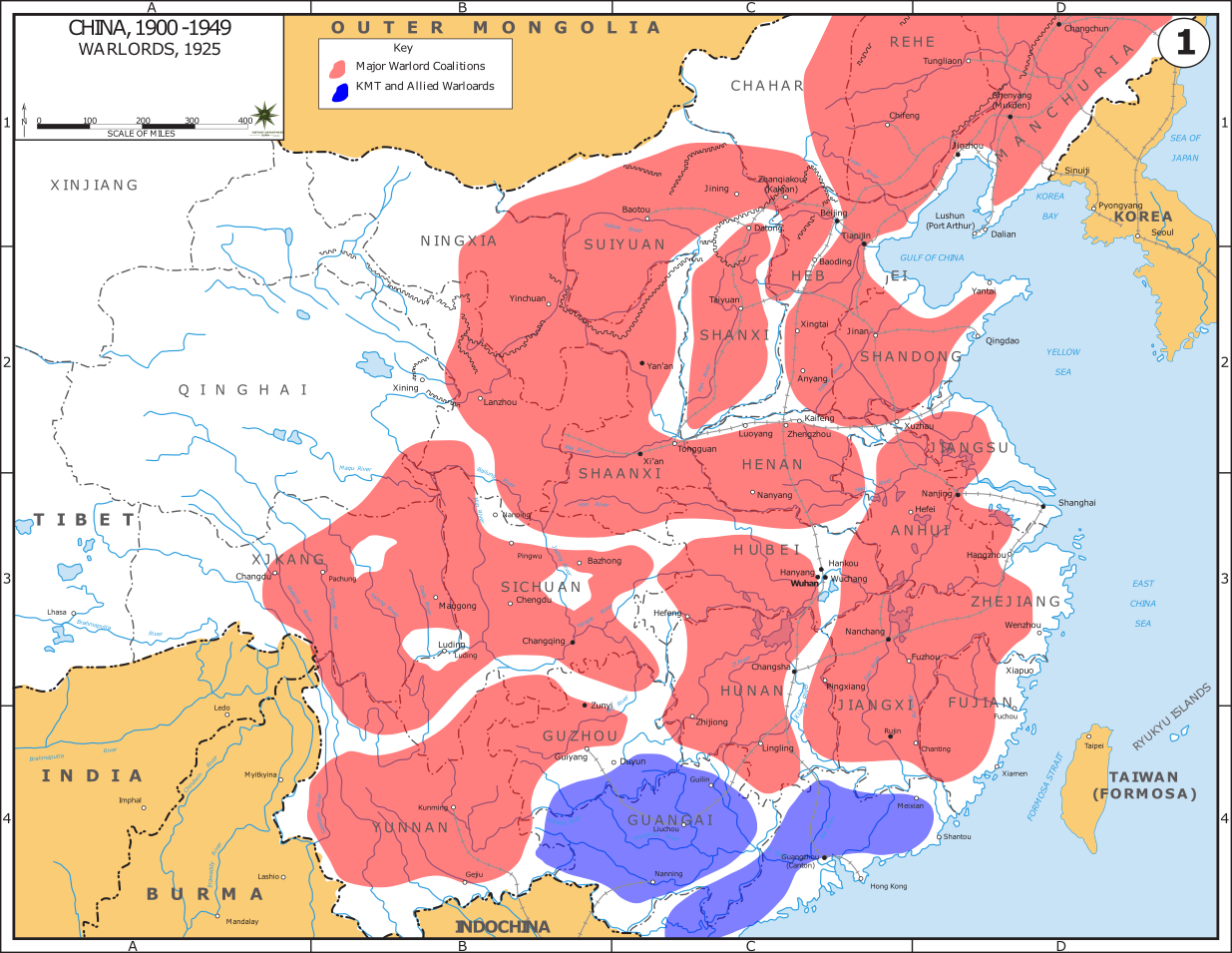
Die wichtigsten chinesischen Warlord-Koalitionen im Jahr 1925, der blaue Bereich wird von der Kuomintang kontrolliert

- Nach dem Tod von Sun Yat-sen am 12. März können sich die eher links orientierten Liao Zhongkai und Wang Jingwei sowie der konservative Hu Hanmin als Mitglieder des Zentralkomitees der Kuomintang durchsetzen. Am 20. August wird Liao Zhongkai von fünf Attentätern in Guangzhou ermordet. Im Zuge der Untersuchungen muss Hu Hanmin zurücktreten und der linke Flügel um Wang Jingwei und Sun Yat-sens Protegé Chiang Kai-shek übernimmt die Führung in der Partei.
- Im Norden der Republik China herrschen weiterhin die einander bekämpfenden Kriegsherren der Warlord-Ära.
- 30. Mai: Ein Schusswaffeneinsatz der Shanghai Municipal Police gegen protestierende Studenten in der Internationalen Niederlassung Shanghai löst in China die Bewegung des 30. Mai aus.

#### Weitere Ereignisse in Asien
- 22. April: In Japan wird unter Justizminister Hiranuma Kiichirō das Gesetz zur Aufrechterhaltung der öffentlichen Sicherheit erlassen. Es wird zur Grundlage der politischen Unterdrückung und Verfolgung seitens des japanischen Staates in den nächsten zwei Dekaden.

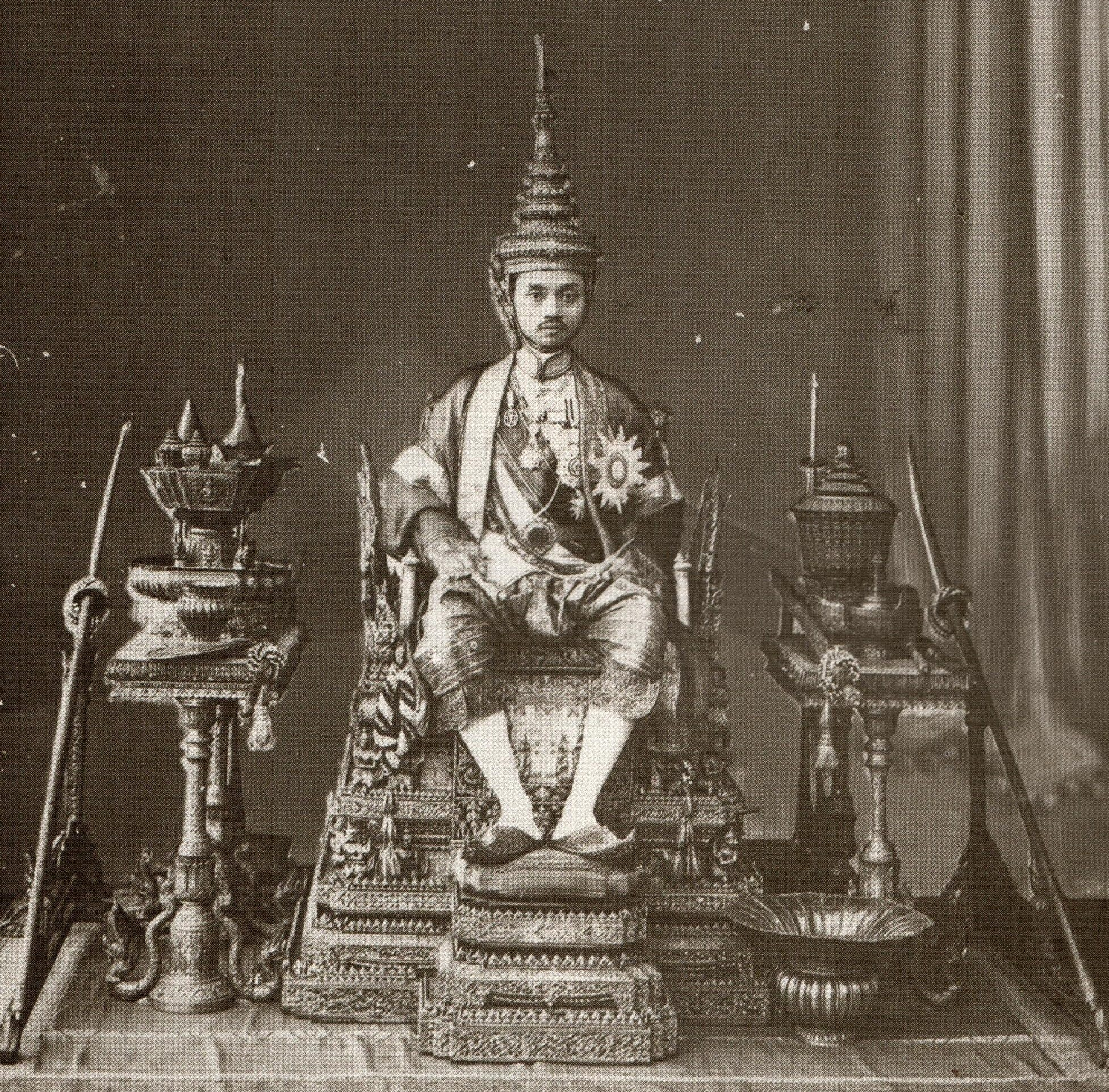
König Rama VII. bei seiner Krönung

- 25. November: Vajiravudh, unter dem Namen Rama VI. König von Siam, stirbt. Auf Basis der von ihm eingeführten Nachfolgeregelung für die Chakri-Dynastie besteigt sein jüngerer Bruder Prajadhipok als Rama VII. den Thron. Siam ist zu dieser Zeit in einer wirtschaftlich schwierigen und infolge des Ersten Weltkriegs unruhigen Phase. Der neue Monarch selbst schätzt ein, dass das Prestige der Monarchie sich auf einem Tiefpunkt befindet. Prajadhipok, der von liberalen Ideen beeinflusst ist, plant den Übergang Siams zu einer konstitutionellen Monarchie nach britischem Vorbild. Die im Obersten Staatsrat vertretenen Prinzen, allen voran Prajadhipoks Onkel Damrong Rajanubhab, leisten jedoch Widerstand gegen diesen Plan und bringen den König von dem ihnen „radikal“ erscheinenden Vorhaben ab.

### Wirtschaft

#### Banken und Währungsreformen

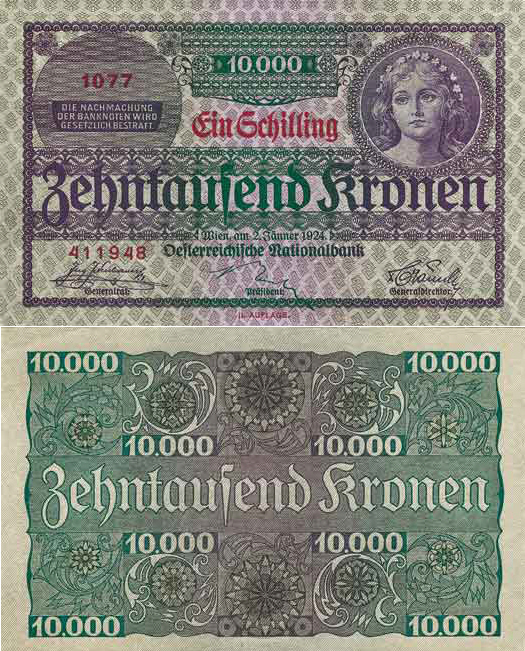
Mit Schilling überschriebene Kronen-Banknote von 1924

In Österreich wird am 1. März auf Basis des im Vorjahr beschlossenen Währungsumstellungsgesetzes die Schillingwährung eingeführt. Diese löst die 1892 eingeführte Krone ab. 10.000 Kronen werden gegen einen Schilling eingelöst. Voraussetzung dafür ist eine von Ignaz Seipel und Albert Mensdorff-Pouilly verhandelte Anleihe des Völkerbundes (Genfer Protokolle). Mit Einführung des Schillings beginnt die Regierung eine konsequente Hartwährungspolitik, was der Währung bald den Spitznamen „Alpendollar“ einträgt, die wirtschaftlichen Gestaltungsmöglichkeiten in Krisenzeiten aber stark einschränkt. 
Am 2. September wird auf Basis eines Gesetzes vom 12. Juli von der Regierung Ahmet Zogu die Nationalbank von Albanien gegründet, deren Hauptsitz sich in Rom befindet und deren Kapital überwiegend von einem italienischen Konsortium stammt. Diese führt in den nächsten Monaten den Lek als Währung Albaniens ein.

#### Rückkehr zum Goldstandard
Winston Churchill, Schatzkanzler im Kabinett Baldwin II, verkündet Ende April die Rückkehr Großbritanniens zum Goldstandard, der 1914 wegen des Krieges aufgehoben worden ist, eine Maßnahme, gegen die sich allein Wirtschaftsexperte John Maynard Keynes ausspricht. Diese konservative Finanzpolitik führt zur Überbewertung des Pfund Sterling und damit zur Verteuerung britischer Waren, zu einem Einbruch des Exports und schließlich zu einem Anstieg der Arbeitslosigkeit auf rund 20 Prozent. Die Schweiz führt den Goldstandard zwei Monate später im Juni ein. Auch Australien, die Niederlande und Südafrika kehren zum Goldstandard zurück.

#### Messen und Ausstellungen
- 8. August bis 13. September: Im Rahmen der Feierlichkeiten zur 1000-Jahr-Feier des Rheinlandes findet die Reichsausstellung Deutscher Wein 1925 in Koblenz statt.
- 28. November: In Dortmund wird die in sieben Monaten in Holzbauweise errichtete erste Westfalenhalle, eine der größten in Europa, eröffnet.

#### Post und Verkehr
- 1. Februar: Die Rhein-Sieg Eisenbahn-Aktiengesellschaft beginnt mit der Einführung eines Omnibus-Betriebes.
- 19./20. Februar: Auf der Bahnstrecke München–Garmisch-Partenkirchen wird die erste elektrische Probefahrt aufgenommen. Ab dem 23. Februar wird die gesamte Strecke elektrisch betrieben. Die Elektrifizierung der Gesamtstrecke hat nur 45 Tage in Anspruch genommen.
- 1. März: Postwurfsendungen werden unter der Bezeichnung Wurfsendung für Massendrucksachen von der Deutschen Post versuchsweise zugelassen.
- 6. April: Mit der Vorführung des Abenteuerfilms The Lost World an Bord einer Handley Page W.8 der Imperial Airways während des Flugs vom Croydon Airport bei London nach Paris wird erstmals ein Kinofilm an Bord eines Linienfluges gezeigt.
- 5. Juni: Eine europäische Wasserflugverbindung von Danzig nach Stockholm wird eröffnet. Bis zur Einstellung des Betriebs am 30. September werden bei 179 Flügen über die Ostsee 476 Passagiere befördert.
- 10. August: Nach einem Versuchsflug am 29. Mai erfolgt die Eröffnung der ersten deutschen Wasserfluglinie zwischen Altona/Elbe und Dresden. Die Städte Dresden, Magdeburg und Altona schließen danach mit der Junkers Luftverkehr AG einen Vertrag, um zunächst für die Dauer von drei Monaten einen regelmäßigen Luftverkehr auf der Elbe durchzuführen. Die Stadt Dresden kauft die Maschinen und die Städte Altona und Magdeburg müssen die Selbstkosten des Betriebs in Höhe von 67.500 Reichsmark garantieren. Die Reichspost muss zusätzlich jeden Flug finanziell unterstützen.
- 21. November: Der zwischen New York City und Floridas Ostküste pendelnde Luxus-Reisezug Orange Blossom Special verkehrt erstmals nach Fahrplan. Die Route führt von New York über Philadelphia, Washington, D.C., Richmond, Raleigh, Columbia, Savannah und Jacksonville bis nach Miami.

#### Unternehmensgründungen
- 1. Januar: In Dortmund wird die Vereinigte Elektrizitätswerke Westfalen-GmbH (VEW) gegründet.
- 19. Januar: Im schwedischen Älvdalen gründet Albin Hagström das Unternehmen Hagström zur Herstellung von Musikinstrumenten.
- 21. Februar: Die erste Ausgabe des von Harold Ross gegründeten Magazins The New Yorker erscheint. Er gilt heute als eine der renommiertesten Nachrichten-, Kultur- und Literaturzeitschriften weltweit.
- 3. April: In Bozen wird die Konditorei Loacker eröffnet.
- 10. Juli: Die offizielle Nachrichtenagentur der Sowjetunion, die Telegrafnoe Agentstvo Sovetskovo Soyuza (TASS), wird gegründet. Sie übernimmt die Aufgaben von der 1918 gegründeten ROSTA.
- 6. August: Conrad Hilton eröffnet sein erstes neu erbautes Hotel im texanischen Dallas, das Dallas Hilton.
- 12. Dezember: Im kalifornischen San Luis Obispo eröffnet mit dem Motel Inn das erste Motel überhaupt.
- In Peoria, Illinois (USA) entsteht aus einem Zusammenschluss der Holt Manufacturing Company (Benjamin Holt) und der C. L. Best Tractor Company (Daniel Best) das Unternehmen Caterpillar Tractor Company.

### Wissenschaft und Technik

#### Aviation
- 7. April: Das Sport- und Schulflugzeug U 12 Flamingo der Udet Flugzeugbau absolviert seinen Erstflug.

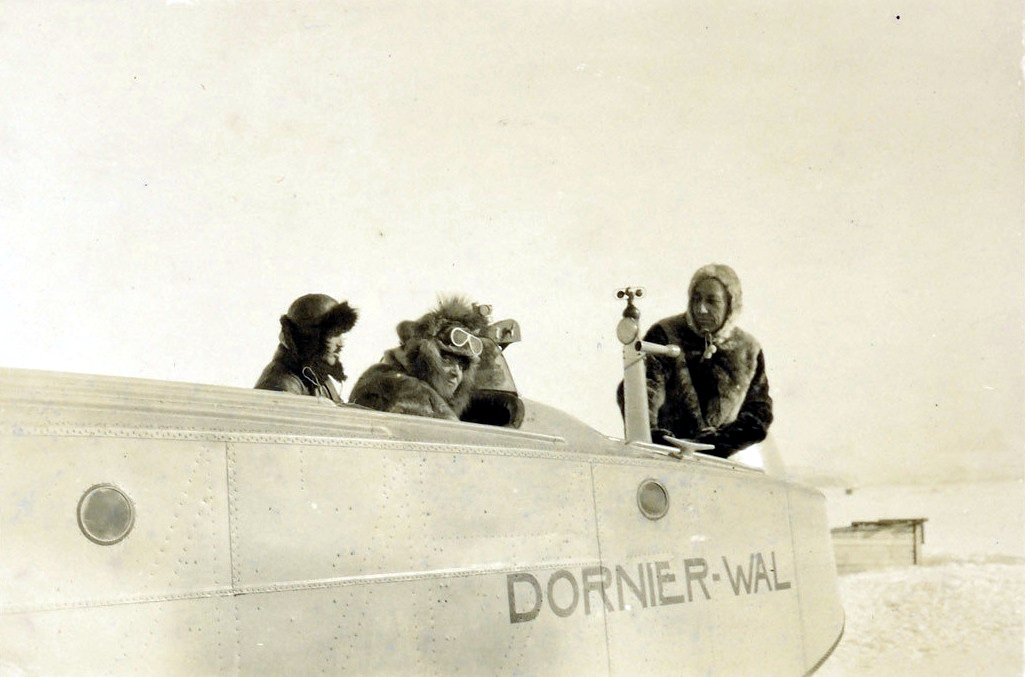
Roald Amundsen (rechts) vor dem Start im Flugboot N25

- 21. Mai: Die Amundsen-Ellsworth-Flugexpedition startet in Ny-Ålesund auf Spitzbergen mit zwei Flugbooten vom Typ Dornier Wal. Der erste Versuch, den geographischen Nordpol mit dem Flugzeug zu erreichen, scheitert 250 km vor dem Ziel.
- 26. Mai: Die B II „Sausewind“, ein von den Brüdern Walter und Siegfried Günter unter aerodynamischen Gesichtspunkten konstruierter Tiefdecker, absolviert ihren Erstflug.
- 1. Juni: Der Innsbrucker Flughafen in der Reichenau wird eröffnet.
- 26. November: In der russischen Luftfahrt absolviert ein Prototyp des Bombers und Ganzmetallflugzeugs ANT-4 seinen Erstflug.

#### Naturwissenschaften
- 7. Februar: Raymond Dart beschreibt in Nature das Kind von Taung, den ersten Fund der von ihm zugleich neu benannten Vormenschen-Gattung Australopithecus
- 29. Juli: Werner Heisenberg, Max Born und Pascual Jordan reichen ihre Abhandlung über die Grundlagen der Quantenmechanik zur Veröffentlichung in der Zeitschrift für Physik ein. Heisenbergs Pionierarbeit Über quantentheoretische Umdeutung kinetischer und mechanischer Beziehungen gilt als die Geburtsstunde des neuen Feldes der Quantenphysik.
- 21. September: Fund des Ehringsdorfer Urmenschen, der der ur- und frühgeschichtlichen Erforschung der Herkunft des Menschen neue Impulse gibt
- Dezember: Max Born und Pascual Jordan stellen die Matrizenform der Heisenberg-Theorie vor.
- Samuel Abraham Goudsmit und George Eugene Uhlenbeck führen hypothetisch den Spin als Erklärung der Feinstruktur der Spektrallinien ein.
- Ida Tacke, Walther Noddack und Otto Berg entdecken das chemische Element Rhenium.

#### Lehre und Forschung

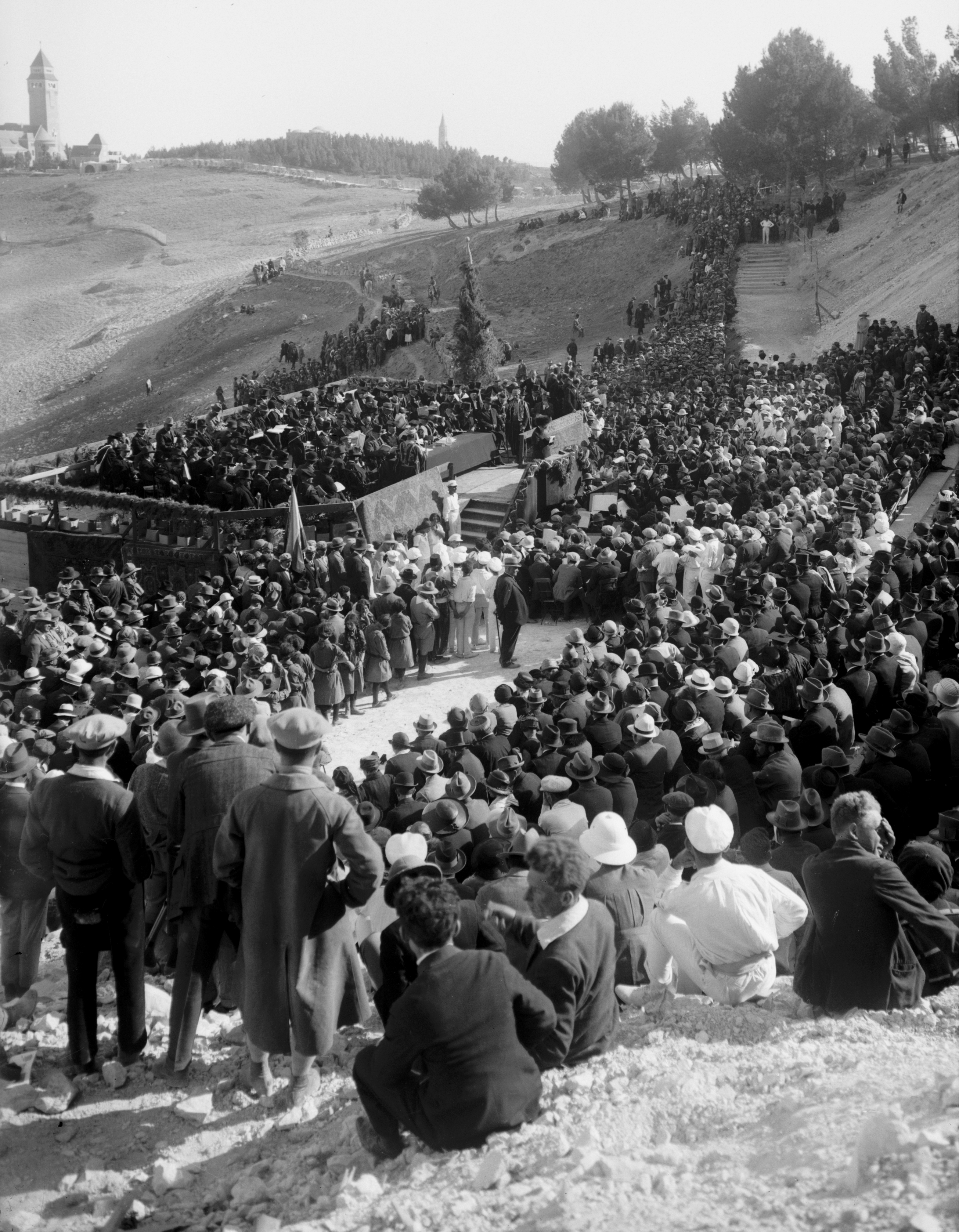
Eröffnungsfeier Der Uni Jerusalem auf dem Skopusberg

- 1. April: Die Hebräische Universität Jerusalem wird mit den drei Fakultäten Mikrobiologie, Chemie und Jüdische Studien eröffnet. Bei der Eröffnungszeremonie sprechen Lord Balfour, Chaim Weizmann, Abraham Isaak Kook, Herbert Samuel und Chaim Nachman Bialik. Kanzler der neuen Universität, die in ihren Anfangsjahren eine reine Forschungseinrichtung ist, wird Judah Leon Magnes.
- 7. Mai: Der Neubau des Deutschen Museums in München wird anlässlich des 70. Geburtstags seines Gründers Oskar von Miller mit einem großen Fest eröffnet.
- 25. Mai: Alice Salomon gründet in Berlin-Schöneberg die Deutsche Akademie für soziale und pädagogische Frauenarbeit. Unterstützt wird soe von der Avantgarde der Wohlfahrtspflege wie Marie Baum, Gertrud Bäumer, Hildegard von Gierke, Helene Weber, Siddy Wronsky, Eduard Spranger, Hans Muthesius und vielen weiteren Personen und Körperschaften. Der offizielle Lehrbetrieb der Frauenhochschule beginnt im Oktober mit 10 Kursen und insgesamt 358 Teilnehmerinnen.

#### Sonstiges
- 1. Januar: In Opponitz wird das erste Wiener Wasserkraftwerk, das Kraftwerk Opponitz in Betrieb genommen.
- 18. April: Die International Amateur Radio Union (IARU), die internationale Vereinigung von nationalen Amateurfunkverbänden, wird gegründet. Der 18. April wird inzwischen alljährlich als World Amateur Radio Day begangen.
- 28. Juli: Durch Zusammenschluss des Deutschen Funkkartells mit dem Funktechnischen Verein entsteht der Deutsche Funktechnische Verband der Funkamateure.

### Kultur

#### Bildende Kunst

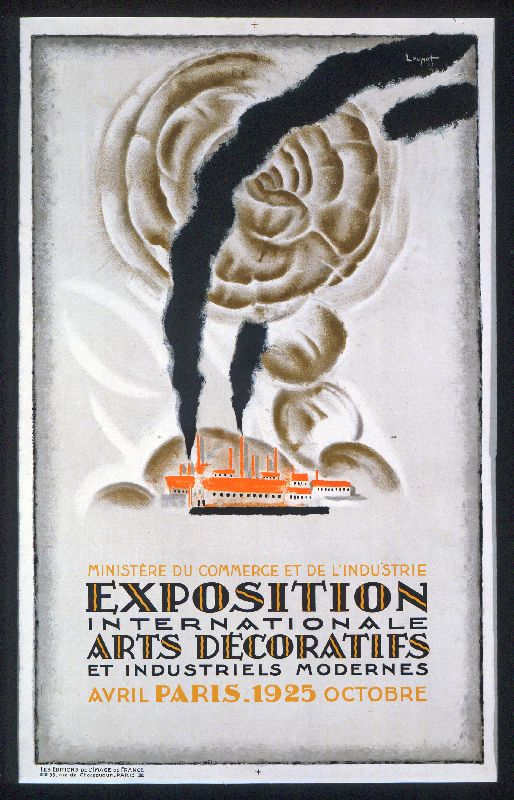
Plakat der Weltausstellung 1925

- 28. April bis 8. November: In Paris findet mit 10-jähriger Verspätung die Exposition internationale des arts décoratifs et industriels modernes, eine Weltausstellung des Kunstgewerbes und des Industriedesigns, statt. Nach ihr wird später der Stil Art déco benannt. Etwa 16 Millionen Menschen besuchen die Ausstellung mit 15.000 Ausstellern aus 18 Ländern. Vorgestellte Neuheiten sind unter anderen Sperrholzmöbel und die Wohnmaschine von Le Corbusier. Die ursprünglich bis 25. Oktober geplante Ausstellung wird wegen des großen Besucherandrangs um zwei Wochen verlängert.

Plakat von Karl Bertsch zur Ausstellung in Mannheim

- 14. Juni: In der Kunsthalle Mannheim wird unter der Leitung des Direktors Gustav Friedrich Hartlaub die Ausstellung Neue Sachlichkeit eröffnet. Die Ausstellung dauert bis zu 18. September und prägt den Namen für die Kunstströmung Neue Sachlichkeit der 20er- und 30er-Jahre. Zu sehen sind Werke von Max Beckmann, Otto Dix, George Grosz, Heinrich Maria Davringhausen, Adolf Erbslöh, Ernst Fritsch, Nicolas Gluschenko, Ernst Haider, Wilhelm Heise, Karl Hubbuch, Alexander Kanoldt, Walter Schulz-Matan, Carlo Mense, Anton Räderscheidt, Rudolf Schlichter, Georg Scholz, Niklaus Stoecklin und Georg Schrimpf. Ab Oktober ist die Ausstellung in jeweils veränderter Form in weiteren Städten zu sehen: Vom 18. Oktober bis 22. November wird sie im Sächsischen Kunstverein in Dresden gezeigt, zum Jahreswechsel 1925/1926 im Städtischen Museum Kunsthütte in Chemnitz. Mit 4.405 Besuchern verzeichnet die Ausstellung deutlich weniger hohe Besucherzahlen als andere Ausstellungen, die ebenfalls im Jahr 1925 in Mannheim gezeigt werden, erhält aber eine bemerkenswert Presseresonanz.

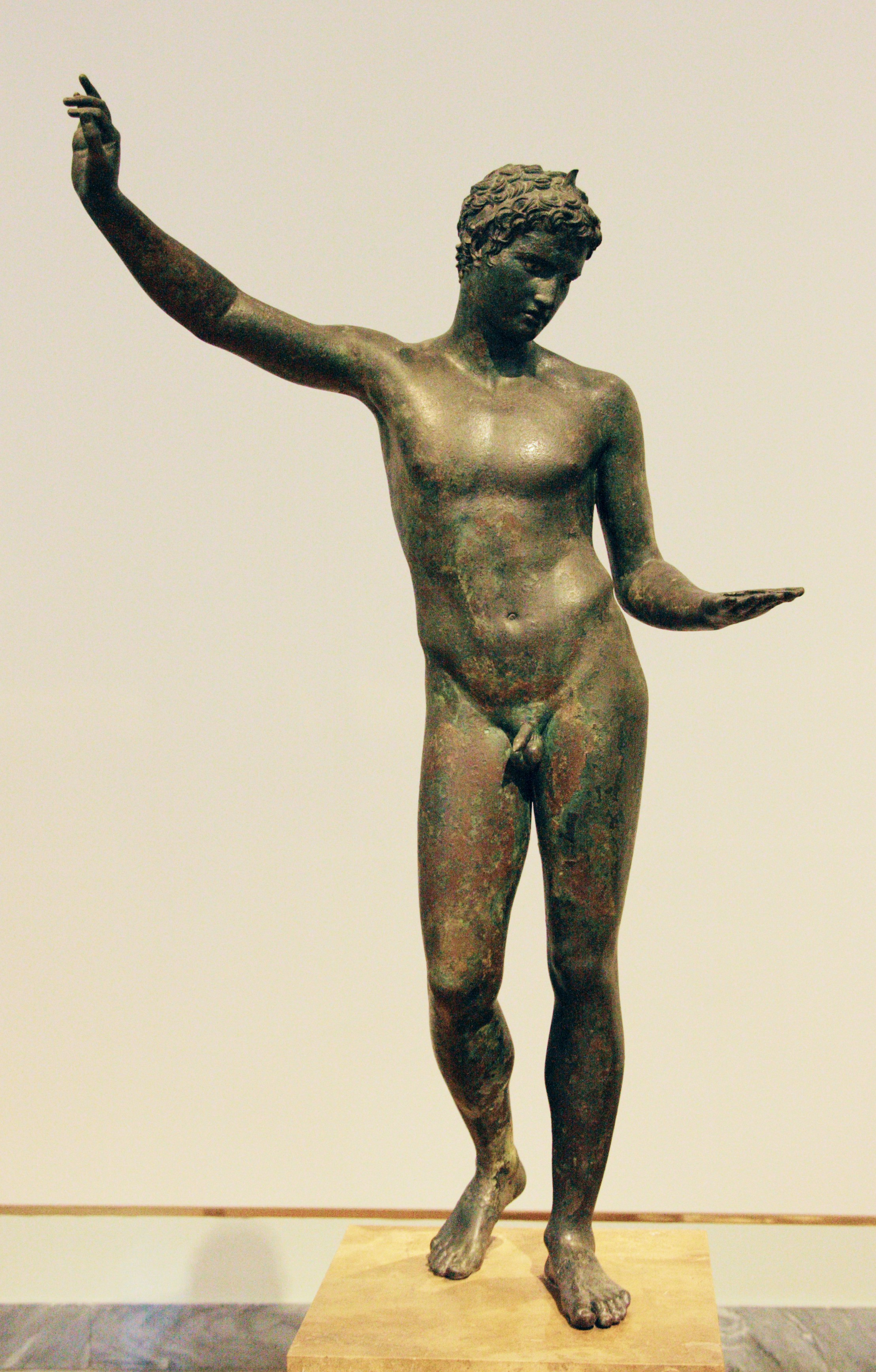
Jüngling von Marathon (Gesamtansicht)

- Juni: Der Jüngling von Marathon, eine unterlebensgroße Bronzeplastik, wird aus dem Ägäischen Meer gefischt. Das der griechischen Spätklassik zugeordnete, auf 340–330 v. u. Z. datierte Kunstwerk wird der Schule des Bildhauers Praxiteles zugeschrieben oder mit dem Bildhauer Lysippos in Verbindung gebracht.
- Das Bauhaus übersiedelt von Weimar nach Dessau, wo Walter Gropius das Bauhausgebäude Dessau entwirft. Hier entstehen die ersten Möbel aus dem neuartigen Material Stahlrohr, wie der Clubsessel B 3 von Marcel Breuer. Auch die ersten Bände der Bauhausbücher kommen heraus.
- Die Neue Sammlung, das weltweit erste Designmuseum im späteren Kunstareal München wird als Abteilung für Gewerbekunst am Bayerischen Nationalmuseum offiziell gegründet. Günther von Pechmann wird mit der Leitung betraut.
- In Paris wird La Peinture Surrealiste, die erste Gemeinschaftsausstellung der Surrealisten, abgehalten. Joan Miró ist unter anderem mit Karneval des Harlekins vertreten; weitere ausstellende Künstler sind Giorgio de Chirico, Paul Klee, Man Ray, Pablo Picasso, Hans Arp und Max Ernst.

#### Film
- 22. Mai: Die Dreharbeiten zu Metropolis von Fritz Lang beginnen.
- 8. Februar: Der Abenteuerfilm The Lost World von Harry O. Hoyt hat in den USA seine Uraufführung. Der Stummfilm basiert auf dem Science-Fiction-Abenteuerroman Die vergessene Welt von Arthur Conan Doyle, der auch in der Anfangsszene des Films mit einer Eingangsrede zu sehen ist. Für die damals bahnbrechenden Tricksequenzen zeigt sich Willis O’Brien verantwortlich.
- 26. Juni: Die Stummfilmkomödie The Gold Rush von und mit Charlie Chaplin hat ihre Uraufführung.
- 21. Dezember: Der propagandistische sowjetische Stummfilm Panzerkreuzer Potemkin von Sergej Eisenstein mit der Musik von Edmund Meisel wird aus Anlass des 20-jährigen Jubiläums der Revolution von 1905 im Moskauer Bolschoi-Theater uraufgeführt.

#### Literatur

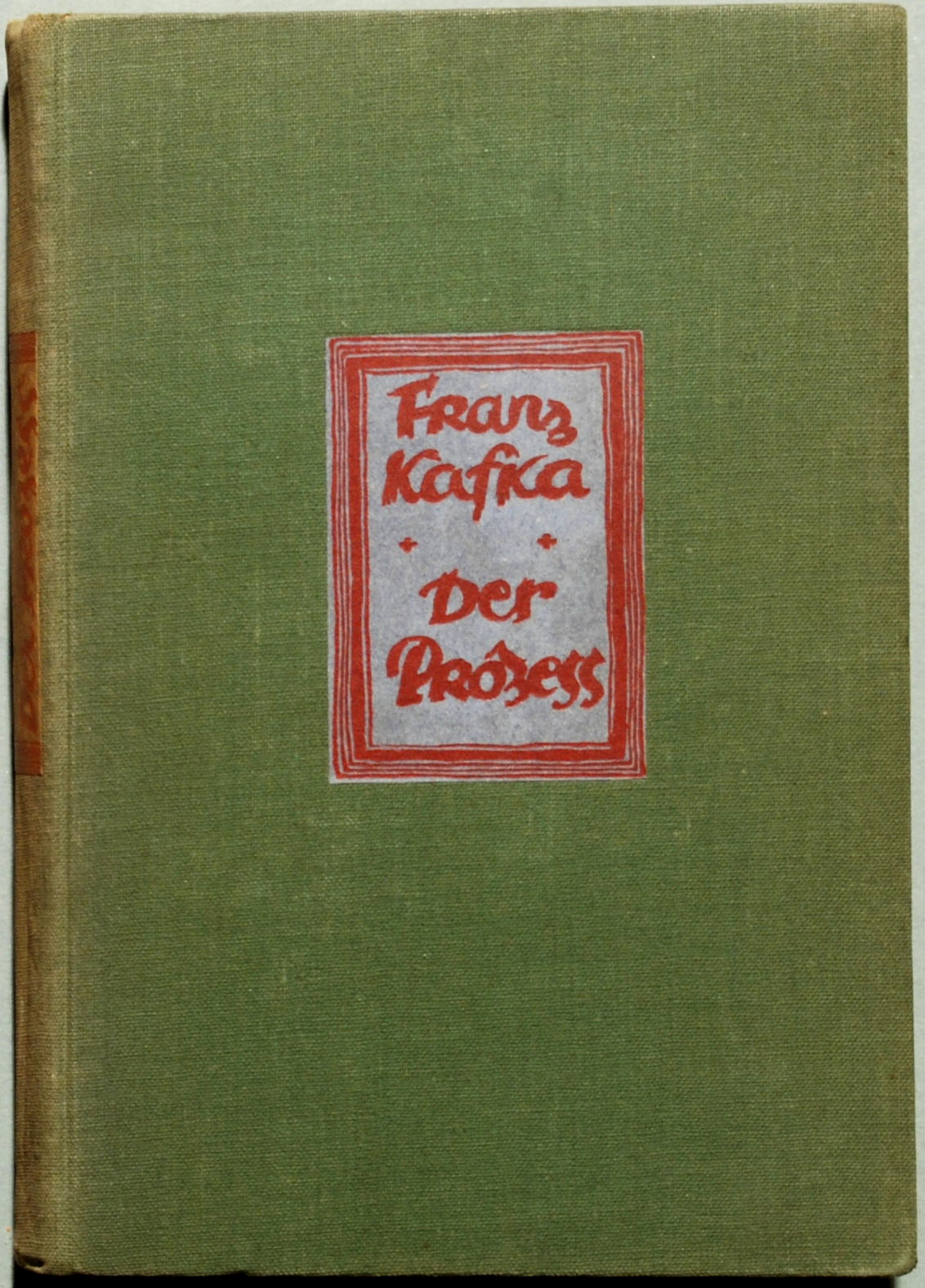
Verlagseinband der Erstausgabe 1925

#### Musik und Theater
- 21. Mai: Am Sächsischen Staatstheater in Dresden findet unter dem Dirigat von Fritz Busch die Uraufführung der Oper Doktor Faust von Ferruccio Busoni mit Robert Burg als Faust und Meta Seinemeyer als Herzogin statt.
- 11. September: Am Deutschen Künstlertheater in Berlin wird die Operette Die Teresina von Oscar Straus nach einem Libretto von Rudolf Schanzer und Ernst Welisch uraufgeführt.
- 30. Oktober: Die Operette Paganini von Franz Lehár mit Texten von Paul Knepler und Bela Jenbach wird mit großem Erfolg am Johann Strauß-Theater in Wien uraufgeführt.
- 12. November: Geschichte des Jazz: Louis Armstrong spielt mit seiner neu gegründeten Formation Louis Armstrong and His Hot Five die ersten Aufnahmen ein. Zu hören sind neben Armstrong am Kornett seine Frau Lil Hardin Armstrong am Klavier, Johnny Dodds an Klarinette und Altsaxophon sowie Kid Ory an der Posaune und Johnny St. Cyr am Banjo.
- 14. Dezember: Die Uraufführung der Oper Wozzeck von Alban Berg findet an der Staatsoper Unter den Linden in Berlin unter der Leitung von Erich Kleiber statt. Das Libretto beruht auf dem deutschsprachigen Dramenfragment Woyzeck von Georg Büchner. Die Uraufführungsinszenierung erreicht beachtliche 20 Aufführungen, die Oper wird dann rasch an fünfzehn deutschen Bühnen nachgespielt.

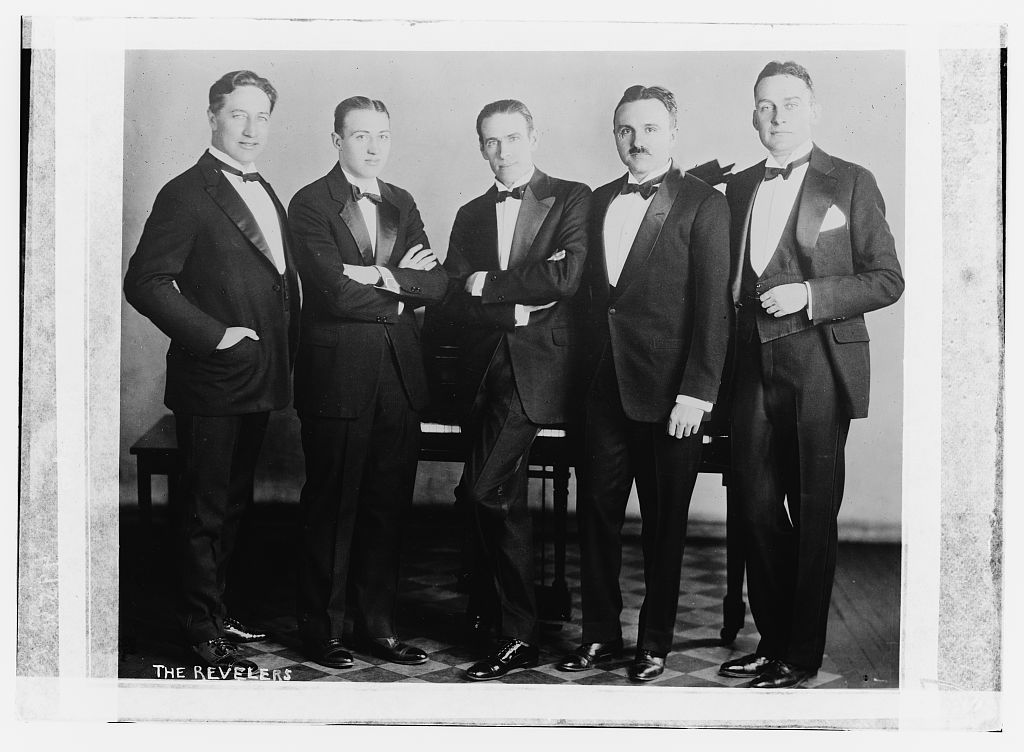
The Revelers um 1925

- Die US-amerikanische a-capella-Gruppe The Revelers wird gegründet.

### Gesellschaft
- 3. Februar: In München findet unter dem Protektorat von Kronprinzessin Antonia von Luxemburg der erste Chrysanthemenball statt, von Paula Zell als Wohltätigkeitsveranstaltung zu Gunsten hilfsbedürftiger Kinder ins Leben gerufen. Im Cherubimsaal des Hotels Vier Jahreszeiten wird an einem Abend die erhebliche Summe von 25.000 Reichsmark gespendet.
- 4. Februar: In Düsseldorf findet mit dem rheinischen Provinziallandtag der Auftakt zur Rheinischen Jahrtausendfeier statt.
- 2. März: Mit dem Ziel, der Diskriminierung der Arbeiter auf dem Gebiet der Bildung entgegenzuwirken, gründet der Parteivorstand der SPD wenige Tage nach dem Tod von Reichspräsident Friedrich Ebert auf dessen testamentarische Anregung die Friedrich-Ebert-Stiftung. Der SPD-Vorstand beauftragt den Parteikassier Konrad Ludwig mit dem Aufbau der Stiftung, deren Startkapital Spenden der Trauergäste bilden.
- 10. Juli: Im US-Bundesstaat Tennessee beginnt der mit Spannung verfolgte Scopes-Prozess (auch „Monkey-Trial“) gegen den Lehrer John Thomas Scopes, der entgegen den bestehenden Gesetzen des Staates Tennessee an öffentlichen Schulen nicht die vorgeschriebene biblische Schöpfungslehre, sondern die Evolutionstheorie unterrichtet hat. Er wird am 21. Juli zu einem Bußgeld von 100 Dollar verurteilt.
- Unter der Leitung von Ernst May wird das Wohnungsbauprojekt neues Frankfurt begonnen, in diesem Zusammenhang entsteht im Folgejahr auch die Frankfurter Küche von Margarete Schütte-Lihotzky als Vorläufer der heutigen Einbauküche.
- Das erste deutsche Rätsel in Kreuzform erscheint in der Berliner Illustrirten.

### Religion

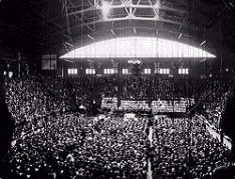
Gründung der United Church of Canada

- 10. Juni: In Toronto entsteht die United Church of Canada durch den Zusammenschluss von Presbyterianern, Methodisten und Kongregationalisten. Dem Feiern des ersten Gottesdienstes der vereinigten Kirche ist eine 20-jährige Planungs- und Verhandlungsphase vorausgegangen.
- 19.–30. August: Auf Einladung des schwedischen Erzbischofs Nathan Söderblom findet die Stockholmer Weltkirchenkonferenz statt. Es nehmen Vertreter fast aller Konfessionen teil, ausgenommen der römisch-katholischen Kirche.
- 11. Dezember: Mit der Enzyklika Quas primas führt Papst Pius XI. das Christkönigsfest ein.
- 25. Dezember: Der Vietnamese Ngô Văn Chiêu erfährt nach eigenen Angaben eine Offenbarung des Gottes Cao Đài. In der Folge entsteht die Religion des Caodaismus.

### Katastrophen
- 2. Februar: Die von der Bahnstation in Nenana per Hundeschlittenstaffel 1085 km quer durch Alaska transportierte Serumlieferung zur Bekämpfung der Diphtherieepidemie in Nome erreicht nach fünfeinhalb Tagen ihren Bestimmungsort.

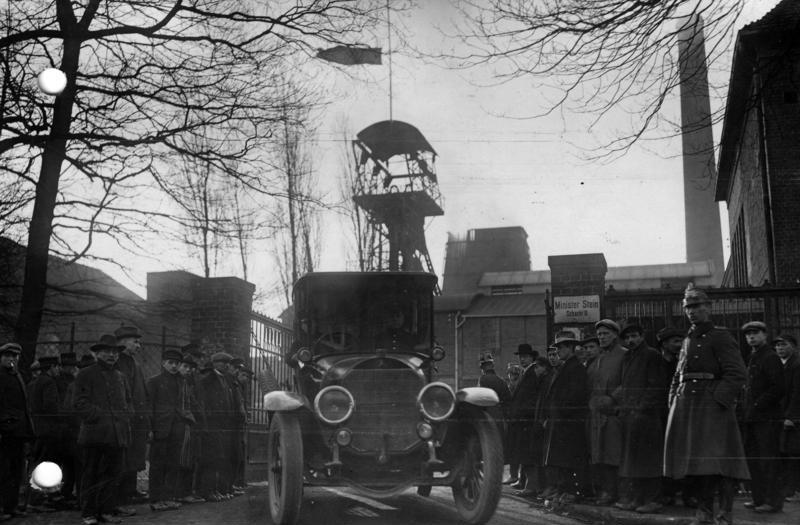
Krankenwagen vor der Zeche

- 11. Februar: Bei einer Schlagwetterexplosion in der Zeche Minister Stein in Dortmund kommen 136 Menschen ums Leben, acht Kumpel überleben das Unglück.
- 16. März: Bei einem Erdbeben der Stärke 7,1 im autonomen Bezirk Dali in der Provinz Yunnan, China kommen etwa 5.800 Menschen ums Leben.

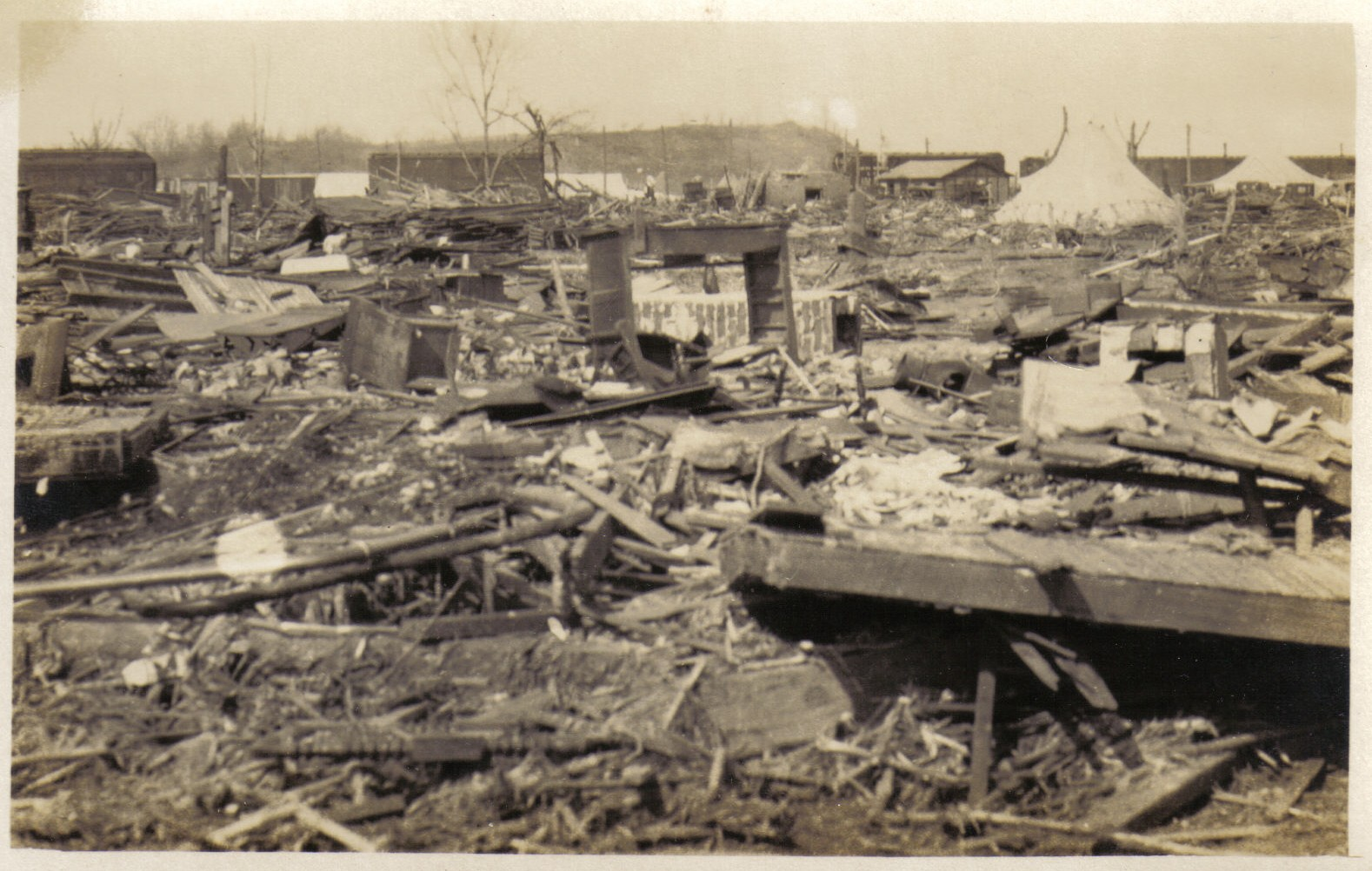
Nach dem Tornado

- 18. März: Der Tri-State Tornado zieht durch die US-Bundesstaaten Missouri, Illinois und Indiana, wo er mindestens 695 Tote und mehr als 2000 Verletzte fordert. Er ist damit der bisher tödlichste Tornado in der Geschichte der Vereinigten Staaten.
- 31. März: Beim Veltheimer Fährunglück kommen bei einer Reichswehrübung zur Überquerung der Weser achtzig Soldaten und ein Zivilist ums Leben. Konstruktionsfehler der Fähre und ein Hochwasser sind gemäß einer darauf folgenden Gerichtsverhandlung die Ursachen der Katastrophe.
- 12. November: Das britische U-Boot M1 sinkt nach einer Kollision mit dem Frachter Vidar, alle 69 Mann an Bord sterben.

Kleinere Unglücksfälle sind in den Unterartikeln von Katastrophe und in der Liste von Katastrophen aufgeführt.

### Natur und Umwelt
In Belgisch-Kongo wird im Grenzgebiet zu Ruanda-Urundi der Albert-Nationalpark als erster Nationalpark Afrikas eingerichtet. Zunächst wird nur ein kleines Gebiet um Karisimbi, Visoke und Mikeno als Nationalpark erklärt, um die hier lebenden Gorillas vor Wilderei zu schützen. Der Park wird in den folgenden Jahren sukzessive erweitert. Im Jahr 1969 wird der Park in den Nationalpark Virunga und den Vulkan-Nationalpark geteilt.

### Sport
- 1. Januar: Die Fußballabteilung des TSV Hachinger Tal verselbständigt sich als Spielvereinigung Unterhaching.
- 10. März: Der griechische Verein Olympiakos Piräus wird gegründet.
- 23. Juni: Einem sechsköpfigen Team unter der Leitung von Albert MacCarthy gelingt die Erstbesteigung des Mount Logan, mit 5.959 m Kanadas höchstem Berg.
- 11. September: Hans Breitensträter schlägt im Kampf um die Deutsche Box-Meisterschaft im Schwergewicht den Titelverteidiger Paul Samson-Körner eindeutig nach Punkten.
- 11. September: Der schwedische Schwimmer Arne Borg verbessert in Stockholm den Weltrekord über 400 m Freistil auf 4:50,3 min.
- 11. September: Zum sechsten Mal in Folge sichert sich die Mannschaft der USA den Tennis-Davis-Cup.
- 16. September: Der HC Rotterdam wird gegründet, der inzwischen größte Hockeyclub der Niederlande.
- 1. November: Bernhard Ernst kommentiert die erste Liveübertragung eines Fußballspiels im deutschen Hörfunk. Auf dem Platz spielen Preußen Münster und Arminia Bielefeld.
- Dezember: Ringer-Europameisterschaften in Mailand
- 31. Dezember: In São Paulo wird erstmals der internationale Silvesterlauf Corrida Internacional de São Silvestre ausgetragen.
- Gründung der Hanseatischen Yachtschule

## Nobelpreise
- Physik: James Franck und Gustav Hertz
- Chemie: Richard Adolf Zsigmondy
- Literatur: George Bernard Shaw
- Friedensnobelpreis: Austen Chamberlain und Charles G. Dawes

Ein Nobelpreis für Physiologie oder Medizin wurde nicht verliehen.

## Geboren

### Januar
- 01. Januar: Chia Boon Leong, singapurischer Fußballspieler († 2022)
- 01. Januar: Noach Flug, polnischer Ökonom, Diplomat und Holocaust-Überlebender († 2011)
- 01. Januar: Thomas Koroh, 5. zeremonielles Staatsoberhaupt des malaysischen Bundesstaats Sabah († 1978)
- 01. Januar: Mario Merz, italienischer Künstler († 2003)
- 02. Januar: Irina Archipowa, sowjetisch-russische Opernsängerin († 2010)
- 02. Januar: Heinz te Laake, Künstler der Malerei, Kinetik und Skulptur († 2001)
- 02. Januar: Andrzej Nikodemowicz, polnischer Komponist, Pianist und Musikpädagoge († 2017)
- 02. Januar: Helmut Rasbol, dänischer KZ-Wachmann († 2022)
- 03. Januar: Sieger Köder, deutscher Priester und Künstler († 2015)
- 04. Januar: Johnny Lujack, US-amerikanischer American-Football-Spieler († 2023)
- 04. Januar: Abdollah Mojtabavi, persischer Freistilringer († 2012)
- 05. Januar: Lou Carnesecca, US-amerikanischer Basketballtrainer († 2024)
- 05. Januar: Rudolf Wassermann, deutscher Jurist († 2008)
- 06. Januar: Lee Abrams, US-amerikanischer Jazz-Schlagzeuger († 1992)
- 06. Januar: John DeLorean, US-amerikanischer Sportwagenbauer († 2005)
- 06. Januar: Luciano Liggio, mächtiger sizilianischer Mafioso († 1993)
- 06. Januar: Regina von Sachsen-Meiningen, Tochter von Georg III. Herzog von Sachsen-Meiningen († 2010)
- 07. Januar: Carmen Barros, chilenische Schauspielerin, Sängerin und Komponistin († 2023)
- 07. Januar: William Dodge, US-amerikanischer Bobfahrer († 1987)
- 07. Januar: Franz Fischer, deutscher Archäologe († 2016)
- 07. Januar: Pierre Gripari, französischer Schriftsteller († 1990)
- 08. Januar: Steve Holland, US-amerikanischer Film- und Fernsehschauspieler († 1997)
- 08. Januar: Helmuth Hübener, deutscher Widerstandskämpfer gegen den Nationalsozialismus († 1942)
- 08. Januar: Bernardo Ruiz, spanischer Radrennfahrer († 2025)
- 09. Januar: Lee Van Cleef, US-amerikanischer Film- und Fernsehschauspieler († 1989)
- 09. Januar: Ina Stein, deutsche Kostümbildnerin
- 10. Januar: Albert Andergassen, österreichischer Ingenieur, Baumeister und Wohnbaumanager († 1965)
- 10. Januar: Hans Ferdinand Bürki, Schweizer Pädagoge, Psychologe und Theologe († 2002)
- 11. Januar: Gisela Bührmann, deutsche Malerin († 2011)
- 12. Januar: Hans Gierster, deutscher Dirigent († 1995)
- 12. Januar: Jutta Pallos-Schönauer, Malerin und Graphikerin († 2020)
- 12. Januar: Georges Perron, französischer Geistlicher und Bischof von Dschibuti († 2021)
- 12. Januar: Rolf Wohlgemuth, deutscher Schriftsteller und Hörspielautor († 1998)
- 14. Januar: Mishima Yukio, japanischer Schriftsteller und politischer Aktivist († 1970)
- 15. Januar: Ernst Benda, deutscher Jurist und Politiker († 2009)
- 16. Januar: Don Alden Adams, US-amerikanischer Theologe († 2019)
- 16. Januar: Hans-Jürgen Augstein, deutscher Politiker und MdB († 2001)
- 16. Januar: Germund Dahlquist, schwedischer Mathematiker († 2005)
- 17. Januar: Walter Arendt, deutscher Politiker († 2005)
- 17. Januar: Alfredo Battisti, italienischer Erzbischof († 2012)
- 18. Januar: Gilles Deleuze, französischer Philosoph der Postmoderne († 1995)
- 18. Januar: John V. Evans, US-amerikanischer Politiker, Gouverneur von Idaho († 2014)
- 18. Januar: Arthur Paul, US-amerikanischer Grafikdesigner († 2018)
- 19. Januar: Asat Sinnatowitsch Abbassow, tatarischer Opernsänger († 2006)
- 19. Januar: Erica Beer, deutsche Schauspielerin († 2013)
- 19. Januar: Henry Gray, US-amerikanischer Blues-Pianist († 2020)
- 19. Januar: Werner Riegel, deutscher Lyriker und Essayist († 1956)
- 19. Januar: Günter Spielmeyer, Richter am deutschen Bundessozialgericht († 2022)
- 19. Januar: Rudolf Wessely, österreichischer Schauspieler († 2016)
- 20. Januar: Ernesto Cardenal, nicaraguanischer Priester, Poet und Politiker († 2020)
- 20. Januar: Klaus Doderer, deutscher Literaturwissenschaftler († 2023)
- 20. Januar: Eugen Gomringer, Schriftsteller
- 21. Januar: Charles Aidman, US-amerikanischer Schauspieler († 1993)
- 21. Januar: George Connor, US-amerikanischer American-Football-Spieler († 2003)
- 22. Januar: Eva Klein, ungarisch-schwedische Medizinerin († 2025)
- 23. Januar: Enrique Wirth, argentinischer Moderner Fünfkämpfer
- 24. Januar: Hans Bucka, deutscher Physiker und Hochschullehrer († 2011)
- 24. Januar: Werner Jackstädt, deutscher Unternehmern, Mäzen und Stiftungsgründer († 2005)
- 24. Januar: Henk Mostert, Präsident des Weltfernschachbundes ICCF († 2002)
- 24. Januar: Maria Tallchief, US-amerikanische Primaballerina († 2013)
- 25. Januar: Ri Yong-mu, nordkoreanischer Politiker († 2022)
- 26. Januar: Ernst Haar, Vorsitzender der GdED, Mitglied des DGB-Bundesvorstands, MdB († 2004)
- 26. Januar: Joan Leslie, US-amerikanische Schauspielerin († 2015)

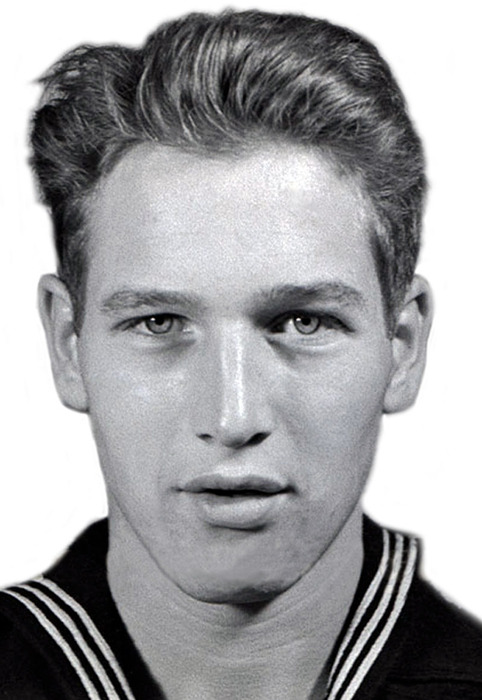
Paul Newman (etwa 1945)

- 26. Januar: Paul Newman, US-amerikanischer Schauspieler († 2008)
- 27. Januar: Sufi Abu Taleb, ägyptischer Politiker († 2008)
- 27. Januar: Juan Vitalio Acuña Núñez, kubanischer Revolutionär und Guerillero († 1967)
- 28. Januar: Raja Ramanna, Architekt des indischen Atomwaffenprogrammes († 2004)
- 29. Januar: Tofiq Bəhramov, sowjetischer Fußballschieds- und -linienrichter († 1993)
- 29. Januar: Eleonora Lichtenberg, sowjetische Architektin  († 2025)
- 29. Januar: Lois Marshall, kanadische Sängerin und Gesangspädagogin († 1997)

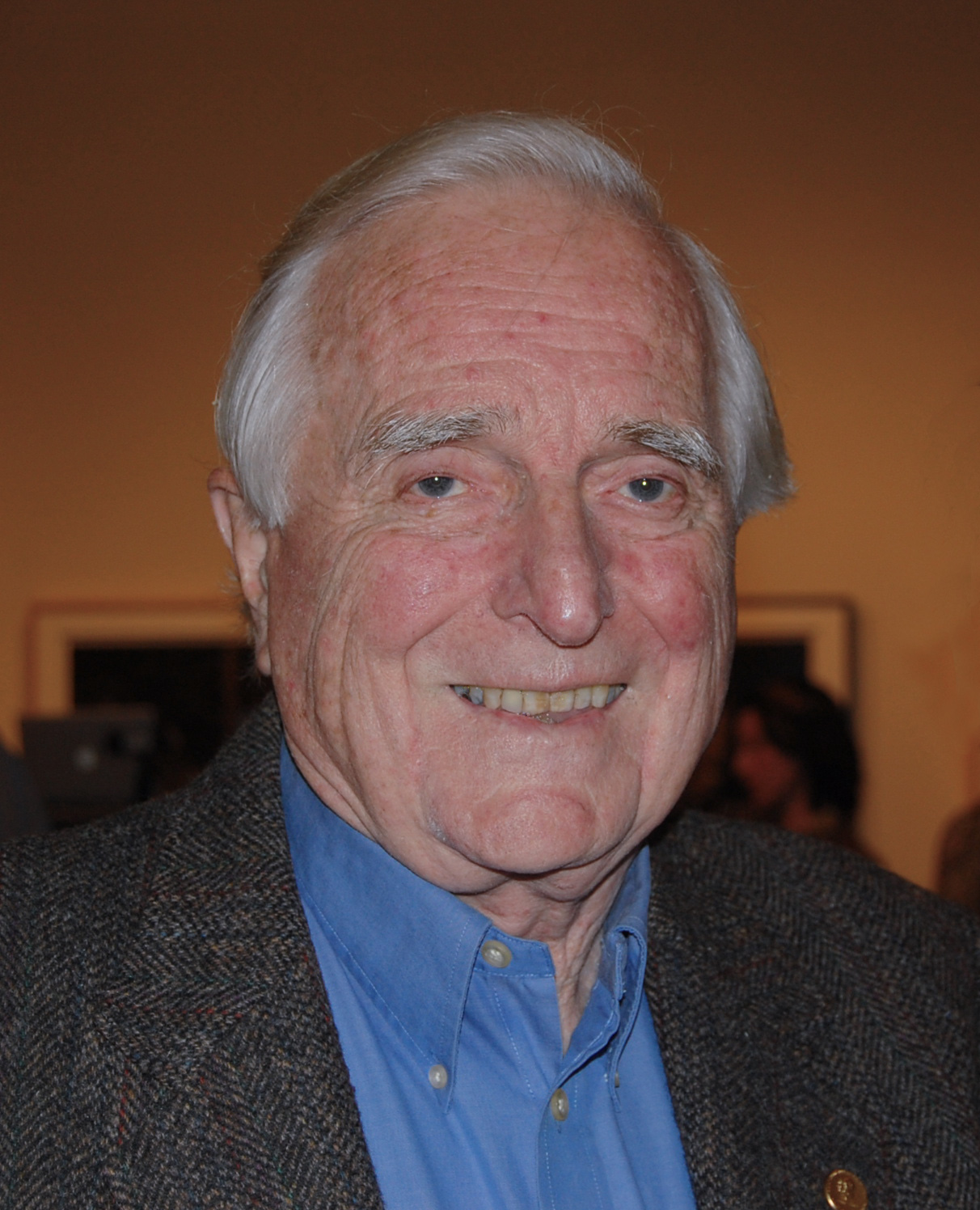
Douglas C. Engelbart (2008)

- 30. Januar: Douglas C. Engelbart, US-amerikanischer Erfinder und Informatiker († 2013)
- 30. Januar: Wildor Hollmann, deutscher Arzt († 2021)
- 31. Januar: Marianne Kehlau, deutsche Schauspielerin († 2002)
- 31. Januar: Adele Kurzweil, österreichisches Holocaustopfer († 1942)

### Februar
- 01. Februar: Siegfried Assmann, deutscher Maler und Bildhauer († 2021)
- 01. Februar: Alfred Grosser, deutsch-französischer Publizist und Politikwissenschaftler († 2024)
- 02. Februar: Raimondo D’Inzeo, italienischer Springreiter († 2013)
- 02. Februar: Robert Kirby, US-amerikanischer Automobilrennfahrer († 2005)
- 02. Februar: Julio César León, venezolanischer Radrennfahrer († 2025)
- 02. Februar: Elaine Stritch, US-amerikanische Schauspielerin († 2014)
- 03. Februar: Paul Außerleitner, österreichischer Skispringer († 1952)
- 03. Februar: Leon Schlumpf, Schweizer Politiker († 2012)
- 04. Februar: Arne Åhman, schwedischer Leichtathlet († 2022)
- 04. Februar: Jutta Hipp, deutsche Jazzpianistin und Malerin († 2003)
- 04. Februar: Russell Hoban, US-amerikanischer Schriftsteller († 2011)
- 04. Februar: Óscar Zolezzi, argentinischer Ruderer († 2019)
- 05. Februar: Fletcher Thompson, US-amerikanischer Politiker († 2022)
- 06. Februar: Wolfgang Hammerschmidt, deutscher Dramaturg († 1999)
- 06. Februar: Pramoedya Ananta Toer, indonesischer Schriftsteller († 2006)
- 07. Februar: Marius Constant, französischer Komponist und Dirigent († 2004)
- 07. Februar: Herbert Eisenreich, österreichischer Schriftsteller († 1986)
- 07. Februar: Josef Rickenbacher, Schweizer Bildhauer († 2004)

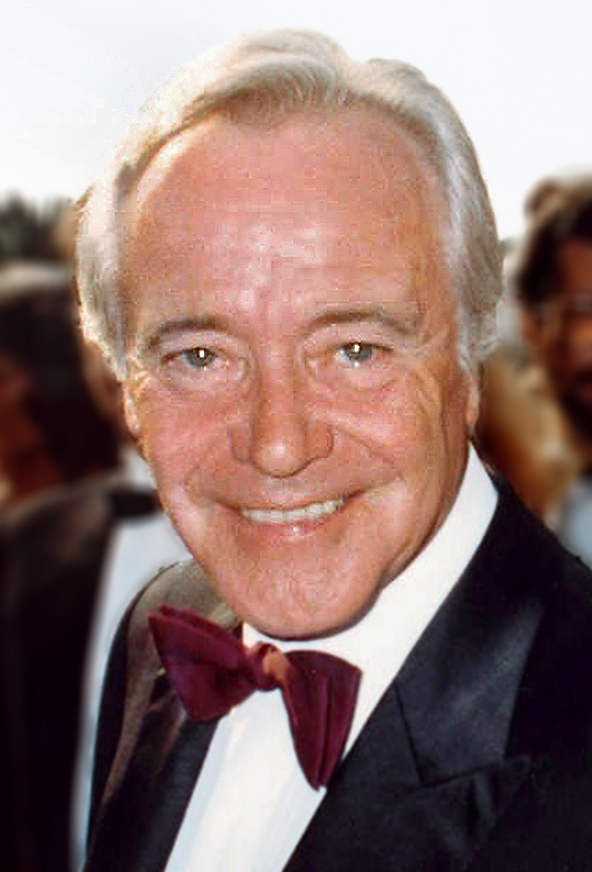
Jack Lemmon (1988)

- 08. Februar: Jack Lemmon, US-amerikanischer Schauspieler († 2001)
- 09. Februar: Alois Gschwind, Schweizer Dirigent und Musikpädagoge († 2017)
- 09. Februar: Burkhard Heim, deutscher Sprengstofftechniker, Physiker und Gelehrter († 2001)
- 09. Februar: Elieser Sudit, israelischer Sprengstoffexperte und Terrorist († 2011)
- 10. Februar: Rosemarie Banholzer, deutsche Dichterin († 2023)
- 10. Februar: Mary Elizabeth Bayer, kanadische Kulturpolitikerin und Autorin († 2005)
- 10. Februar: Gerhard Boeden, deutscher Polizeibeamter, Präsident des Bundesamtes für Verfassungsschutz (1987–1991) († 2010)
- 10. Februar: Pierre Mondy, französischer Schauspieler († 2012)
- 11. Februar: Horst Bollmann, deutscher Schauspieler († 2014)
- 12. Februar: Joan Mitchell, US-amerikanische Malerin († 1992)
- 14. Februar: Elliot Lawrence, US-amerikanischer Jazzpianist († 2021)
- 15. Februar: Kurt Jung, deutscher Politiker († 1989)
- 15. Februar: Erik Schumann, deutscher Schauspieler und Synchronsprecher († 2007)
- 15. Februar: Harald Vock, deutscher Regisseur, Drehbuchautor, Hörspielautor, Produzent und Journalist († 1998)
- 16. Februar: François-Xavier Ortoli, französischer Politiker, Präsident der Europäischen Kommission († 2007)
- 16. Februar: Carlos Paredes, portugiesischer Komponist, Meister der portugiesischen Gitarre († 2004)
- 16. Februar: Uwe Röhl, deutscher Kirchenmusiker, Organist und Komponist († 2005)
- 17. Februar: Ron Goodwin, englischer Filmkomponist († 2003)
- 17. Februar: Hal Holbrook, US-amerikanischer Schauspieler († 2021)
- 18. Februar: Fritz Apel, deutscher Fußballspieler († 2010)
- 18. Februar: George Kennedy, US-amerikanischer Schauspieler († 2016)
- 18. Februar: Abdelsalam al-Majali, jordanischer Politiker († 2023)
- 20. Februar: Robert Altman, US-amerikanischer Regisseur, Autorenfilmer und TV-Produzent († 2006)
- 20. Februar: Heinz Kluncker, deutscher Gewerkschaftsfunktionär († 2005)
- 20. Februar: Gianfranco Parolini, italienischer Filmregisseur († 2018)
- 21. Februar: Sam Peckinpah, US-amerikanischer Filmregisseur († 1984)
- 21. Februar: Jack Ramsay, US-amerikanischer Basketballtrainer († 2014)
- 21. Februar: Alarich Weiss, deutscher Physikochemiker († 1995)
- 22. Februar: Johannes Agnoli, deutscher Politikwissenschaftler († 2003)
- 22. Februar: Philip Edward Archer, ghanaischer Jurist († 2002)
- 22. Februar: Edward Gorey, US-amerikanischer Autor und Illustrator († 2000)
- 22. Februar: Rupert Riedl, österreichischer Zoologe († 2005)
- 22. Februar: Gerald Stern, US-amerikanischer Lyriker, Erzähler und Essayist († 2022)
- 24. Februar: Etel Adnan, libanesische Schriftstellerin und Malerin († 2021)
- 24. Februar: Hans Ambrosi, deutscher Winzer († 2012)
- 25. Februar: Shehu Shagari, Staatspräsident von Nigeria von 1979 bis 1983 († 2018)
- 25. Februar: Horst Ueberhorst, deutscher Sportwissenschaftler († 2010)
- 27. Februar: Guy Amouretti, französischer Tischtennisspieler († 2011)
- 27. Februar: Egidius Braun, Präsident des Deutschen Fußball-Bundes († 2022)
- 27. Februar: Hans Fauser, deutscher Fußballspieler
- 27. Februar: Hardrock Gunter, US-amerikanischer Country- und Rockabilly-Sänger († 2013)
- 27. Februar: Erich Schmidt, deutscher Ringer († 2009)
- 27. Februar: Pía Sebastiani, argentinische Pianistin († 2015)
- 27. Februar: Shōichirō Toyoda, japanischer Manager († 2023)
- 28. Februar: Kurt Absolon, österreichischer Maler und Grafiker († 1958)
- 28. Februar: Nag Ansorge, Schweizer Animationsfilmer († 2013)
- 28. Februar: Richard Henry Dalitz, australischer Physiker († 2006)
- 28. Februar: Louis Nirenberg, kanadischer Mathematiker († 2020)
- 28. Februar: Josef Röhrig, deutscher Fußballspieler († 2014)

### März
- 01. März: Dedé Mirabal, dominikanische Regimegegnerin († 2014)
- 01. März: Alexandre do Nascimento, angolanischer Erzbischof und Kardinal († 2024)
- 02. März: Efim Geller, sowjetischer Schachspieler († 1998)
- 03. März: Zwi Zamir, israelischer Geheimdienstler († 2024)
- 04. März: Edmond Abelé, französischer Bischof († 2017)
- 04. März: Hans Albers, deutscher Industriemanager, Vorstandsvorsitzender der BASF AG († 1999)
- 04. März: Paul Mauriat, französischer Orchesterleiter († 2006)
- 04. März: Christa Meves, deutsche Kinder- und Jugendlichenpsychotherapeutin
- 05. März:  Alice Sz. Burger, ungarische Archäologin († 2022)
- 05. März: Jimmy Bryant, US-amerikanischer Country-Gitarrist († 1980)
- 05. März: Hans Müller, Schweizer Staatsbeamter († 1989)
- 05. März: Jacques Vergès, französischer Anwalt und Strafverteidiger († 2013)
- 06. März: Roy Etzel, deutscher Trompeter und Bandleader († 2015)
- 07. März: Josef Ertl, deutscher Politiker († 2000)
- 07. März: Willigis Jäger, deutscher Benediktinermönch und Zenmeister († 2020)
- 07. März: Trude Unruh, deutsche Politikerin und Aktivistin für alte Menschen († 2021)
- 08. März: Warren Bennis, US-amerikanischer Wirtschaftswissenschaftler († 2014)
- 09. März: Francisco José Arnáiz Zarandona, Weihbischof in Santo Domingo († 2014)
- 09. März: Mahmoud Fayad, ägyptischer Gewichtheber († 2002)
- 09. März: Jack Smight, US-amerikanischer Regisseur († 2003)
- 10. März: Manolis Anagnostakis, griechischer Autor († 2005)
- 11. März: Christopher Anvil, US-amerikanischer Science-Fiction-Autor († 2009)
- 12. März: Louison Bobet, französischer Radrennfahrer († 1983)
- 12. März: Lucius Burckhardt, Schweizer Soziologe und Nationalökonom († 2003)
- 12. März: Georges Delerue, französischer Filmkomponist († 1992)
- 12. März: Leo Esaki, japanischer Physiker
- 12. März: Harry Harrison, US-amerikanischer Science-Fiction-Schriftsteller († 2012)
- 12. März: G. William Whitehurst, US-amerikanischer Politiker
- 13. März: Karl-Eddi Armgort, deutscher Politiker († 2011)
- 13. März: Fernando Birri, argentinischer Regisseur, Filmtheoretiker, Dichter und Puppenspieler  († 2017)
- 13. März: Herbert Fleischmann, deutscher Film- und Fernsehschauspieler († 1984)
- 13. März: Roy Haynes, amerikanischer Jazz-Schlagzeuger († 2024)
- 13. März: Inge Müller, deutsche Schriftstellerin (DDR) († 1966)
- 14. März: Bert Even, deutscher Politiker, Präsident des Bundesverwaltungsamtes († 2016)
- 14. März: Bernhard Vossebein, deutscher Tischtennisspieler († 2021)
- 14. März: John Wain, britischer Romancier († 1994)
- 15. März: Claus Weyrosta, deutscher Politiker († 2003)
- 15. März: Werner Wolf, deutscher Musikwissenschaftler († 2019)
- 16. März: Alessandro Alessandroni, italienischer Musiker († 2017)

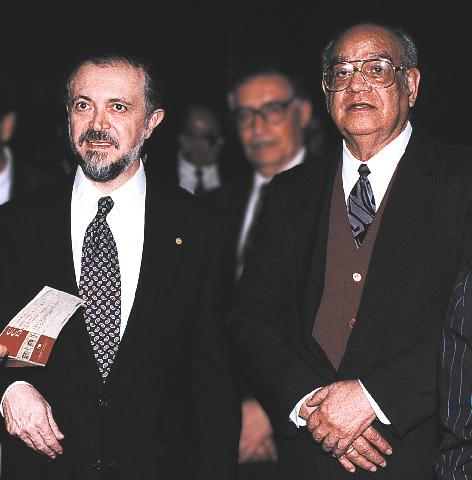
Luis E. Miramontes (rechts) mit Mario J. Molina, um 1995

- 16. März: Luis E. Miramontes, mexikanischer Chemiker und Miterfinder der ersten Antibabypille († 2004)
- 16. März: Joachim Raffert, deutscher Politiker († 2005)
- 17. März: Gabriele Ferzetti, italienischer Schauspieler († 2015)
- 17. März: Willi Steffen, Schweizer Fußballspieler († 2005)
- 18. März: Antonio González Zumárraga, Erzbischof von Quito und Kardinal († 2008)
- 18. März: Georg Piltz, deutscher Kunsthistoriker, Schriftsteller und Herausgeber († 2011)
- 18. März: Innokenti Smoktunowski, russischer/sowjetischer Schauspieler († 1994)
- 19. März: Jaroslaw Hunka, Angehöriger der Waffen-SS
- 19. März: Brent Scowcroft, US-amerikanischer Generalleutnant und Sicherheitsberater († 2020)
- 20. März: John Ehrlichman, Chefberater von Richard Nixon († 1999)
- 21. März: Peter Brook, britischer Theaterregisseur († 2022)
- 21. März: Hugo Koblet, Schweizer Radrennfahrer († 1964)
- 22. März: Wolfgang Bächler, deutscher Schriftsteller († 2007)
- 23. März: Joachim Illies, deutscher Biologe, Entomologe und Sachbuchautor († 1982)
- 23. März: Karl-Horst Lessing, deutscher Brigadegeneral und Nachrichtendienstler († 1987)
- 24. März: Hans Faber, deutscher Fußballspieler († 2000)
- 24. März: Gerhard Riedmann, österreichischer Schauspieler († 2004)
- 25. März: Pierre Daignault, kanadischer Schauspieler, Folksänger und Schriftsteller († 2003)
- 25. März: Don Freeland, US-amerikanischer Automobilrennfahrer († 2007)
- 25. März: Erika Herbst, deutsche Medizinjournalistin und Esoterikerin
- 25. März: Flannery O’Connor, US-amerikanische Schriftstellerin († 1964)

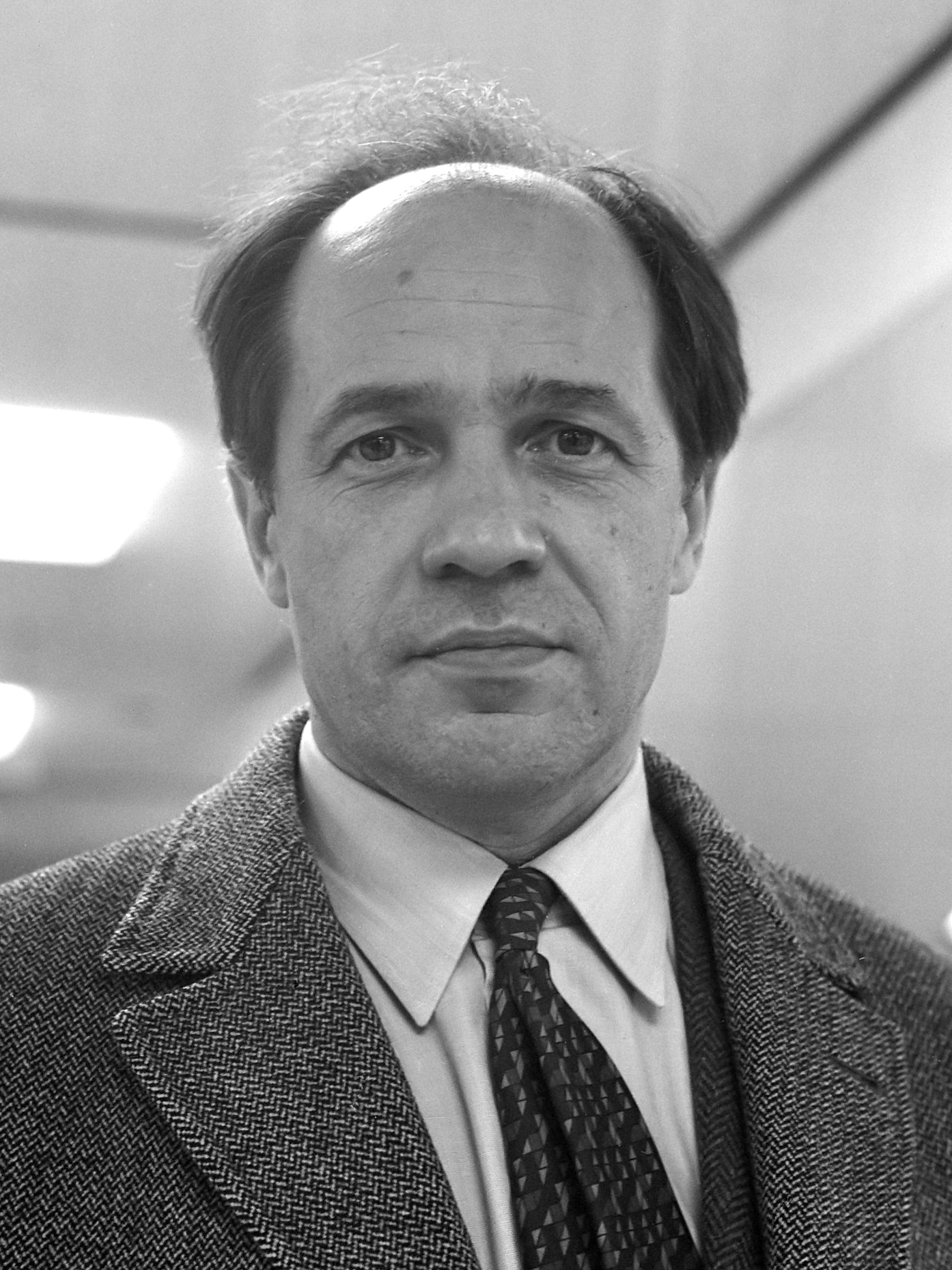
Pierre Boulez (1968)

- 26. März: Pierre Boulez, französischer Komponist, Dirigent und Musiktheoretiker († 2016)
- 26. März: James Moody, US-amerikanischer Jazzmusiker († 2010)
- 26. März: Vesta M. Roy, US-amerikanische Politikerin († 2002)
- 26. März: Daniel Abraham Yanofsky, kanadischer Schachspieler († 2000)
- 27. März: Harold Ashby, US-amerikanischer Swing-Tenorsaxophonist und Klarinettist († 2003)
- 27. März: Margaret Fairlie-Kennedy, US-amerikanische Komponistin († 2013)
- 27. März: Ibrahim Hélou, libanesischer Erzbischof († 1996)
- 28. März: Alberto Grimaldi, italienischer Filmproduzent († 2021)
- 29. März: Françoise Choay, französische Historikerin und Denkmalpflegerin († 2025)
- 30. März: Ivo Malec, französischer Komponist kroatischer Herkunft († 2019)
- 30. März: Hans Reichelt, stellvertretender Vorsitzender des Ministerrates und Minister der DDR († 2025)
- 31. März: Andrea Bianchi, italienischer Regisseur, Drehbuchautor und Filmeditor († 2013)
- 31. März: Fritz Cron, deutscher Motorradrennfahrer († 2017)
- 31. März: Bernhard Heisig, deutscher Maler († 2011)

### April
- 01. April: Wojciech Has, polnischer Filmregisseur († 2000)
- 01. April: Joe Menke, deutscher Musikproduzent und Schlagerkomponist († 2001)
- 02. April: George MacDonald Fraser, englischer Autor († 2008)

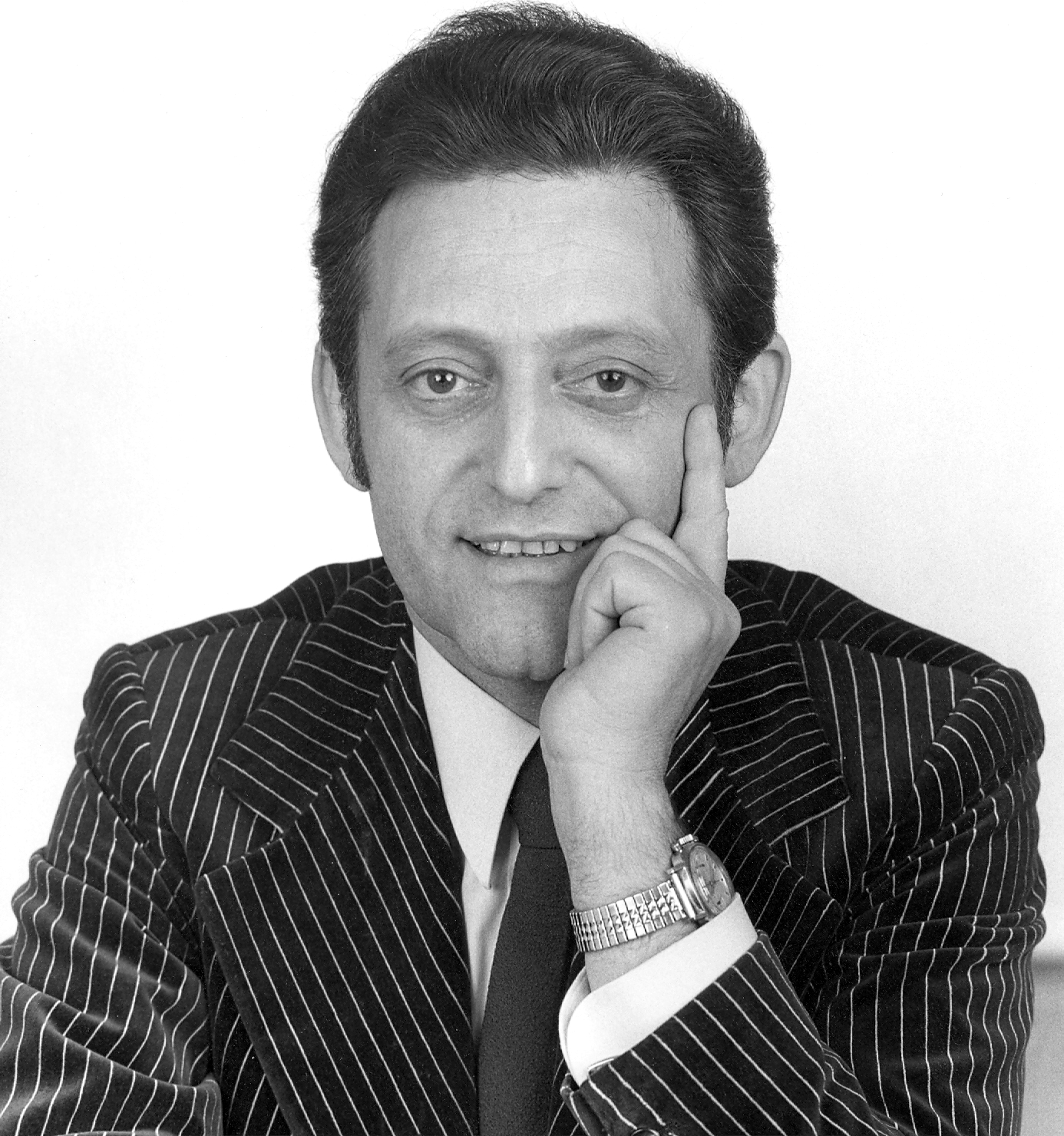
Hans Rosenthal

- 02. April: Hans Rosenthal, deutscher Fernsehshowmaster († 1987)
- 02. April: Walerian Wróbel, polnischer Zwangsarbeiter († 1942)
- 03. April: Tony Benn, britischer Politiker († 2014)
- 03. April: Josef Kamper, österreichischer Motorradrennfahrer († 1984)
- 04. April: Dettmar Cramer, deutscher Fußballspieler und -trainer († 2015)
- 04. April: Serge Dassault, französischer Verleger und Politiker († 2018)
- 04. April: César Keiser, Schweizer Kabarettist († 2007)
- 04. April: Johann Schröder, deutscher Mathematiker († 2007)
- 05. April: Kieth Engen, US-amerikanischer Opernsänger († 2004)
- 06. April: Helga Deen, deutsche Jüdin, Holocaust-Opfer († 1943)
- 07. April: Doe Avedon, US-amerikanische Schauspielerin († 2011)
- 07. April: Max Bächer, deutscher Architekt († 2011)
- 07. April: Hans-Joachim Heusinger, Justizminister der DDR († 2019)
- 08. April: Walter Uhlig, deutscher Opernsänger, Tenor († 2006)
- 09. April: Michèle Angirany, französische Skilangläuferin († 2021)
- 09. April: Heinz Nixdorf, deutscher Firmengründer und Wirtschaftsmanager († 1986)
- 09. April: Hugo Ruf, deutscher Cembalist und Musikprofessor († 1999)
- 10. April: Idris Abdul Wakil, tansanischer Politiker († 2000)
- 10. April: Rusty Wellington, US-amerikanischer Country- und Rockabilly-Musiker († 1986)
- 11. April: Vera Kluth, deutsche Schauspielerin († 2017)
- 11. April: Viola Gregg Liuzzo, US-amerikanische Bürgerrechtlerin († 1965)
- 11. April: Emil Mangelsdorff, deutscher Jazzmusiker († 2022)
- 12. April: Ned Miller, US-amerikanischer Country-Sänger und Songwriter († 2016)
- 13. April: Ernst Arfken, deutscher Kirchenmusiker und Theologe († 2006)
- 13. April: Annie Bousquet, französisch-österreichische Automobilrennfahrerin († 1956)
- 14. April: Gene Ammons, US-amerikanischer Tenorsaxophonist († 1974)
- 14. April: Abel Muzorewa, simbabwischer Politiker († 2010)
- 14. April: Rod Steiger, US-amerikanischer Schauspieler († 2002)
- 14. April: Peter Zwetkoff, bulgarischer Komponist († 2012)
- 15. April: Sergio Garrone, italienischer Filmregisseur und Drehbuchautor († 2023)
- 15. April: Zdeněk Růžička, tschechoslowakischer Turner († 2021)
- 17. April: Kurt Hartung, deutscher Marathonläufer
- 17. April: Gitta Lind, deutsche Schlagersängerin († 1974)
- 17. April: Annelie Thorndike, Dokumentaristin der deutschen Demokratischen Republik († 2012)
- 17. April: Henry Volken, Schweizer Jesuit, Missionar in Indien († 2000)
- 18. April: Heinrich Handorf, deutscher Architekt († 2022)
- 18. April: Adolf Schmidt, deutscher Gewerkschafter und Politiker († 2013)
- 18. April: Marcus Schmuck, österreichischer Bergsteiger († 2005)
- 19. April: Hugh O’Brian, US-amerikanischer Schauspieler († 2016)
- 19. April: John Parlett, britischer Leichtathlet († 2022)
- 20. April: Italo Acconcia, italienischer Fußballspieler († 1983)
- 20. April: Ernie Stautner, US-amerikanischer American-Football-Spieler und -Trainer († 2006)
- 21. April: Alfred Kelbassa, deutscher Fußballspieler († 1988)
- 21. April: Herbert Keppler, amerikanischer Herausgeber von Foto-Zeitschriften und Kameraentwickler († 2008)
- 21. April: Sibghatullah Modschaddedi, afghanischer Politiker († 2019)
- 21. April: Sally Perel, überlebte als Jude in der deutschen Hitlerjugend, Autor von „Ich war Hitlerjunge Salomon“ († 2023)
- 22. April: Hans Arnold, schweizerisch-schwedischer Animator und Illustrator († 2010)
- 22. April: George Cole, britischer Schauspieler († 2015)
- 22. April: Amparo Montes, mexikanische Sängerin († 2002)
- 23. April: Jakob Nirschl, deutscher Bobfahrer († 1997)
- 23. April: Finn Olav Gundelach, dänischer Diplomat († 1981)
- 25. April: Sammy Drechsel, deutscher Kabarettist, Journalist und Sportreporter († 1986)
- 26. April: Dieter von Andrian, deutscher Grafiker († 1992)
- 26. April: Michele Ferrero, italienischer Unternehmer († 2015)
- 26. April: Pat Griffith, britischer Automobilrennfahrer († 1980)
- 26. April: Jørgen Ingmann, dänischer Gitarrist († 2015)
- 27. April: Brigitte Auber, französische Schauspielerin
- 28. April: Henry Luce III., US-amerikanischer Verleger († 2005)
- 28. April: James Hector MacDonald, US-amerikanischer Erzbischof
- 28. April: Otto Šimánek, tschechischer Schauspieler († 1992)
- 29. April: Rudolf Bernhardt, deutscher Professor für Völkerrecht und Präsident des Europäischen Gerichtshofs für Menschenrechte († 2021)
- 29. April: Adolf Fischer, deutscher Genealoge († 1995)
- 29. April: Colette Marchand, französische Tänzerin und Schauspielerin († 2015)
- 30. April: Johnny Horton, US-amerikanischer Country-Sänger († 1960)
- 30. April: Rudolf Kuznezow, deutscher Fußballspieler
- 30. April: Rudolf Radke, deutscher Journalist und Publizist († 2015)

### Mai
- 01. Mai: Gabriele Amorth, italienischer Priester und Exorzist († 2016)
- 01. Mai: Chuck Bednarik, US-amerikanischer American-Football-Spieler († 2015)
- 01. Mai: Clay Blair, US-amerikanischer Historiker und Sachbuchautor († 1998)
- 01. Mai: Scott Carpenter, US-amerikanischer Astronaut und Aquanaut († 2013)
- 02. Mai: Eva Aeppli, Schweizer Materialkünstlerin († 2015)
- 02. Mai: John Neville, britisch-kanadischer Schauspieler († 2011)
- 02. Mai: Horst Raspe, deutscher Schauspieler und Synchronsprecher († 2004)
- 04. Mai: Heinz Eckner, deutscher Schauspieler und Komiker († 2012)
- 04. Mai: Inge Sedlmaier, deutsche Turnerin († 1976)

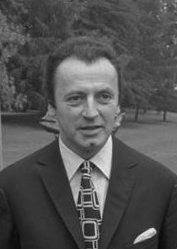
Eddi Arent, 1971

- 05. Mai: Eddi Arent, deutscher Schauspieler, Komiker und Hotelier († 2013)
- 05. Mai: Jindřich Polák, tschechischer Filmregisseur († 2003)
- 06. Mai: Wolf von Ausin, deutscher Rechtsanwalt († 2010)
- 06. Mai: Hanns Dieter Hüsch, deutscher Kabarettist, Schauspieler und Moderator († 2005)
- 07. Mai: Don McKellow, britischer Radrennfahrer († 2022)
- 07. Mai: Wolf Schneider, deutscher Journalist, Sachbuchautor und Sprachkritiker († 2022)
- 08. Mai: Dino Attanasio, italienischer Comiczeichner
- 08. Mai: Arno Borst, deutscher Historiker († 2007)
- 08. Mai: André-Paul Duchâteau, belgischer Comic-Autor († 2020)
- 08. Mai: Ali Hassan Mwinyi, Präsident der Vereinigten Republik Tansania († 2024)
- 08. Mai: Hanne Wieder, deutsche Kabarettistin, Diseuse und Schauspielerin († 1990)
- 09. Mai: Heimrad Bäcker, österreichischer Schriftsteller und Herausgeber († 2003)
- 10. Mai: Nasuh Akar, türkischer Ringer († 1984)
- 10. Mai: Hashida Sugako, japanische Fernsehautorin und Essayistin († 2021)
- 10. Mai: Néstor Rossi, argentinischer Fußballspieler und -trainer († 2007)
- 11. Mai: Rubem Fonseca, brasilianischer Schriftsteller († 2020)

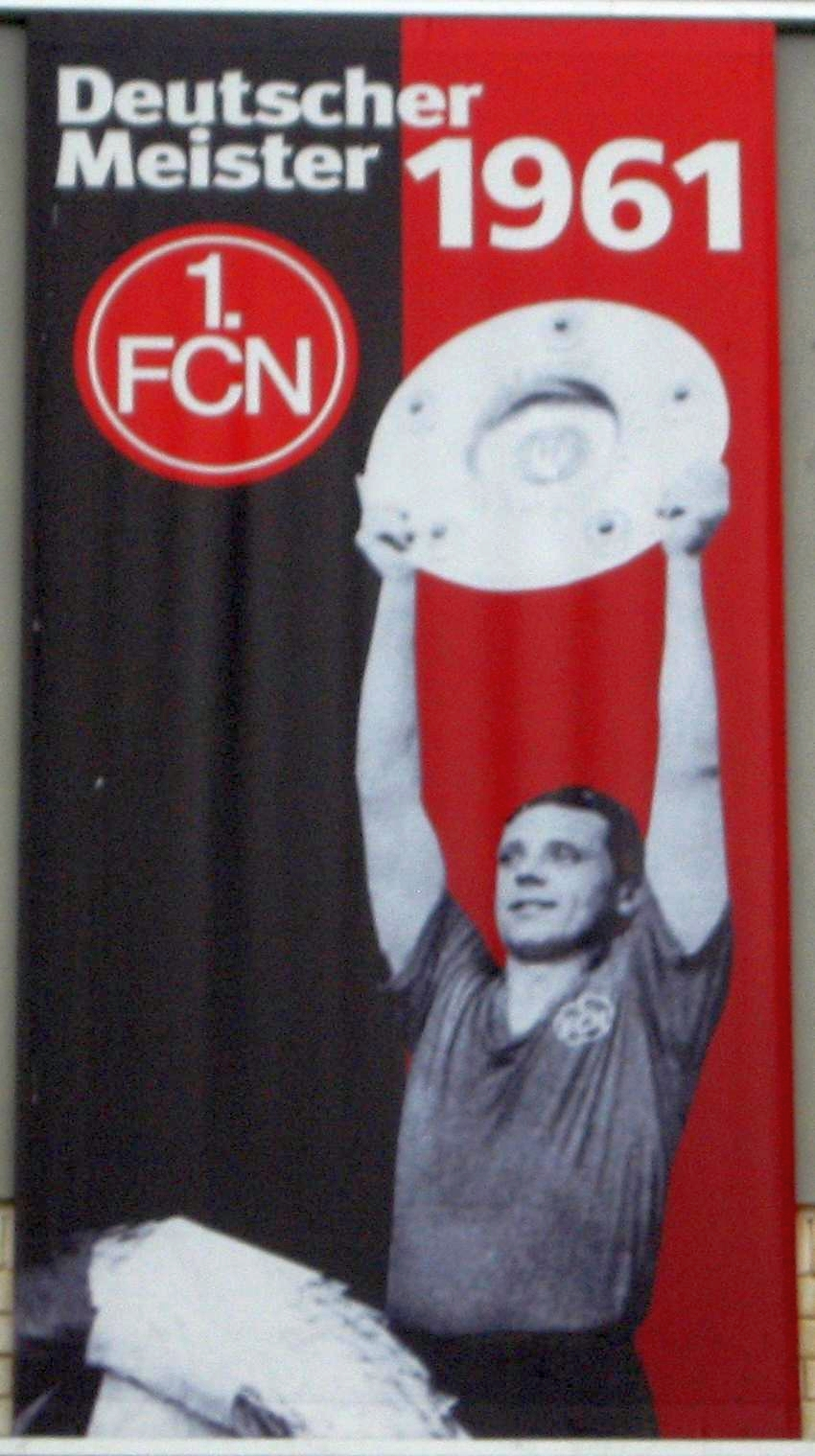
Max Morlock

- 11. Mai: Max Morlock, deutscher Fußballspieler († 1994)
- 11. Mai: Günther Simon, Filmschauspieler der DDR († 1972)
- 12. Mai: Yogi Berra, US-amerikanischer Baseballspieler und Manager († 2015)
- 13. Mai: Roger Asselberghs, belgischer Jazzmusiker († 2013)
- 13. Mai: Walter Plata, deutscher Schriftsetzer und Typograf († 2005)
- 13. Mai: Giselle Vesco, deutsche Schauspielerin († 2021)
- 14. Mai: Tristram Cary, britisch-australischer Komponist († 2008)
- 14. Mai: Tatjana Iwanow, deutsche Schauspielerin und Sängerin († 1979)
- 14. Mai: François Maistre, französischer Schauspieler († 2016)
- 14. Mai: Boris Parsadanjan, estnischer Komponist († 1997)
- 14. Mai: Heinrich Popitz, deutscher Soziologe († 2002)
- 14. Mai: Al Porcino, US-amerikanischer Jazztrompeter († 2013)
- 14. Mai: Ninian Sanderson, britischer Automobilrennfahrer († 1985)
- 14. Mai: Ulfert Onken, deutscher Chemiker († 2021)
- 15. Mai: Hans Herbert Jöris, deutscher Dirigent und Hochschullehrer († 2008)
- 15. Mai: Ralph Eugene Meatyard, US-amerikanischer Fotograf († 1972)
- 15. Mai: Klaus Meyer-Gasters, deutscher Aquarell-Zeichner († 2016)
- 15. Mai: Carl Sanders, US-amerikanischer Politiker, Gouverneur von Georgia († 2014)
- 16. Mai: Bobbejaan, belgischer Sänger und Entertainer († 2010)
- 16. Mai: Hannes Hegen, deutscher Grafiker und Comiczeichner († 2014)
- 16. Mai: Ginette Keller, französische Komponistin († 2010)
- 16. Mai: Nílton Santos, brasilianischer Fußballspieler († 2013)
- 17. Mai: Michel de Certeau, französischer Jesuit, Soziologe, Historiker und Kulturphilosoph († 1986)
- 18. Mai: Erni Bieler, österreichische Jazz- und Schlagersängerin († 2002)
- 18. Mai: Justus Dahinden, Schweizer Architekt († 2020)
- 19. Mai: Dominik Kalata, katholischer Bischof († 2018)

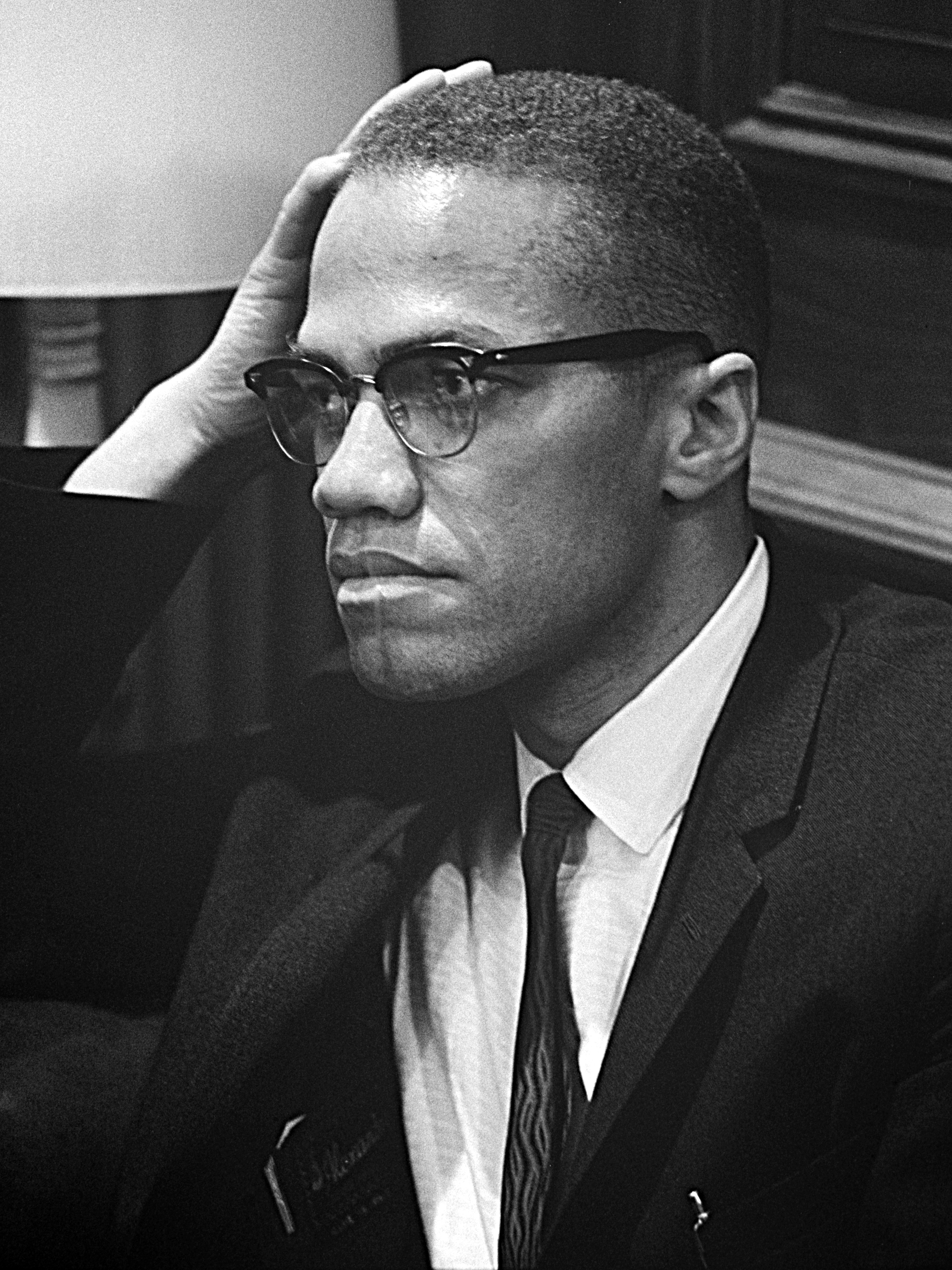
Malcolm X, 1964

- 19. Mai: Malcolm X, US-amerikanischer Führer der Schwarzenbewegung († 1965)
- 20. Mai: Horst Alisch, deutscher Karikaturist und Comic-Zeichner († 2020)
- 20. Mai: Caroline Muhr, deutsche Schriftstellerin († 1978)
- 20. Mai: Emy Storm, schwedische Schauspielerin († 2014)
- 20. Mai: Alexei Tupolew, russischer Flugzeugkonstrukteur († 2001)
- 21. Mai: Stefan Gierowski, polnischer Maler († 2022)
- 21. Mai: Max Thürkauf, Schweizer Naturwissenschaftler und Philosoph († 1993)
- 22. Mai: Emilio Carballido, mexikanischer Dramatiker und Drehbuchautor († 2008)
- 22. Mai: Jean Tinguely, Schweizer Maler, Bildhauer und Experimental-Künstler († 1991)
- 23. Mai: Joseph James, US-amerikanischer Automobilrennfahrer († 1952)
- 23. Mai: Joshua Lederberg, US-amerikanischer Genetiker († 2008)
- 24. Mai: Gladys Afamado, uruguayische Künstlerin und Schriftstellerin († 2024)
- 24. Mai: Carlo Annovazzi, italienischer Fußballspieler († 1980)
- 24. Mai: Günter Brocker, deutscher Fußballtrainer († 2015)
- 24. Mai: Helmut Hasse, deutscher Fußballspieler
- 25. Mai: René Carcan, belgischer Künstler († 1993)
- 25. Mai: Claude Pinoteau, französischer Drehbuchautor und Filmregisseur († 2012)
- 26. Mai: Glória de Sant’Anna, portugiesische Dichterin († 2009)
- 26. Mai: Alec McCowen, britischer Schauspieler († 2017)
- 27. Mai: Jean-Paul Aron, französischer Journalist, Schriftsteller und Philosoph († 1988)
- 27. Mai: Fernando Ariztía Ruiz, chilenischer Bischof († 2003)
- 27. Mai: Tony Hillerman, US-amerikanischer Autor von Kriminalromanen († 2008)
- 27. Mai: Gustl Weishappel, deutsch-österreichischer Schauspieler und Hörfunkmoderator († 2008)
- 28. Mai: Bülent Ecevit, türkischer Politiker († 2006)
- 28. Mai: Dietrich Fischer-Dieskau, deutscher Sänger († 2012)
- 28. Mai: Bill Hook, Schachspieler der Britischen Jungferninseln († 2010)
- 28. Mai: Lucien N. Nedzi, US-amerikanischer Politiker († 2025)
- 28. Mai: Heinz Reincke, deutscher Schauspieler und Synchronsprecher († 2011)
- 28. Mai: Martha Vickers, US-amerikanische Schauspielerin († 1971)
- 29. Mai: Horst Beseler, deutscher Schriftsteller († 2020)
- 29. Mai: Irmgard Furchner, KZ-Sekretärin († 2025)
- 29. Mai: Arnold Odermatt, Schweizer Polizeifotograf († 2021)
- 30. Mai: John Cocke, US-amerikanischer Informatiker († 2002)
- 30. Mai: Horst Dohlus, deutscher Politiker († 2007)
- 30. Mai: Robert Glasgow, US-amerikanischer Organist und Musikpädagoge († 2008)
- 30. Mai: Rolf Illig, deutscher Schauspieler († 2005)
- 31. Mai: Frei Otto, deutscher Architekt, Architekturtheoretiker und Professor († 2015)

### Juni
- 01. Juni: Rita-Maria Nowotny, deutsche Schauspielerin († 2000)
- 01. Juni: Peter Uebersax, Schweizer Journalist († 2011)
- 02. Juni: Buddy Elias, Schweizer Schauspieler († 2015)

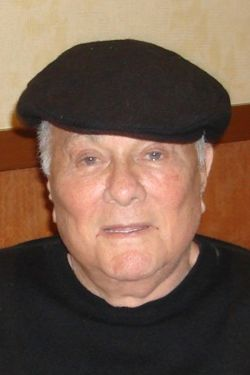
Tony Curtis, 2007

- 03. Juni: Tony Curtis, US-amerikanischer Filmschauspieler († 2010)
- 03. Juni: Werner H. Spross, Schweizer Unternehmer, Investor, Milliardär und Mäzen († 2004)
- 03. Juni: Wilhelm Varnholt, deutscher Kommunalpolitiker († 1983)
- 03. Juni: Thomas Joseph Winning, britischer Kardinal der römisch-katholischen Kirche († 2001)
- 03. Juni: Gerhard Zwerenz, deutscher Schriftsteller († 2015)
- 03. Juni: Henry Kamm, deutsch-amerikanischer Journalist († 2023)
- 04. Juni: Hubert Suschka, deutscher Schauspieler († 1986)
- 05. Juni: Warren Frost, US-amerikanischer Schauspieler und Theaterregisseur († 2017)
- 05. Juni: Boy Gobert, deutsch-österreichischer Theater- und Filmschauspieler († 1986)
- 06. Juni: Al Grey, US-amerikanischer Jazzposaunist († 2000)
- 06. Juni: Erika Weinzierl, österreichische Historikerin († 2014)
- 07. Juni: Karl Weschke, deutsch-britischer Maler († 2005)
- 08. Juni: Barbara Bush, First Lady der Vereinigten Staaten; Frau von George H. W. Bush und Mutter von George W. Bush († 2018)
- 08. Juni: Charles Tyner, US-amerikanischer Schauspieler († 2017)
- 09. Juni: Holger Perfort, dänischer Schauspieler († 2023)
- 10. Juni: James Salter, US-amerikanischer Schriftsteller († 2015)
- 11. Juni: Elfriede Ott, österreichische Kammerschauspielerin, Sängerin und Regisseurin († 2019)
- 12. Juni: Raphaël Géminiani, französischer Radsportler († 2024)
- 14. Juni: Jean-Louis Rosier, französischer Automobilrennfahrer († 2011)
- 14. Juni: Pierre Salinger, Pressesprecher von John F. Kennedy und Lyndon B. Johnson († 2004)
- 16. Juni: Sven Agge, schwedischer Biathlet († 2005)
- 16. Juni: Bebe Barron, US-amerikanische Filmmusik-Komponistin († 2008)
- 16. Juni: Otto Muehl, österreichischer Aktionskünstler, Vertreter des Wiener Aktionismus († 2013)
- 18. Juni: Ennio Appignanesi, italienischer Erzbischof († 2015)
- 18. Juni: Ben Rich, US-amerikanischer Flugzeugkonstrukteur († 1995)
- 19. Juni: Erika Wackernagel, deutsche Schauspielerin († 1995)
- 20. Juni: Franco Castellano, italienischer Regisseur und Drehbuchautor († 1999)
- 20. Juni: Doris Hart, US-amerikanische Tennisspielerin († 2015)
- 20. Juni: Audie Murphy, US-amerikanischer Filmschauspieler († 1971)
- 21. Juni: Stanley Moss, US-amerikanischer Dichter, Verleger und Kunsthändler († 2024)
- 21. Juni: Giovanni Spadolini, italienischer Journalist, Historiker und Politiker († 1994)
- 21. Juni: Maureen Stapleton, US-amerikanische Schauspielerin († 2006)
- 23. Juni: Manfred Fuhrmann, deutscher Altphilologe († 2005)
- 23. Juni: Sahib Shihab, US-amerikanischer Jazzmusiker († 1989)
- 23. Juni: Oliver Smithies, Genetiker und Träger des Nobelpreises für Medizin († 2017)
- 24. Juni: Egon Hugenschmidt, deutscher Politiker, von 1960 bis 1984 Oberbürgermeister von Lörrach († 2010)
- 25. Juni: June Lockhart, US-amerikanische Schauspielerin
- 25. Juni: Gerhard Pahl, deutscher Maschinenbauingenieur († 2015)
- 25. Juni: Virginia Patton, US-amerikanische Schauspielerin († 2022)
- 25. Juni: Peter C. von Seidlein, deutscher Architekt († 2014)
- 25. Juni: Robert Venturi, US-amerikanischer Architekt und Architekturtheoretiker († 2018)
- 26. Juni: Pawel Beljajew, sowjetischer Kosmonaut († 1970)
- 26. Juni: Clifton Chenier, US-amerikanischer Blues-Musiker († 1987)
- 26. Juni: Ursula Hensel-Krüger, deutsche Bildhauerin († 1992)
- 26. Juni: Jürgen Joedicke, deutscher Architekt, Architekturtheoretiker und Hochschullehrer († 2015)
- 26. Juni: Virgilio Maroso, italienischer Fußballspieler († 1949)
- 26. Juni: Erich Reusch, deutscher Bildhauer und Architekt († 2019)
- 26. Juni: Wolfgang Unzicker, deutscher Schachspieler († 2006)
- 26. Juni: Gertrude Wagner, österreichische Schachschiedsrichterin († 2009)
- 27. Juni: Erich Fuchs, deutscher Leichtathlet und Sportpädagoge († 2014)
- 28. Juni: Antonio Amurri, italienischer Schriftsteller und Humorist († 1992)
- 28. Juni: Giselher Klebe, deutscher Komponist († 2009)
- 29. Juni: John Fujioka, US-amerikanischer Schauspieler († 2018)
- 29. Juni: Sylvain Garant, französischer Automobilrennfahrer († 1993)
- 29. Juni: Robert Hébras, französischer Widerstandskämpfer († 2023)
- 29. Juni: Marilyn Mason, Organistin und Musikpädagogin († 2019)

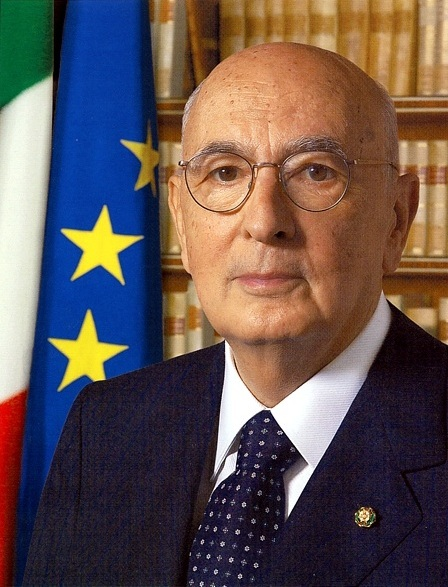
Giorgio Napolitano, 2006

- 29. Juni: Giorgio Napolitano, italienischer Politiker und Staatspräsident († 2023)
- 29. Juni: Wladimir Sagorowski, sowjetischer Schachspieler († 1994)
- 29. Juni: Hale Smith, US-amerikanischer Komponist, Pianist und Musikpädagoge († 2009)
- 29. Juni: Cara Williams, US-amerikanische Schauspielerin († 2021)
- 30. Juni: Philippe Jaccottet, französisch schreibender Lyriker, Essayist und Übersetzer († 2021)

### Juli
- 01. Juli: Hans Fahning, deutscher Wirtschafts- und Politikwissenschaftler († 2003)
- 01. Juli: Farley Granger, US-amerikanischer Schauspieler († 2011)
- 01. Juli: Franca Magnani, italienische Journalistin († 1996)
- 01. Juli: Heinrich Wiesner, Schweizer Schriftsteller († 2019)
- 02. Juli: María Judith Franco, puerto-ricanische Schauspielerin und Synchronsprecherin († 2017)
- 02. Juli: Medgar Evers, afroamerikanischer Bürgerrechtler († 1963)
- 02. Juli: Patrice Lumumba, kongolesischer Politiker († 1961)
- 04. Juli: Cathy Berberian, US-amerikanische Sängerin und avantgardistische Komponistin († 1983)
- 05. Juli: Wilhelm Rammo, deutscher Boxer († 2009)
- 05. Juli: Jean Raspail, französischer Schriftsteller († 2020)
- 06. Juli: Bill Haley, US-amerikanischer Rockmusiker († 1981) Bill Haley & his Comets, 1954

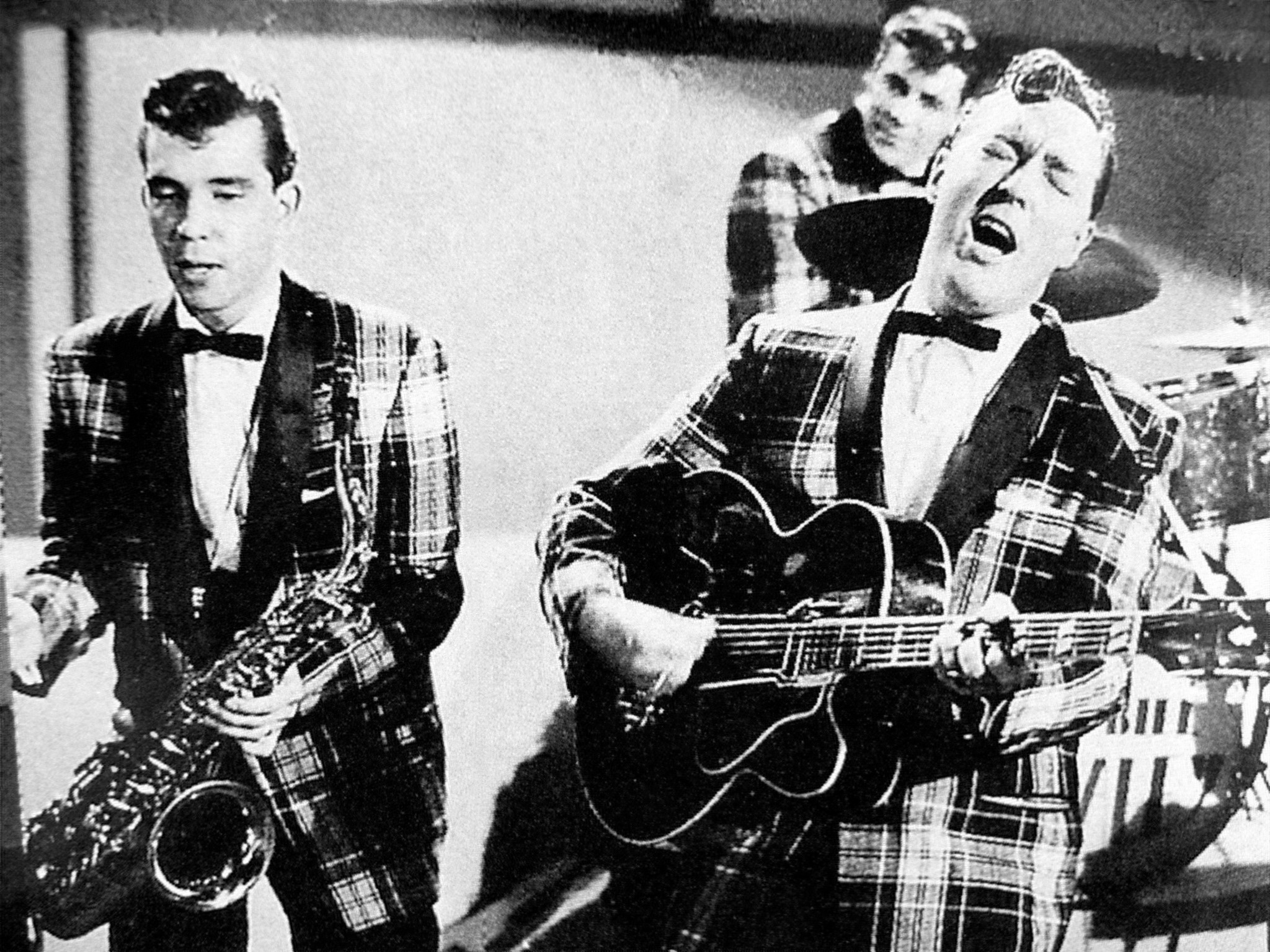
Bill Haley & his Comets, 1954

- 06. Juli: Gazi Yaşargil, türkisch-schweizerischer Mediziner und Neurochirurg († 2025)
- 08. Juli: Nicholas Brathwaite, Premierminister von Grenada († 2016)
- 08. Juli: Marco Kardinal Cé, Patriarch von Venedig († 2014)
- 09. Juli: Guru Dutt, indischer Filmregisseur, Schauspieler und Produzent († 1964)
- 09. Juli: Peter Ludwig, deutscher Industrieller und Kunst-Mäzen († 1996)
- 10. Juli: Mahathir bin Mohamad, Premierminister von Malaysia
- 10. Juli: Murray Waxman, kanadischer Basketballspieler († 2022)
- 11. Juli: Charles Chaynes, französischer Komponist († 2016)
- 11. Juli: Nicolai Gedda, schwedischer lyrischer Tenor († 2017)
- 11. Juli: Ruth Niehaus, deutsche Schauspielerin († 1994)
- 11. Juli: Theodore B. Taylor, US-amerikanischer Physiker († 2004)
- 12. Juli: Yasushi Akutagawa, japanischer Komponist († 1989)
- 12. Juli: Ludwig Doerr, deutscher Organist († 2015)
- 12. Juli: Roger Smith, Geschäftsführer von General Motors († 2007)
- 13. Juli: Suzanne Edwards, US-amerikanische Schwimmerin († 2021)
- 13. Juli: Horst Muys, deutscher Schlagersänger und Kölner Karnevalist († 1970)
- 14. Juli: Francisco Kardinal Álvarez Martínez, Erzbischof von Toledo († 2022)
- 14. Juli: Luis Antonio Escobar, kolumbianischer Komponist und Musikwissenschaftler († 1993)
- 14. Juli: Horst Ritter, deutscher Fußballspieler und Hornist († 2001)
- 15. Juli: Philip Carey, US-amerikanischer Schauspieler († 2009)
- 15. Juli: D. A. Pennebaker, US-amerikanischer Dokumentarfilmer († 2019)
- 16. Juli: Johann Adamik, deutscher Fußballspieler († 2005)
- 16. Juli: Jørgen Munk Plum, dänischer Leichtathlet und Tierarzt († 2011)
- 17. Juli: Silviu Dimitrovici, rumänischer Diplomingenieur im Bauwesen († 1964)
- 17. Juli: Anita Lasker-Wallfisch, deutsch-britische Cellistin
- 17. Juli: Albrecht Schöne, deutscher Germanist († 2025)
- 18. Juli: François Augiéras, französischer Autor († 1971)
- 18. Juli: Shirley Strickland de la Hunty, australische Leichtathletin und Olympiasiegerin († 2004)
- 18. Juli: Friedrich Zimmermann, deutscher Politiker († 2012)
- 19. Juli: Otto Arosemena Gómez, Präsident von Ecuador († 1984)
- 19. Juli: Jean-Pierre Faye, französischer Schriftsteller, Philosoph und Literaturhistoriker
- 19. Juli: Michael Pfeiffer, deutscher Fußballspieler († 2018)
- 19. Juli: Sue Thompson, US-amerikanische Popmusik- und Country-Sängerin († 2021)
- 20. Juli: Jacques Delors, französischer Politiker der Sozialistischen Partei († 2023)
- 20. Juli: Frantz Fanon, französischer Schriftsteller und Vordenker der Entkolonialisierung († 1961)
- 20. Juli: Michel Perrault, kanadischer Komponist, Dirigent, Paukist und Musikpädagoge († 2010)
- 20. Juli: John Prchlik, US-amerikanischer American-Football-Spieler († 2003)
- 21. Juli: Erich Saling, deutscher Gynäkologe und Geburtshelfer († 2021)
- 22. Juli: Paul Lanneau, belgischer katholischer Bischof († 2017)
- 22. Juli: Joseph Sargent, US-amerikanischer Filmregisseur, Filmproduzent und Schauspieler († 2014)
- 23. Juli: Gloria DeHaven, US-amerikanische Filmschauspielerin († 2016)
- 23. Juli: Quett Masire, Präsident von Botswana († 2017)
- 24. Juli: Adele Addison, US-amerikanische Sopranistin
- 24. Juli: Ignacio Aldecoa, spanischer Schriftsteller († 1969)
- 24. Juli: Miiko Taka, US-amerikanische Schauspielerin († 2023)
- 25. Juli: Benny Benjamin, US-amerikanischer Session-Schlagzeuger († 1969)
- 25. Juli: Günter Lampe, deutscher Komponist († 2003)
- 25. Juli: Helmut Schlüter, deutscher Politiker und MdB († 1967)
- 26. Juli: Hans Bergel, deutscher Schriftsteller und Journalist († 2022)
- 26. Juli: Jerzy Einhorn, polnisch-schwedischer Strahlentherapeut und Politiker († 2000)
- 26. Juli: Ana María Matute, spanische Schriftstellerin († 2014)
- 27. Juli: Kippie Moeketsi, südafrikanischer Jazzsaxophonist († 1983)
- 27. Juli: Imo Moszkowicz, deutscher Regisseur († 2011)
- 28. Juli: Baruch Samuel Blumberg, US-amerikanischer Mediziner († 2011)
- 28. Juli: André Boucourechliev, französischer Komponist und Musikschriftsteller († 1997)
- 28. Juli: Ali Bozer, türkischer Rechtswissenschaftler und Politiker († 2020)
- 28. Juli: Rolf Ludwig, deutscher Schauspieler († 1999)
- 28. Juli: Bruno Pesaola, argentinisch-italienischer Fußballspieler und -trainer († 2015)
- 28. Juli: Juan Schiaffino, uruguayisch-italienischer Fußballspieler († 2002)
- 29. Juli: Mikis Theodorakis, griechischer Komponist und Politiker († 2021)
- 29. Juli: Ted Lindsay, kanadischer Eishockeyspieler  († 2019)
- 30. Juli: Bienvenido Brens, dominikanischer Musiker und Komponist († 2007)
- 30. Juli: Antoine Duhamel, französischer Komponist († 2014)
- 30. Juli: Peter Neuhof, deutscher Hörfunk- und Zeitungsjournalist
- 30. Juli: Jacques Sernas, französischer Filmschauspieler († 2015)
- 30. Juli: Harro Tiedgen, deutscher Brigadegeneral des Heeres der Bundeswehr († 1986)
- 31. Juli: Rolf Andresen, deutscher Sportfunktionär († 2008)
- 31. Juli: A. O. L. Atkin, britisch-US-amerikanischer Mathematiker († 2008)

### August
- 01. August: Ernst Jandl, österreichischer Dichter († 2000)
- 01. August: Albert Plohnke, deutscher Ingenieur († 2009)

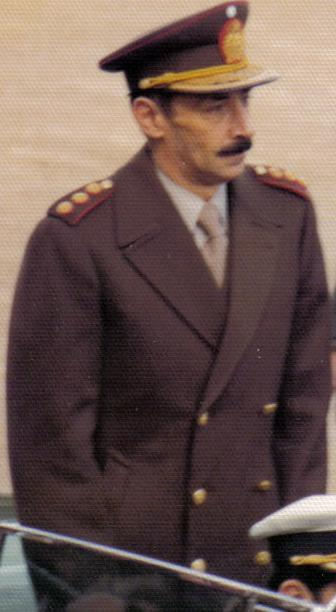
Jorge Rafael Videla, 1976

- 02. August: Jorge Rafael Videla, argentinischer General und Diktator († 2013)
- 03. August: Gottfried Kramer, deutscher Schauspieler († 1994)
- 03. August: Marv Levy, US-amerikanischer Football-Coach
- 03. August: Dom Um Romão, brasilianischer Schlagzeuger und Perkussionist († 2005)
- 03. August: Alain Touraine, französischer Soziologe († 2023)
- 04. August: Kurt Vogelsang, deutscher Politiker († 2015)
- 05. August: Albert Eschenmoser, Schweizer Chemiker († 2023)
- 06. August: Claus Hinrich Casdorff, deutscher Rundfunk- und Fernsehjournalist († 2004)
- 06. August: Josef Heinrich Darchinger, deutscher Fotograf († 2013)
- 06. August: Richard Gramlich, deutscher Mystikforscher († 2006)
- 06. August: Leland Smith, US-amerikanischer Komponist, Fagottist und Musikpädagoge († 2013)
- 07. August: Julián Orbón, kubanischer Komponist († 1991)
- 07. August: Armand Gaétan Razafindratandra, Erzbischof von Antananarivo († 2010)
- 07. August: M. S. Swaminathan, indischer Agrarwissenschaftler († 2023)
- 08. August: Alija Izetbegović, bosnischer Politiker und islamischer Aktivist († 2003)
- 08. August: Woodie Wilson, US-amerikanischer Automobilrennfahrer († 1994)
- 09. August: Alfred Antkowiak, deutscher Verlagslektor und Schriftsteller († 1976)
- 09. August: David A. Huffman, US-amerikanischer Computerpionier († 1999)
- 09. August: Lenard Sutton, US-amerikanischer Automobilrennfahrer († 2006)
- 10. August: Stanislav Brebera, tschechischer Chemiker († 2012)
- 11. August: Rune Andréasson, schwedischer Comic-Zeichner und Trickfilmer († 1999)
- 11. August: Michael Argyle, englischer Sozialpsychologe († 2002)
- 11. August: Arlene Dahl, US-amerikanische Filmschauspielerin († 2021)
- 11. August: Robert Linn, US-amerikanischer Komponist und Musikpädagoge († 1999)
- 11. August: Carl Rowan, US-amerikanischer Journalist und Autor († 2000)
- 12. August: Dale Bumpers, US-amerikanischer Politiker († 2016)
- 12. August: Norris McWhirter, britischer Verleger († 2004)
- 12. August: Thor Vilhjálmsson, isländischer Schriftsteller, Autor († 2011)
- 13. August: Benny Bailey, US-amerikanischer Jazztrompeter († 2005)
- 13. August: Fritz Pirkl, deutscher Politiker († 1993)
- 13. August: Elisabeth Urbancic, österreichische Kostümbildnerin und Bühnenbildnerin († 2021)
- 15. August: Mike Connors, US-amerikanischer Schauspieler († 2017)
- 15. August: Rose Maddox, US-amerikanische Countrysängerin († 1998)
- 15. August: Leonie Ossowski, deutsche Schriftstellerin († 2019)
- 15. August: Oscar Peterson, kanadischer Jazzpianist und -komponist († 2007)
- 15. August: Günter Twiesselmann, deutscher Ruderer
- 16. August: Dragomir Ilic, serbisch-jugoslawischer Fußballtorhüter († 2004)
- 16. August: Mal Waldron, US-amerikanischer Jazzpianist († 2002)
- 17. August: Ellen Umlauf, österreichische Schauspielerin († 2000)
- 18. August: Brian Aldiss, britischer Science-Fiction-Autor († 2017)
- 19. August: Claude Gauvreau, kanadischer Schriftsteller († 1971)
- 19. August: Gerhard Vogeley, deutscher Ruderer († 2000)
- 21. August: Gert von Paczensky, deutscher Journalist und Restaurantkritiker († 2014)
- 22. August: Justus Ahlheim, deutscher Politiker († 2002)
- 22. August: Lope Balaguer, dominikanischer Sänger († 2015)
- 22. August: Swetlana Masowezkaja, sowjetische bzw. israelische Schauspielerin, Synchronsprecherin, Schauspiellehrerin und Radiosprecherin († 2014)
- 23. August: Jean Kerguen, französischer Automobilrennfahrer und Unternehmer († 2005)
- 23. August: Włodzimierz Kotoński, polnischer Komponist († 2014)
- 23. August: Sulchan Zinzadse, georgischer Komponist († 1991)
- 24. August: Shirley Hufstedler, US-amerikanische Juristin und Politikerin († 2016)
- 24. August: Karel Vrána, tschechischer katholischer Theologe und Philosoph († 2004)
- 25. August: Thea Astley, australische Schriftstellerin († 2004)
- 25. August: Gustavo Becerra-Schmidt, chilenischer Komponist und Musikpädagoge († 2010)
- 25. August: Maurice Binder, US-amerikanischer Filmschaffender, Designer der James-Bond-Vorspanne († 1991)
- 25. August: Hilmar Hoffmann, deutscher Kulturschaffender († 2018)
- 26. August: Bobby Ball, US-amerikanischer Automobilrennfahrer († 1954)
- 26. August: Alain Peyrefitte, französischer Politiker, Mitglied der Académie française († 1999)
- 27. August: Andrea Cordero Lanza di Montezemolo, italienischer Kurienkardinal († 2017)
- 27. August: Leopoldo Pirelli, italienischer Unternehmer († 2007)
- 27. August: Maruya Saiichi, japanischer Schriftsteller († 2012)
- 28. August: Hans Krause-Wichmann, deutscher Ruderer († 2007)
- 29. August: Demetrio Basilio Lakas, 35. Staatspräsident von Panama († 1999)
- 30. August: Johann Gansch, österreichischer Komponist für Blasmusik († 1998)
- 30. August: Rolf Henniger, deutscher Schauspieler und Regisseur († 2015)
- 30. August: Verena Wiet, deutsche Synchronsprecherin und Schauspielerin († 2011)
- 31. August: Kamlang-ek Arthit, thailändischer Militär und Politiker († 2015)
- 31. August: Vratislav Blažek, tschechischer Dramaturg und Filmszenarist, Liedtexter († 1973)
- 31. August: Marvin Davis, US-amerikanischer Multimilliardär († 2004)
- 31. August: Maurice Pialat, französischer Filmregisseur und Schauspieler († 2003)
- 31. August: Ted Schwinden, US-amerikanischer Politiker († 2023)

### September
- 01. September: Madeleine Chapsal, französische Journalistin und Schriftstellerin († 2024)
- 01. September: Bob Curtis, US-amerikanischer Tänzer und Choreograf († 2009)
- 01. September: Roy Jay Glauber, US-amerikanischer Physiker und Nobelpreisträger († 2018)
- 01. September: Art Pepper, US-amerikanischer Altsaxophonist († 1982)
- 02. September: Ike Franklin Andrews, US-amerikanischer Politiker († 2010)
- 02. September: Russ Conway, britischer Pianist, Komponist und Sänger († 2000)
- 04. September: Leo Apostel, belgischer Philosoph († 1995)
- 04. September: William Louis Beatty, US-amerikanischer Jurist († 2001)
- 05. September: Ludwig Sebus, deutscher Krätzchensänger, Komponist und Textdichter
- 06. September: Andrea Camilleri, italienischer Schriftsteller († 2019)
- 06. September: Max Imdahl, deutscher Kunsthistoriker († 1988)
- 06. September: Jimmy Reed, US-amerikanischer Blues-Sänger und -Musiker († 1976)
- 06. September: Gert Schliephake, deutscher Zoologe († 2007)
- 07. September: Laura Ashley, walisische Designerin († 1985)
- 08. September: Peter Sellers, englischer Schauspieler († 1980) Peter Sellers, 1973

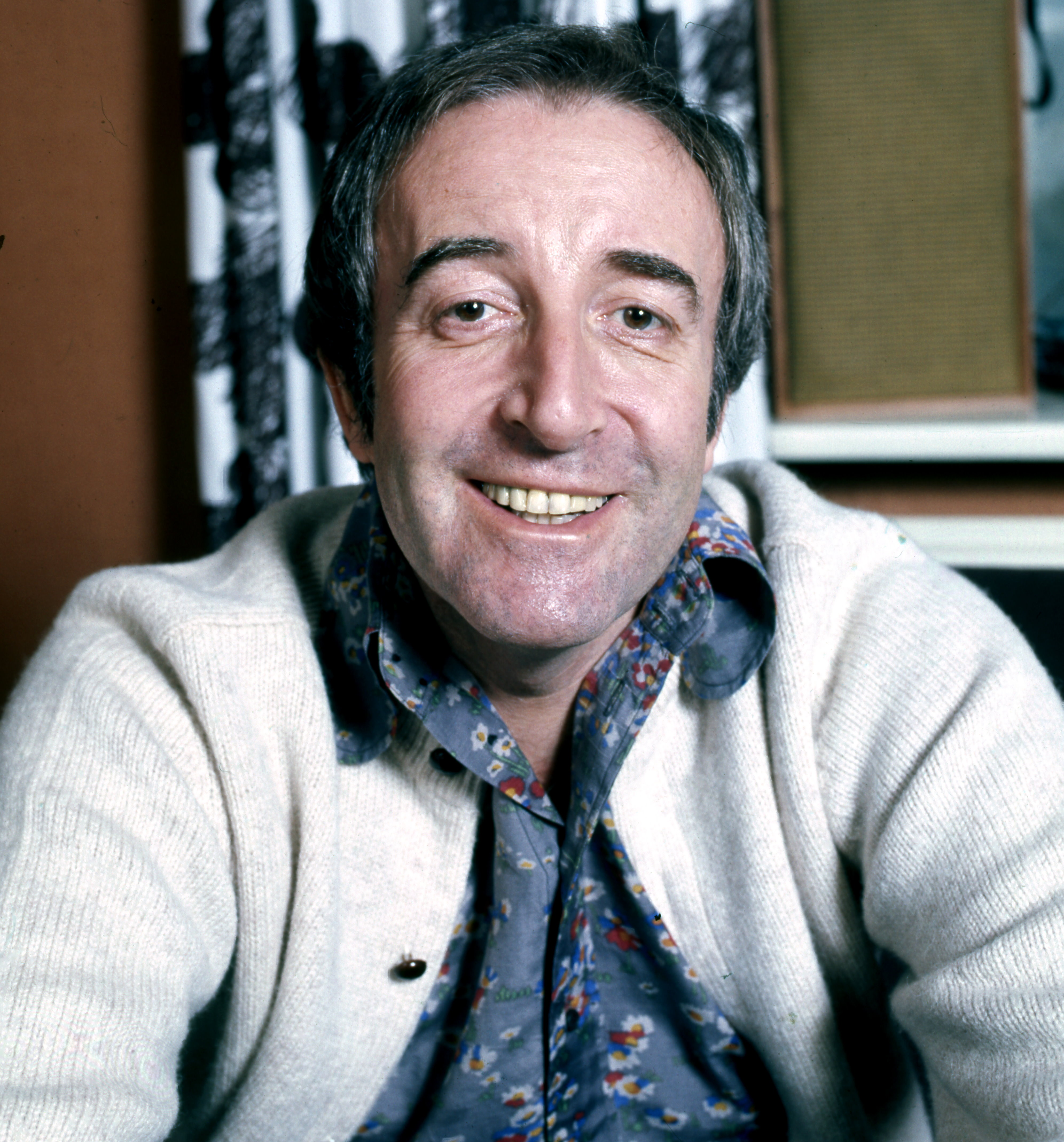
Peter Sellers, 1973

- 09. September: Gonzalo Arroyo, chilenischer Priester und Befreiungstheologe († 2012)
- 09. September: Soňa Červená, tschechische Opernsängerin und Schauspielerin († 2023)
- 10. September: Roy Brown, US-amerikanischer Blues-Musiker († 1981)
- 10. September: Edgar Külow, deutscher Kabarettist, Schauspieler, Synchronsprecher und Autor († 2012)
- 10. September: Boris Tschaikowski, russischer Komponist († 1996)
- 11. September: Alan Bergman, US-amerikanischer Liedermacher († 2025)
- 11. September: Harry Somers, kanadischer Komponist († 1999)
- 12. September: Dickie Moore, US-amerikanischer Schauspieler († 2015)
- 13. September: Gabriel Charpentier, kanadischer Komponist und Lyriker († 2019)
- 14. September: Arnold Poll, deutscher römisch-katholischer Priester († 2016)
- 14. September: Wiktor Zin, polnischer Architekt und Zeichner († 2007)
- 15. September: James Coignard, französischer Maler und Grafiker († 2008)
- 15. September: Giuseppe Fava, italienischer Journalist und Schriftsteller († 1984)
- 15. September: Lino Fayen, venezolanischer Unternehmer und Automobilrennfahrer († 1972)
- 15. September: Robert Hoernschemeyer, US-amerikanischer American-Football-Spieler († 1980)
- 15. September: Erika Köth, deutsche Kammersängerin und Sopranistin († 1989)
- 15. September: Helle Virkner, dänische Schauspielerin († 2009)
- 16. September: Felix Mathias Auer, schweizerischer Ökonom, Journalist und Politiker († 2016)
- 16. September: B. B. King, US-amerikanischer Bluesmusiker († 2015)
- 16. September: Morgan Woodward, US-amerikanischer Schauspieler († 2019)
- 17. September: Jorge Ardila Serrano, kolumbianischer Bischof († 2010)
- 17. September: Hildegard Bienen, bildende Künstlerin († 1990)
- 17. September: Josef Grünbeck, deutscher Politiker († 2012)
- 17. September: Vatche Hovsepian, armenischer Dudukspieler († 1987)
- 18. September: Alfredo Jadresic, chilenischer Leichtathlet und Endokrinologe († 2021)
- 18. September: Luigi Pintor, italienischer Journalist, Publizist und Politiker († 2003)
- 18. September: Walter Später, deutscher Filmregisseur und Puppenspieler († 2025)
- 19. September: Ray Batts, US-amerikanischer Country-Musiker († 2015)
- 19. September: Ōshiro Tatsuhiro, japanischer Schriftsteller († 2020)
- 20. September: Justo Gallego Martínez, spanischer Mönch und Kirchenerbauer († 2021)
- 20. September: Ananda Mahidol (Rama VIII.), König von Thailand († 1946)
- 20. September: Heinz Wackers, deutscher Eishockey-Torwart († 2012)
- 21. September: Victor Kirst, Politiker, Mitglied des Deutschen Bundestages von 1969 bis 1976 († 1997)
- 22. September: Heribert Apfalter, österreichischer Industriemanager († 1987)
- 23. September: Angelo Acerbi, italienischer römisch-katholischer Erzbischof und emeritierter vatikanischer Diplomat
- 23. September: Hartmut von Hentig, deutscher Pädagoge
- 23. September: Eleonora Rossi Drago, italienische Schauspielerin († 2007)
- 24. September: Irma Holder, deutsche Schlagertexterin († 2019)
- 24. September: Tsuji Kunio, japanischer Schriftsteller und Hochschullehrer († 1999)
- 25. September: Hans Matthöfer, deutscher Politiker († 2009)
- 25. September: Wendell Phillips, US-amerikanischer Archäologe († 1975)
- 26. September: Marty Robbins, US-amerikanischer Country-Sänger und Songwriter († 1982)
- 27. September: J. Howard Edmondson, US-amerikanischer Politiker († 1971)
- 27. September: Robert Edwards, britischer Mediziner († 2013)
- 27. September: Franc Zadravec, slowenischer Literaturwissenschaftler († 2016)
- 28. September: Seymour Cray, US-amerikanischer Informatiker († 1996)
- 28. September: Ib Storm Larsen, dänischer Ruderer († 1991)
- 28. September: Carl Weiss, deutscher Journalist († 2018)
- 29. September: Oskar Anweiler, deutscher Erziehungswissenschaftler († 2020)
- 29. September: Steve Forrest, US-amerikanischer Filmschauspieler († 2013)
- 29. September: John Tower, US-amerikanischer Politiker († 1991)
- 30. September: Horacio Armani, argentinischer Journalist und Lyriker († 2013)

### Oktober
- 01. Oktober: José Beyaert, französischer Radsportler († 2005)
- 01. Oktober: Finn Carling, norwegischer Schriftsteller († 2004)
- 01. Oktober: Benno Pludra, deutscher Schriftsteller († 2014)
- 02. Oktober: Paul Goldsmith, US-amerikanischer Motorrad- und Automobilrennfahrer († 2024)
- 02. Oktober: Alois Piňos, tschechischer Komponist und Musikpädagoge († 2008)
- 02. Oktober: Kin Sekihan, japanischer Schriftsteller
- 02. Oktober: Phil Urso, US-amerikanischer Jazzsaxofonist († 2008)
- 03. Oktober: George Acquaah, ghanaischer Leichtathlet († 1963)
- 03. Oktober: Gore Vidal, US-amerikanischer Schriftsteller († 2012)
- 03. Oktober: George Wein, US-amerikanischer Jazz-Musiker und Impresario († 2021)
- 05. Oktober: Antoine Gizenga, kongolesischer Politiker († 2019)
- 05. Oktober: Roberto Juarroz, argentinischer Schriftsteller († 1995)
- 05. Oktober: Herbert Kretzmer, südafrikanischer Songwriter († 2020)
- 07. Oktober: Fred Bertelmann, deutscher Schlagersänger und Schauspieler († 2014)
- 07. Oktober: Karlheinz Hoffmann, deutscher Bildhauer († 2011)
- 08. Oktober: Iradsch Afschār, iranischer Bibliothekswissenschaftler und Historiker († 2011)
- 08. Oktober: Olle Hellbom, schwedischer Regisseur und Drehbuchautor († 1982)
- 08. Oktober: Paul Van Hoeydonck, belgischer Künstler († 2025)
- 09. Oktober: Robert Docking, US-amerikanischer Politiker († 1983)
- 09. Oktober: Robert Finch, US-amerikanischer Politiker († 1995)
- 09. Oktober: Barbara König, deutsche Schriftstellerin und Hörspielautorin († 2011)
- 09. Oktober: Markus Kutter, Schweizer Historiker, Werber, Publizist und Politiker († 2005)
- 10. Oktober: Francisco Aguabella, kubanischer Latin Jazz-Schlagzeuger und Perkussionist († 2010)
- 11. Oktober: Wander Bertoni, österreichischer Bildhauer († 2019)
- 11. Oktober: Elmar Hillebrand, deutscher Bildhauer († 2016)
- 11. Oktober: Elmore Leonard, US-amerikanischer Schriftsteller († 2013)
- 12. Oktober: Helmuth Reichel, Schweizer Organist, Dirigent und Komponist († 2021)
- 12. Oktober: Hilde von Lang, deutsche Verlegerin  († 2011)
- 13. Oktober: Lenny Bruce, US-amerikanischer Stand-up-comedian und Satiriker († 1966)
- 13. Oktober: Dora Dunkl, deutsch-österreichische Lyrikerin und Schriftstellerin († 1982)
- 13. Oktober: Frank D. Gilroy, US-amerikanischer Autor und Regisseur († 2015)

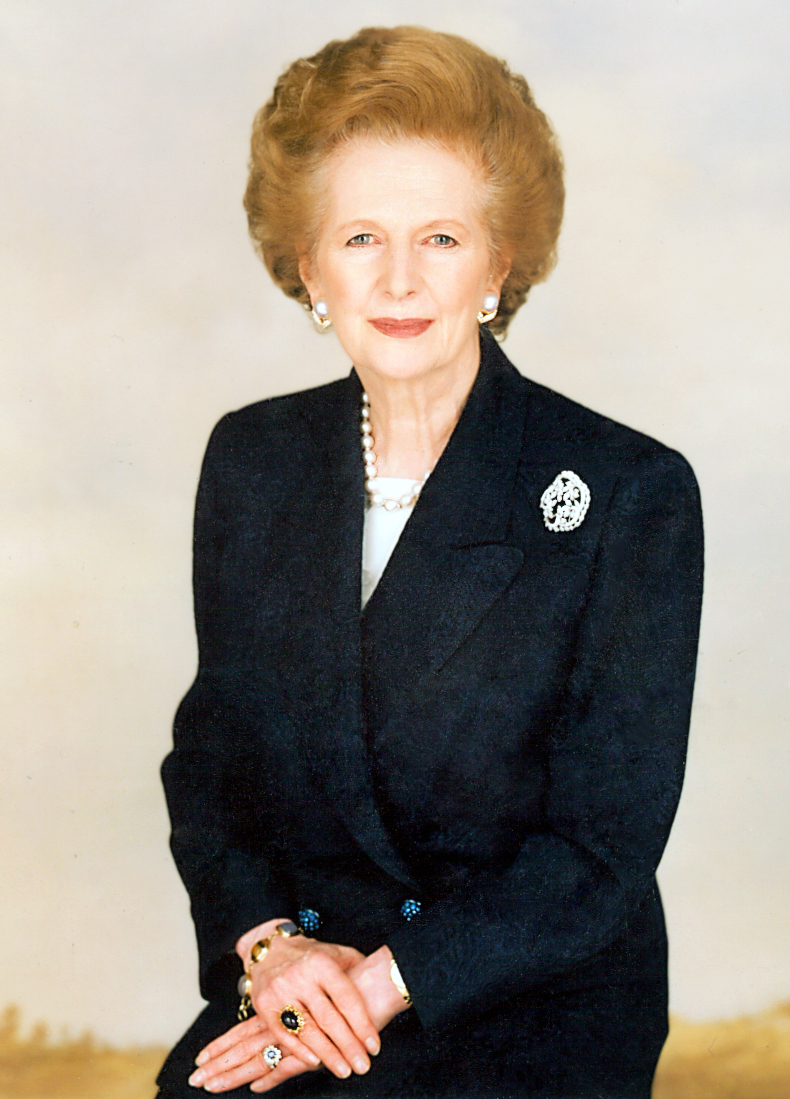
Margaret Thatcher

- 13. Oktober: Margaret Thatcher, britische Politikerin († 2013)
- 14. Oktober: Phillip Tobias, südafrikanischer Paläoanthropologe († 2012)
- 15. Oktober: Mickey „Guitar“ Baker, US-amerikanischer Gitarrist († 2012)
- 15. Oktober: Carl Becker, deutscher klassischer Philologe († 1973)
- 15. Oktober: Vitus B. Dröscher, deutscher Sachbuchautor († 2010)
- 16. Oktober: Tim Anderson, britischer Stabhochspringer († 2017)
- 16. Oktober: Daniel J. Evans, US-amerikanischer Politiker († 2024)
- 16. Oktober: Oskar Koller, deutscher Maler († 2004)
- 16. Oktober: Angela Lansbury, US-amerikanische Schauspielerin britischer Herkunft († 2022)
- 17. Oktober: Pierre Koenig, US-amerikanischer Architekt († 2004)
- 18. Oktober: Ramiz Alia, albanischer Politiker († 2011)
- 18. Oktober: Helmut Beyer, deutscher Fußball-Funktionär († 2011)
- 19. Oktober: Zvonimir Bajsić, jugoslawischer Dramatiker, Regisseur und Übersetzer († 1987)
- 19. Oktober: Czesław Kiszczak, polnischer Politiker und Militär, Innenminister von Polen († 2015)
- 19. Oktober: Emilio Massera, argentinischer Admiral und Politiker († 2010)
- 20. Oktober: Art Buchwald, US-amerikanischer Publizist und Humorist († 2007)
- 20. Oktober: Roger Hanin, französischer Schauspieler und Filmregisseur († 2015)
- 20. Oktober: Günter Kießling, deutscher General († 2009)
- 20. Oktober: Herman Roelstraete, belgischer Komponist und Dirigent († 1985)
- 21. Oktober: Celia Cruz, kubanische Sängerin († 2003)
- 21. Oktober: Virginia Zeani, rumänische Opernsängerin († 2023)
- 22. Oktober: Willy Potthoff, deutscher Reformpädagoge († 2006)
- 22. Oktober: Robert Rauschenberg, US-amerikanischer Maler und Objektkünstler († 2008)
- 22. Oktober: Joachim Rottmann, deutscher Richter des Bundesverfassungsgerichts († 2014)
- 23. Oktober: Carlo Caracciolo, italienischer Medienunternehmer († 2008)

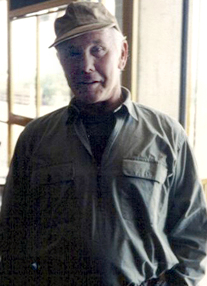
Johnny Carson (1994)

- 23. Oktober: Johnny Carson, Entertainer in den USA († 2005)
- 23. Oktober: Angèle Durand, belgische Sängerin und Schauspielerin († 2001)
- 23. Oktober: José Kardinal Freire Falcão, Erzbischof von Brasília († 2021)
- 23. Oktober: Jochen Müller, deutscher Fußballspieler († 1985)
- 24. Oktober: Bob Azzam, ägyptischer Komponist und Bandleader († 2004)
- 24. Oktober: Luciano Berio, italienischer Komponist († 2003)
- 24. Oktober: Willie Mabon, US-amerikanischer R&B-Sänger, Songwriter und Pianist († 1985)
- 24. Oktober: Pierre Monichon, französischer Musikpädagoge und -wissenschaftler, Erfinder des Harmonéon († 2006)
- 24. Oktober: Richter Roegholt, niederländischer Historiker († 2005)
- 25. Oktober: Klaus Friedrich Roth, britischer Professor der Mathematik († 2015)
- 27. Oktober: Warren Christopher, US-amerikanischer Politiker († 2011)
- 29. Oktober: Robert Hardy, britischer Schauspieler († 2017)
- 29. Oktober: Zoot Sims, US-amerikanischer Jazzmusiker († 1985)
- 30. Oktober: Gisela Glende, Büroleiterin des Politbüros des ZK der SED in der DDR († 2016)
- 30. Oktober: Servais-Théodore Pinckaers, belgischer Moraltheologe († 2008)
- 30. Oktober: Wolfgang Vogel, deutscher Rechtsanwalt und Unterhändler beim DDR-Häftlingsfreikauf († 2008)
- 31. Oktober: Ngaire Galloway, neuseeländische Schwimmerin († 2021)
- 31. Oktober: Lee Grant, US-amerikanische Schauspielerin
- 31. Oktober: Heinrich Hannover, deutscher Jurist und Autor († 2023)
- 31. Oktober: John Anthony Pople, britischer Mathematiker und Chemiker († 2004)

### November
- 01. November: Fritz Laband, deutscher Fußballspieler († 1982)
- 01. November: Dickson Mabon, britischer Politiker († 2008)
- 02. November: Heinrich Rubner, deutscher Historiker und Forstwissenschaftler († 2017)
- 03. November: Dieter Wellershoff, deutscher Schriftsteller († 2018)
- 04. November: Franz Xaver Eder, deutscher Bischof in Passau († 2013)
- 04. November: Doris Roberts, US-amerikanische Schauspielerin († 2016)
- 05. November: Egon Matt, liechtensteinischer Skilangläufer († 2004)
- 05. November: Horst Netzler, deutscher Generalmajor († 2007)
- 06. November: Jean Aurel, französischer Drehbuchautor und Filmregisseur († 1996)
- 06. November: Michel Bouquet, französischer Schauspieler († 2022)
- 07. November: Luís Andrés Edo, spanischer Aktivist, Widerstandskämpfer († 2009)
- 07. November: Ernst Mosch, deutscher Unterhaltungsmusiker († 1999)
- 07. November: Fritz Peter, Schweizer Sänger (Tenor) († 1994)
- 09. November: Giovanni Coppa, italienischer Kardinal († 2016)
- 09. November: Helmut Rohde, deutscher Politiker († 2016)

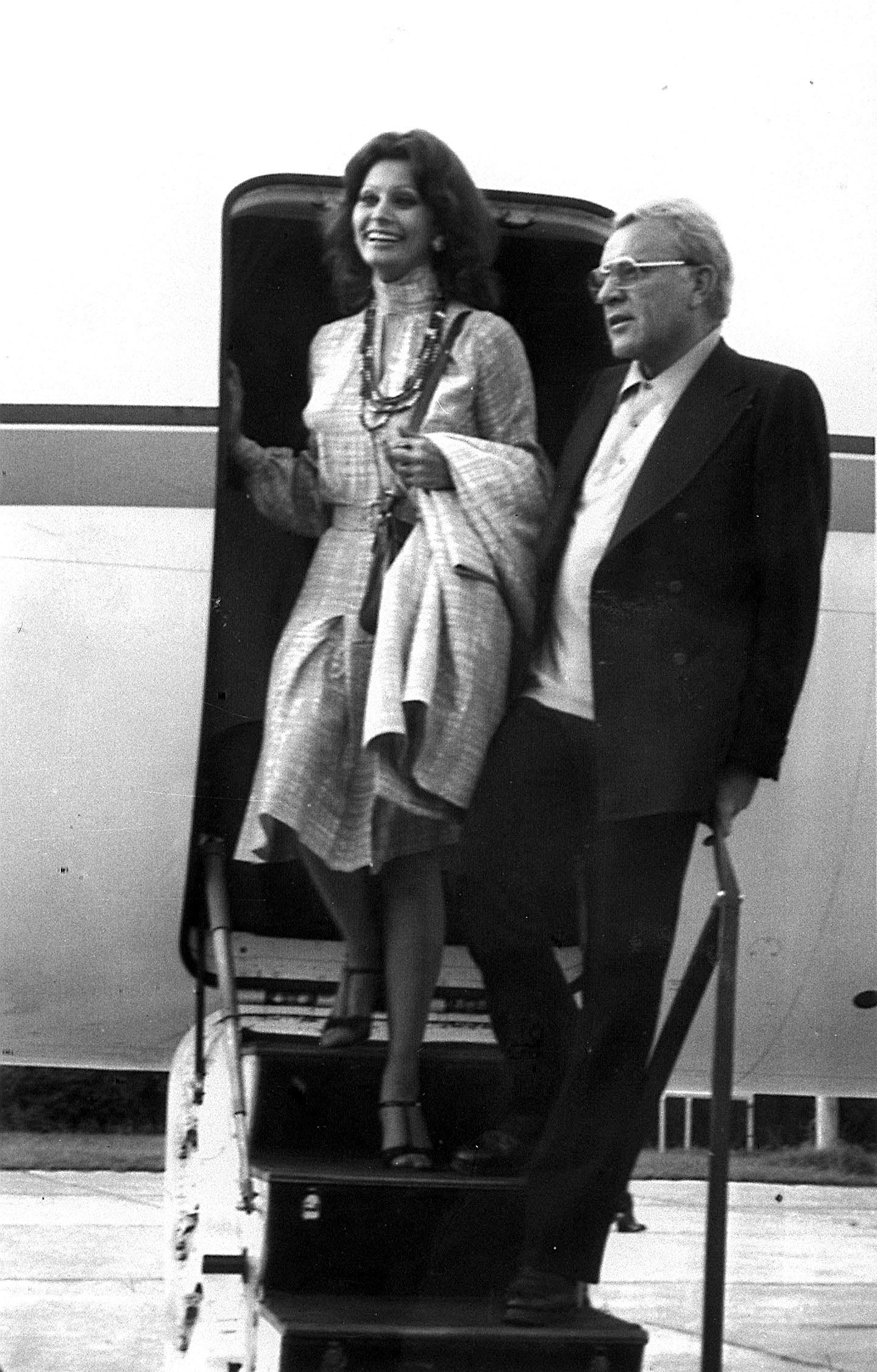
Richard Burton mit Sophia Loren, 1974

- 10. November: Richard Burton, britischer Schauspieler († 1984)
- 10. November: Friedrich August Kloth, deutscher Redakteur und Autor
- 11. November: Oscar Asboth, ungarischer Maler († 1991)
- 11. November: John Guillermin, britischer Regisseur († 2015)
- 11. November: Martin Humer, österreichischer Fotograf, bekannt als „der Pornojäger“ († 2011)
- 11. November: Jan Simons, kanadischer Sänger und Gesangspädagoge († 2006)
- 11. November: Jonathan Winters, US-amerikanischer Komödien-Schauspieler († 2013)
- 12. November: Gaetano Arfé, italienischer Politiker, Journalist und Historiker († 2007)
- 12. November: Heinz Schubert, deutscher Schauspieler († 1999)
- 12. November: Stanislav Šebek, tschechischer Komponist und Musikpädagoge († 1984)
- 13. November: Christoph Engel, deutscher Schauspieler († 2011)
- 14. November: Helmut Hofmann, deutscher Boxer († 2017)
- 14. November: Roi Medwedew, russischer Historiker und Politiker
- 14. November: Schores Medwedew, russischer Biochemiker und Historiker († 2018)
- 14. November: Carola Stern, deutsche Publizistin und Journalistin († 2006)
- 15. November: Jurriaan Andriessen, niederländischer Komponist und Lehrer († 1996)
- 15. November: Howard Baker, US-amerikanischer Politiker († 2014)
- 15. November: Gerd Duwner, deutscher Schauspieler und Synchronsprecher († 1996)
- 15. November: Heinz Piontek, deutscher Schriftsteller († 2003)
- 16. November: Helmut Schreiber, deutscher Schauspieler, Autor, Regisseur und Synchron- und Hörspielsprecher († 1995)
- 17. November: Siluvaimathu Teresanathan Amalnather, indischer Bischof von Tuticorin († 2010)
- 17. November: Aristid Lindenmayer, ungarischer Biologe († 1989)
- 17. November: Charles Mackerras, australischer Dirigent († 2010)

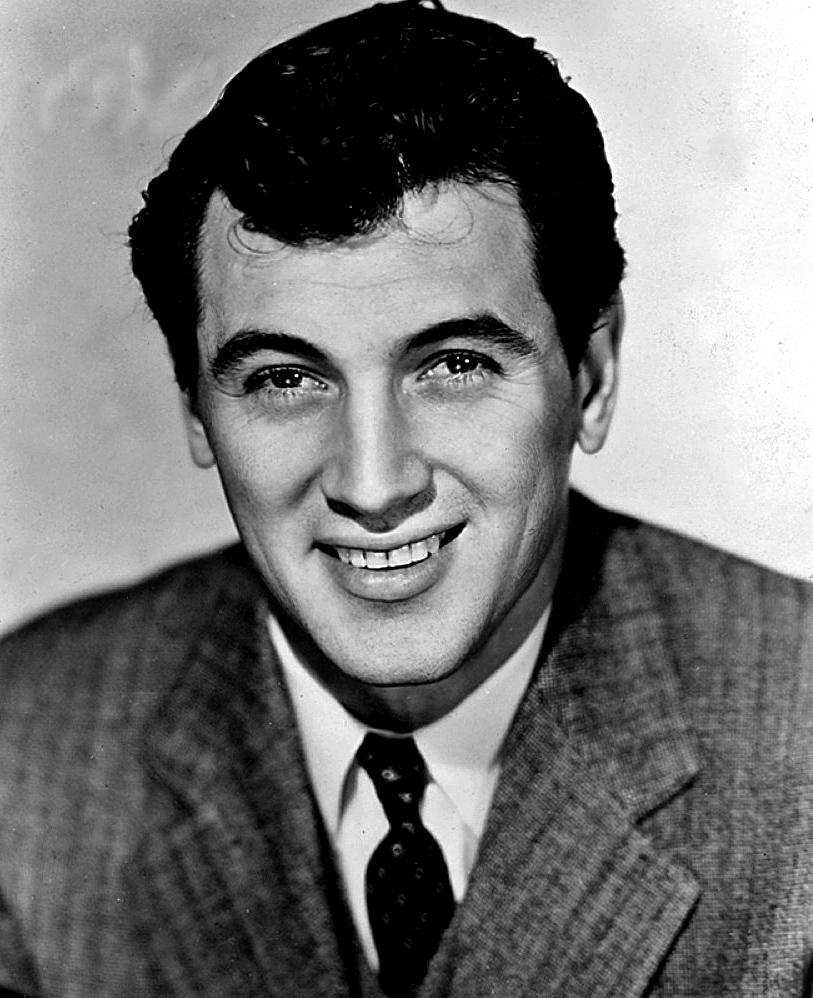
Rock Hudson

- 17. November: Rock Hudson, US-amerikanischer Filmschauspieler († 1985)
- 17. November: Günter Naumann, deutscher Schauspieler († 2009)
- 17. November: Horst Naumann, deutscher Schauspieler († 2024)
- 18. November: Gerd Bacher, österreichischer Journalist und Intendant († 2015)
- 19. November: Zygmunt Bauman, polnisch-britischer Soziologe und Philosoph († 2017)
- 20. November: Robert F. Kennedy, US-amerikanischer Politiker, Senator von New York († 1968)
- 20. November: Johanna Quaas, deutsche Turnerin
- 20. November: Manlio Scopigno, italienischer Fußballspieler und -trainer († 1993)
- 22. November: Bruno Lietz, Minister für Land-, Forst- und Nahrungsgüterwirtschaft der DDR († 2005)
- 22. November: Jerrie Mock, US-amerikanische Pilotin († 2014)
- 23. November: Helmut Gude, deutscher Leichtathlet († 2001)
- 23. November: Johnny Mandel, US-amerikanischer Komponist († 2020)
- 23. November: Frederic Vester, deutscher Biochemiker, Umweltexperte und Autor († 2003)
- 24. November: Al Cohn, US-amerikanischer Jazz-Saxophonist († 1988)
- 24. November: Rubén Elosegui, argentinischer Bildhauer und Maler († 1991)
- 24. November: Simon van der Meer, niederländischer Physiker († 2011)
- 25. November: María Asquerino, spanische Schauspielerin († 2013)
- 26. November: Annemarie Düringer, Schweizer Schauspielerin († 2014)
- 26. November: Eugene Istomin, US-amerikanischer Pianist († 2003)
- 26. November: Heinrich Köppler, deutscher Politiker († 1980)
- 27. November: Derroll Adams, US-amerikanischer Folksänger († 2000)
- 27. November: Bertold Hummel, deutscher Komponist († 2002)
- 27. November: Claude Lanzmann, französischer Regisseur († 2018)
- 27. November: John Maddox, britischer Chemiker und Wissenschaftsjournalist († 2009)
- 27. November: Marshall Thompson, US-amerikanischer Schauspieler († 1992)
- 28. November: József Bozsik, ungarischer Fußballspieler und -trainer († 1978)
- 28. November: Gigi Gryce, US-amerikanischer Jazz-Saxophonist († 1983)
- 29. November: Lore Alt, deutsche Stenotypistin und viermalige Weltmeisterin im Maschinenschreiben († 2023)
- 29. November: Rul Bückle, deutscher Unternehmer, Pilot und Jagdflieger († 2005)
- 29. November: Ernst Happel, österreichischer Fußballspieler und -trainer († 1992)
- 29. November: Naomi Stevens, US-amerikanische Schauspielerin († 2018)
- 30. November: William H. Gates, Sr., US-amerikanischer Anwalt und Philanthrop († 2020)
- 30. November: Vojtěch Jasný, tschechischer Regisseur und Drehbuchautor († 2019)
- 30. November: Thomas Francis Little, australischer Erzbischof von Melbourne († 2008)
- 30. November: Alf Önnerfors, schwedischer Philologe († 2019)

### Dezember
- 01. Dezember: Kurt Kelm, deutscher Übersetzer († 2009)
- 01. Dezember: Manfred Köhnlechner, Medienmanager und Heilpraktiker († 2002)
- 01. Dezember: Peter Thomas, deutscher Filmkomponist († 2020)
- 02. Dezember: Julie Harris, US-amerikanische Schauspielerin († 2013)
- 02. Dezember: Jacques Lacarrière, französischer Schriftsteller († 2005)
- 03. Dezember: Ferlin Husky, US-amerikanischer Country-Sänger († 2011)
- 04. Dezember: Albert Bandura, kanadischer Psychologe († 2021)
- 04. Dezember: Hans-Jürgen Peiper, deutscher Chirurg († 2025)
- 04. Dezember: Sauro Tomà, italienischer Fußballspieler († 2018)
- 05. Dezember: Henri Oreiller, französischer Skirennläufer († 1962)
- 05. Dezember: Anastasio Somoza Debayle, nicaraguanischer Präsident († 1980)
- 05. Dezember: Erica Zentner, kanadische Geigerin und Musikpädagogin
- 06. Dezember: Carl Andrießen, deutscher Drehbuchautor, Satiriker und Kritiker († 1993)
- 06. Dezember: Bob Cooper, US-amerikanischer Musiker († 1993)
- 06. Dezember: Andy Robustelli, US-amerikanischer American-Football-Spieler († 2011)
- 07. Dezember: Max Zaslofsky, US-amerikanischer Basketballspieler († 1985)

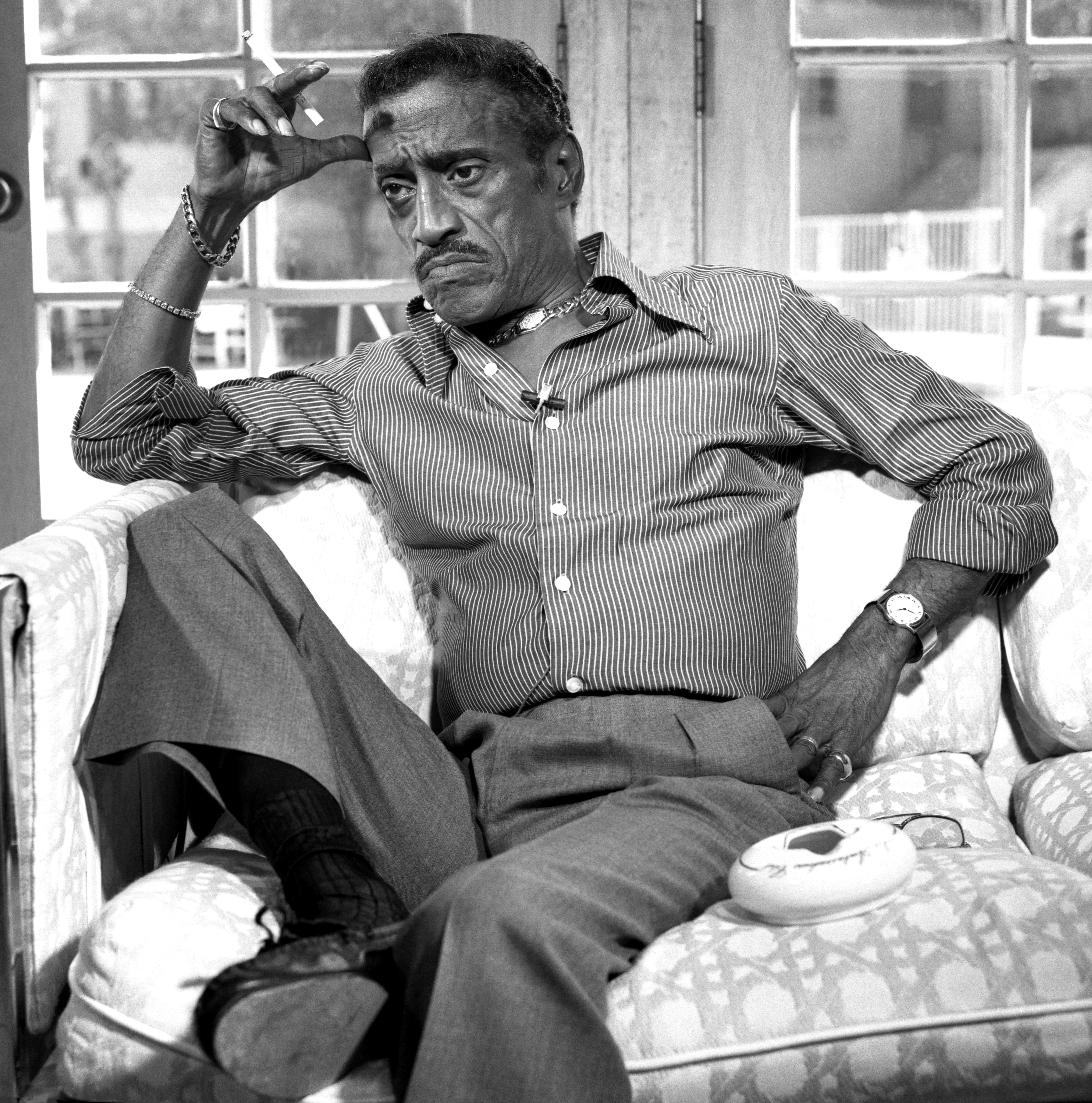
Sammy Davis, Jr., 1986

- 08. Dezember: Sammy Davis, Jr., US-amerikanischer Sänger, Tänzer und Schauspieler († 1990)
- 08. Dezember: Arnaldo Forlani, italienischer Politiker (Christdemokrat) († 2023)
- 08. Dezember: Carmen Martín Gaite, spanische Schriftstellerin († 2000)
- 09. Dezember: Ernest Gellner, Anthropologe, Soziologe und Philosoph († 1995)
- 09. Dezember: Paul Kim Ok-kyun, südkoreanischer Weihbischof († 2010)
- 10. Dezember: Karl-Heinz Althoff, deutscher Physiker († 2021)
- 10. Dezember: Jean Byron, US-amerikanische Schauspielerin († 2006)
- 10. Dezember: Zdeněk Šesták, tschechischer Komponist und Musikwissenschaftler
- 11. Dezember: Elmer Angsman, US-amerikanischer American-Football-Spieler († 2002)
- 11. Dezember: John Gorman, US-amerikanischer römisch-katholischer Weihbischof († 2025)
- 11. Dezember: Paul Greengard, US-amerikanischer Biochemiker, Nobelpreisträger für Medizin († 2019)
- 12. Dezember: Dodo Marmarosa, US-amerikanischer Jazzpianist († 2002)
- 12. Dezember: Ahmad Schamlou, persischer Dichter († 2000)
- 12. Dezember: Hans-Günther Wauer, deutscher Kirchenmusiker († 2016)
- 13. Dezember: Dick Van Dyke, US-amerikanischer Fernseh- und Filmschauspieler
- 14. Dezember: Annemie Fontana, Schweizer Künstlerin († 2002)
- 15. Dezember: Bert Hellinger, deutscher Familientherapeut und Autor († 2019)
- 15. Dezember: Günther Ungeheuer, deutscher Schauspieler († 1989)
- 17. Dezember: Dieter von Landsberg-Velen, deutscher Sportfunktionär († 2012)
- 17. Dezember: Calvin Tomkins, US-amerikanischer Schriftsteller und Kunstkritiker
- 19. Dezember: Rabah Bitat, algerischer Präsident (1978–1979) († 2000)
- 19. Dezember: Tankred Dorst, deutscher Dramatiker und Schriftsteller († 2017)
- 19. Dezember: Papa Molina, dominikanischer Komponist († 2020)

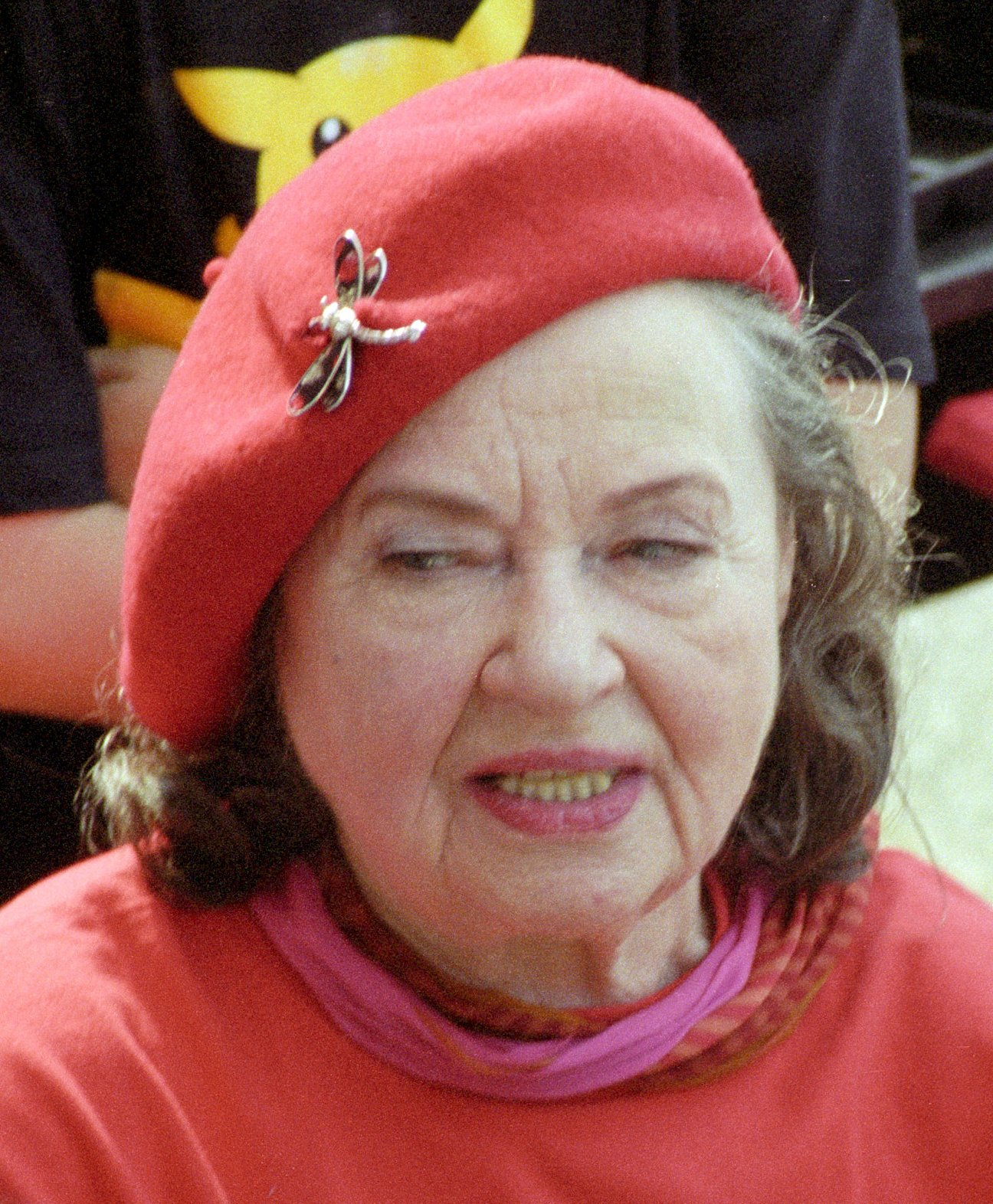
Tana Schanzara, 2000

- 19. Dezember: Tana Schanzara, deutsche Schauspielerin († 2008)
- 20. Dezember: Fred Angerer, deutscher Architekt († 2010)
- 21. Dezember: Olga Arossewa, russische Schauspielerin († 2013)
- 21. Dezember: Billy „The Kid“ Emerson, US-amerikanischer Keyboard-Spieler († 2023)
- 21. Dezember: Paul Kurtz, US-amerikanischer Philosoph († 2012)
- 22. Dezember: Luciana Angiolillo, italienische Schauspielerin († 2014)
- 22. Dezember: Károly Makk, ungarischer Filmregisseur und Drehbuchautor  († 2017)
- 22. Dezember: Walter Womacka, deutscher Künstler und Kulturfunktionär der DDR († 2010)
- 23. Dezember: Pierre Bérégovoy, französischer Politiker der Sozialisten († 1993)
- 23. Dezember: Milan Uherek, tschechischer Chorleiter und Komponist († 2012)
- 24. Dezember: Sten Elliot, schwedischer Segler († 2022)
- 24. Dezember: Claude Frank, US-amerikanischer Pianist deutscher Herkunft († 2014)
- 25. Dezember: Richard Gruner, deutscher Unternehmer und Verleger († 2010)
- 25. Dezember: Ossi Reichert, deutsche Skirennläuferin, Olympiasiegerin im Riesenslalom († 2006)
- 26. Dezember: Georg Buschner, Trainer der Fußballnationalmannschaft der DDR († 2007)
- 27. Dezember: Mosche Arens, israelischer Politiker und ehemaliger Verteidigungs- und Außenminister († 2019)
- 27. Dezember: Michel Piccoli, französischer Schauspieler († 2020)
- 27. Dezember: Heinz Ulzheimer, deutscher Leichtathlet († 2016)

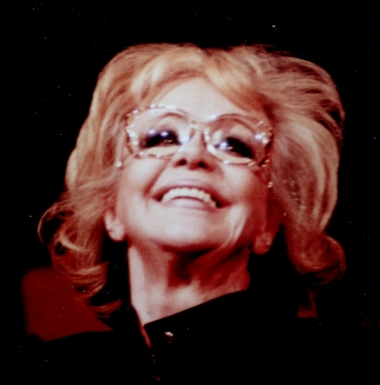
Hildegard Knef, 1995

- 28. Dezember: Hildegard Knef, deutsche Schauspielerin, Chansonsängerin und Autorin († 2002)
- 28. Dezember: Milton Obote, Präsident von Uganda († 2005)
- 29. Dezember: Jay Chamberlain, US-amerikanischer Automobilrennfahrer († 2001)
- 29. Dezember: Heinrich Rieker, deutscher Journalist und Schriftsteller († 2015)
- 31. Dezember: Irina Korschunow, deutsche Schriftstellerin († 2013)
- 31. Dezember: Jaap Schröder, niederländischer Violinist und Dirigent († 2020)
- 31. Dezember: Hermann Josef Spital, deutscher Theologe, von 1981 bis 2001 römisch-katholischer Bischof von Trier († 2007)

### Genaues Geburtsdatum unbekannt
- Shahpur Ahmadzai, afghanischer General († 1978)
- Kurt Ard, dänischer Illustrator, Maler und Grafiker
- Claude Aubert, Schweizer Jazzmusiker († 2000)
- James Pataki, kanadischer Geiger und Bratschist ungarischer Herkunft († 2004)
- Irmgard Stecher-Borbe, deutsche Malerin und Grafikerin († 2009)
- Jean Laponce, französischer Politikwissenschaftler und Hochschullehrer († 2016)

## Gestorben

### Januar/Februar
- 03. Januar: Nikolai Kotschetow, russischer Komponist (* 1864)
- 13. Januar: Franz Zorn von Bulach, Weihbischof von Straßburg und Titularbischof von Erythrae (* 1858)
- 14. Januar: Camille Decoppet, Schweizer Politiker (* 1862)
- 24. Januar: Adele Bloch-Bauer, österreichische Unternehmergattin und Modell von Gustav Klimt (* 1881)
- 25. Januar: Anton Griessen, Schweizer Anhänger der Antonianer, Fachhistoriker und Biograph (* 1867)
- 25. Januar: Ivan Vučetić, argentinischer Kriminologe (* 1858)
- 27. Januar: Francis Grenfell, 1. Baron Grenfell, britischer Feldmarschall (* 1841)
- 28. Januar: Augustus O. Bourn, US-amerikanischer Politiker (* 1834)
- 30. Januar: Hermann Brandt, deutscher Siedler und Landwirt (* 1856)
- 31. Januar: George Washington Cable, US-amerikanischer Schriftsteller (* 1844)
- 03. Februar: Oliver Heaviside, britischer Physiker (* 1850)
- 04. Februar: Paul Gilbert, deutscher Richter, Kommunalpolitiker, Heimatforscher, Vereins- und Verbandsfunktionär (* 1859)

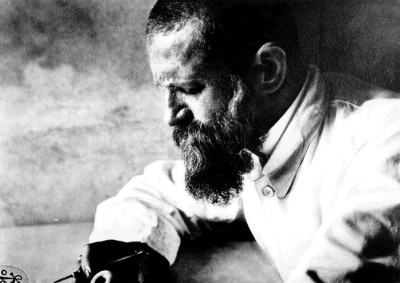
Robert Koldewey, Babylon 1906

- 04. Februar: Robert Koldewey, deutscher Architekt und Archäologe (* 1855)
- 05. Februar: Antti Aarne, finnischer Märchenforscher (* 1867)
- 11. Februar: Edgar Demange, französischer Jurist (* 1841)
- 15. Februar: Kinoshita Rigen, japanischer Lyriker (* 1886)
- 17. Februar: Ignacio Andrade, venezolanischer Offizier und Politiker (* 1839)
- 20. Februar: Marco Enrico Bossi, italienischer Organist und Komponist (* 1861)
- 23. Februar: Hippolyte Balavoine, Schweizer evangelischer Geistlicher und Hochschullehrer (* 1840)
- 24. Februar: Alois Mrštík, tschechischer Schriftsteller und Dramaturg (* 1861)
- 24. Februar: Max von Stetten, deutscher Offizier (* 1860)
- 25. Februar: Josef Armin, österreichischer Komiker, Coupletsänger und Bühnenautor (* 1858)
- 25. Februar: Joseph Medill McCormick, US-amerikanischer Politiker (* 1877)

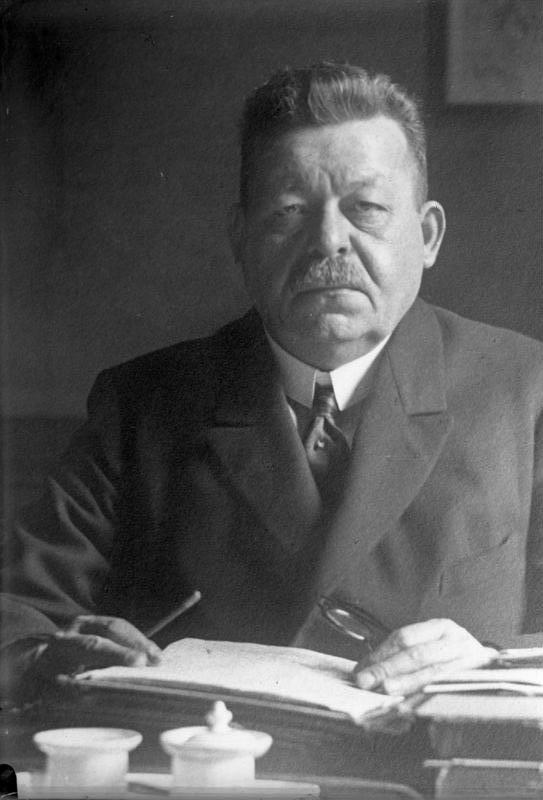
Friedrich Ebert, 1925

- 28. Februar: Friedrich Ebert, deutscher Politiker und Reichspräsident (* 1871)
- 28. Februar: Imre Rokken (1903–1925), ungarischer Fußballspieler (* 1903)
- 28. Februar: Friedrich Rose, deutscher Chemiker (* 1839)

### März/April
- 02. März: Luigj Gurakuqi, albanischer Schriftsteller und Politiker (* 1879)
- 02. März: Oskar Lenz, deutsch-österreichischer Afrikaforscher, Mineraloge und Geologe (* 1848)
- 03. März: Wilhelm von Seldeneck, deutscher Unternehmer (* 1849)
- 10. März: Werner Fritze, Kaufmann, Königlicher Kommerzienrat und Kommunalpolitiker (* 1836)
- 11. März: Clara Weaver Parrish, US-amerikanische Malerin, Designerin, Druckgrafikerin und Glasmalerin (* 1861)
- 12. März: Sun Yat-sen, chinesischer Präsident (* 1866)
- 16. März: August von Wassermann, deutscher Bakteriologe (* 1866)
- 19. März: Charles Allen Culberson, US-amerikanischer Politiker (* 1855)
- 19. März: Marie Elisabeth Moritz, deutsche Malerin (* 1860)
- 20. März: George Curzon, britischer Politiker (* 1859)
- 22. März: Julian Balthasar Marchlewski, Politiker und Mitgründer des Spartakusbundes (* 1866)
- 26. März: Hugo Bettauer, österreichischer Schriftsteller (* 1872)
- 29. März: Bajram Curri, albanischer Freiheitskämpfer (* 1862)
- 30. März: Rudolf Steiner, Philosoph und Begründer der Anthroposophie (* 1861)
- 04. April: W. W. Rouse Ball, englischer Mathematiker und Mathematikhistoriker (* 1850)
- 05. April: Mohammed Ali Schah, Schah von Persien (* 1872)
- 06. April: Guido Mentasti, italienischer Motorradrennfahrer (* 1897)
- 09. April: Fritz Baedeker, deutscher Verleger (* 1844)
- 09. April: Johannes Mayerhofer, österreichischer Künstler und Autor (* 1859)
- 11. April: Lewis D. Apsley, US-amerikanischer Politiker (* 1852)
- 14. April: John Singer Sargent, US-amerikanischer Maler (* 1856)
- 15. April: August Endell, deutscher Architekt (* 1871)
- 15. April: Fritz Haarmann, deutscher Serienmörder (* 1879)
- 15. April: Willem Henri Julius, niederländischer Physiker (* 1860)
- 17. April: Maria Pognon, französische Feministin (* 1844)
- 18. April: Stella Blandy, französische Schriftstellerin, Übersetzerin und Feministin (* 1836)
- 19. April: John Walter Smith, US-amerikanischer Politiker (* 1845)
- 23. April: Armand Marseille, bekannter Puppenfabrikant (* 1856)

### Mai/Juni
- 02. Mai: Johann Palisa, österreichischer Astronom (* 1848)
- 03. Mai: Clément Ader, französischer Luftfahrtpionier und Erfinder (* 1841)

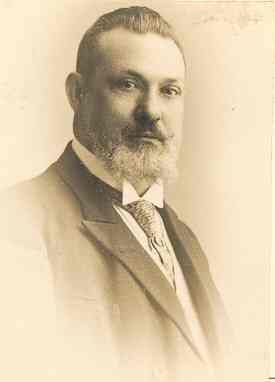
Barros Queirós

- 05. Mai: Tomé José de Barros Queirós, portugiesischer Finanzminister und Ministerpräsident (* 1872)
- 07. Mai: Teuvo Pakkala, finnischer Schriftsteller (* 1862)
- 08. Mai: Todor Paniza, bulgarischer Freiheitskämpfer und Terrorist (* 1879)
- 12. Mai: Amy Lowell, US-amerikanische Frauenrechtlerin und Dichterin (* 1874)
- 12. Mai: Arthur Napoleão, brasilianischer Komponist (* 1843)
- 16. Mai: Selden P. Spencer, US-amerikanischer Politiker (* 1862)
- 18. Mai: August Frickenhaus, deutscher Archäologe (* 1882)
- 19. Mai: Helma Heynsen-Jahn, deutsche Porträtmalerin (* 1874)
- 20. Mai: Elias M. Ammons, US-amerikanischer Politiker (* 1860)
- 24. Mai: Andreas Henze, deutscher römisch-katholischer Priester, Gymnasialprofessor und Meteorologe (* 1833)
- 24. Mai: Fritz Herbert, SPD-Reichstagsabgeordneter für Pommern, Konsumgenossenschafter (* 1860)
- 24. Mai: Georges de Montenach, Schweizer Autor und Politiker (* 1862)
- 27. Mai: Seyyit Abdülkadir Efendi, osmanisch-kurdischer Politiker (* 1851)
- 28. Mai: João Pinheiro Chagas, portugiesischer Journalist, Diplomat und Politiker, Ministerpräsident (* 1863)
- 30. Mai: Arthur Moeller van den Bruck, deutscher Schriftsteller (* 1876)
- 01. Juni: Thomas Riley Marshall, US-amerikanischer Politiker (* 1854)
- 03. Juni: Camille Flammarion, französischer Astronom und Autor populärwissenschaftlicher Schriften (* 1842)
- 04. Juni: Pierre Louÿs, französischer Schriftsteller (* 1870)
- 05. Juni: Jenny Apolant, deutsche Frauenrechtlerin (* 1874)
- 09. Juni: David Edward Cronin, US-amerikanischer Maler (* 1839)
- 12. Juni: Richard Teichmann, deutscher Schachmeister (* 1868)
- 13. Juni: Henny Koch, deutsche Schriftstellerin und Übersetzerin (* 1854)
- 20. Juni: Josef Breuer, Wiener Arzt, Physiologe und Philosoph (* 1842)
- 20. Juni: Marius Mestivier, französischer Automobilrennfahrer (* 1895)
- 22. Juni: Paul Cazeneuve, kanadischer Schauspieler und Theaterleiter (* 1871)
- 22. Juni: Felix Klein, deutscher Mathematiker (* 1849)
- 22. Juni: Edwin F. Ladd, US-amerikanischer Politiker (* 1859)
- 23. Juni: Julius Haagn, geboren als Julius Jagendeubel, österreichischer Politiker und Kaufmann (* 1844)
- 26. Juni: Ernesto Drangosch, argentinischer Komponist und Pianist (* 1882)
- 27. Juni: Emil Guggenheimer, deutscher Jurist und Großindustrieller (* 1860)
- 29. Juni: Scheich Said, kurdisch-islamischer Führer (* 1865)

### Juli/August
- 01. Juli: Erik Satie, französischer Komponist und Pianist (* 1866)
- 04. Juli: George W. Atkinson, US-amerikanischer Politiker (* 1845)
- 05. Juli: Hjalmar Borgstrøm, norwegischer Komponist (* 1864)
- 05. Juli: Otto Lummer, deutscher Physiker (* 1860)
- 06. Juli: Antoine Taudou, französischer Musikpädagoge, Violinist und Komponist (* 1846)
- 07. Juli: Henri Vuilleumier, Schweizer evangelischer Geistlicher und Hochschullehrer (* 1841)
- 11. Juli: Isacco Mariani, italienischer Motorradrennfahrer (* 1892)
- 17. Juli: Lovis Corinth, deutscher impressionistischer Maler (* 1858)
- 19. Juli: Josiah Grout, US-amerikanischer Politiker (* 1841)
- 22. Juli: Albert Jaegers, deutsch-amerikanischer Bildhauer (* 1868)
- 23. Juli: Alberto Valenzuela Llanos, chilenischer Maler (* 1869)
- 24. Juli: Paul Asten, deutscher Reichsgerichtsrat (* 1861)
- 24. Juli: Ottilie Baader, deutsche Frauenrechtlerin, Sozialistin und Mitglied der SPD (* 1847)
- 26. Juli: Antonio Ascari, italienischer Automobilrennfahrer (* 1888)
- 26. Juli: Théodore Botrel, französischer Chansonnier (* 1868)
- 26. Juli: Emil Eichhorn, deutscher Elektromonteur und Politiker sowie Polizeipräsident von Berlin (* 1863)
- 26. Juli: Gottlob Frege, deutscher Mathematiker, Logiker und Philosoph (* 1848)
- 02. August: Laura Rappoldi, österreichisch-deutsche Pianistin (* 1853)
- 04. August: Friedrich Auerbach, deutscher Chemiker (* 1870)
- 05. August: Georges Palante, französischer Philosoph und Anarchist (* 1862)
- 07. August: George Gray, US-amerikanischer Politiker und Jurist (* 1840)
- 08. August: Nikolai von Astudin, russischer Landschaftsmaler (* 1847)
- 09. August: Christian Bartholomae, deutscher Indogermanist, Iranist und Indologe (* 1855)
- 10. August: Eduard Arnhold, deutscher Unternehmer, Kunstmäzen und Philanthrop (* 1849)
- 15. August: Konrad Mägi, estnischer Landschaftsmaler und Kunstpädagoge (* 1878)
- 16. August: Alfred Merz, österreichisch-deutscher Meereskundler (* 1880)
- 19. August: Wilhelm Streitberg, deutscher Indogermanist (* 1864)
- 20. August: Jakob Christoph Heer, Schweizer Schriftsteller (* 1859)
- 21. August: Eugen Gutmann, deutscher Bankier (* 1840)
- 25. August: Franz Conrad von Hötzendorf, Feldmarschall und Generalstabschef der Armee Österreich-Ungarns (* 1852)
- 25. August: Kazimierz Morawski, polnischer Philologe, Historiker und Übersetzer (* 1852)
- 28. August: Fredrik Wilhelm Gomnaes, norwegischer Komponist (* 1868)
- 29. August: Anton Nowacki, Schweizer Pflanzenbauwissenschaftler (* 1839)
- 30. August: Henri-Julien Matthys, belgischer Unternehmer und Automobilrennfahrer (* 1884)

### September/Oktober
- 14. September: Alfred C. Stürken, deutscher Kaufmann und Mitglied der Hamburgischen Bürgerschaft (* 1868)
- 16. September: Alexander Friedmann, russischer Physiker und Mathematiker (* 1888)
- 16. September: Leo Fall, österreichischer Komponist (* 1873)
- 17. September: Johann Rudolf Krenger, Schweizer Lehrer und Komponist (* 1854)
- 19. September: Therese von Bayern, deutsche Ethnologin, Zoologin, Botanikerin und Anthropologin (* 1850)
- 19. September: Georg Schweinfurth, deutscher Afrikaforscher (* 1836)
- 19. September: Paul Torchy, französischer Automobilrennfahrer (* 1897)
- 22. September: Moritz Heimann, deutscher Schriftsteller und Journalist (* 1868)
- 29. September: Léon Bourgeois, erster Präsident des Völkerbundrates und Friedensnobelpreisträger (* 1851)
- 06. Oktober: Israel Abrahams, britischer Judaist (* 1858)
- 06. Oktober: René Hanriot, französischer Automobilrennfahrer und Flugpionier (* 1867)
- 08. Oktober: Josef Sapl, österreichischer Orgelbauer (* 1862)

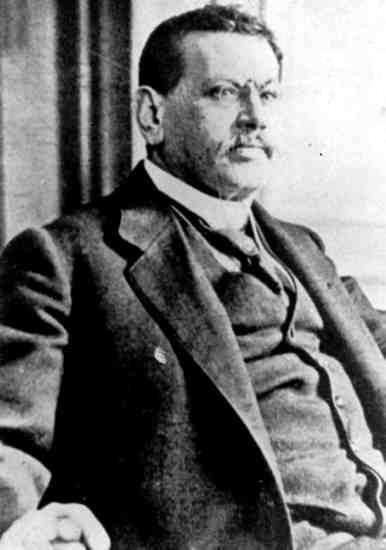
Hugo Preuß

- 09. Oktober: Hugo Preuß, deutscher Jurist, Politiker und der Vater der Weimarer Verfassung (* 1860)
- 11. Oktober: Doris von Scheliha, deutsche Schriftstellerin (* 1847)
- 14. Oktober: Eugen Sandow, Begründer des modernen Bodybuildings (* 1867)
- 17. Oktober: Christian Grünig, Schweizer Landwirt, Pietist und Anhänger der Heiligungsbewegung (* 1858)
- 21. Oktober: Heinrich von Angeli, österreichischer Maler (* 1840)
- 24. Oktober: Jindřich Šimon Baar, katholischer Priester und Schriftsteller, Vertreter des Realismus (* 1869)
- 25. Oktober: Demetrios I. Kadi, syrischer Geistlicher und Patriarch von Antiochia (* 1861)

### November/Dezember
- 05. November: Anton Elter, deutscher Altphilologe (* 1858)
- 06. November: Khải Định, zwölfter Kaiser der vietnamesischen Nguyễn-Dynastie (* 1885)
- 09. November: Liborius Hausner Edler von Hauswehr, k.u.k. Feldmarschall-Leutnant (* 1834)
- 12. November: Roman Statkowski, polnischer Komponist und Musikpädagoge (* 1859)
- 12. November: Tominaga Tarō, japanischer Schriftsteller (* 1901)
- 16. November: Carl Johann Becker-Gundahl, deutscher Kirchenmaler und Zeichner (* 1856)
- 17. November: Fritz Angerstein, deutscher Massenmörder (* 1891)
- 17. November: Sekgoma II., traditioneller Herrscher der Bamangwato in Bechuanaland (* 1869)
- 20. November: Alexandra von Dänemark, Prinzessin von Dänemark, Königin von Großbritannien und Nordirland (* 1844)
- 22. November: John Esslemont, britischer Bahai (* 1874)
- 24. November: Supayalat, Königin der Konbaung-Dynastie in Birma (* 1859)
- 25. November: Vajiravudh, König von Siam, außerdem Autor und Übersetzer von Dramen, Kurzgeschichten, Gedichten, Essays und Sachtexten. (* 1881)
- 26. November: Johannes Haarklou, norwegischer Komponist (* 1847)
- 28. November: Alfred Pérot, französischer Physiker (* 1863)
- 03. Dezember: Carroll Smalley Page, US-amerikanischer Politiker (* 1843)
- 03. Dezember: Giacomo Setaccioli, italienischer Komponist (* 1868)
- 05. Dezember: Ernst Justus Haeberlin, Jurist und Numismatiker (* 1847)
- 05. Dezember: Władysław Reymont, polnischer Schriftsteller, Nobelpreisträger (* 1867)
- 09. Dezember: Eugène Gigout, französischer Organist und Komponist (* 1844)
- 19. Dezember: José Ignacio Quintón, puerto-ricanischer Komponist und Pianist (* 1881)
- 21. Dezember: Melli Beese, deutsche Pilotin und Flugzeugkonstrukteurin (* 1886)
- 21. Dezember: Alexandre Desmarteaux, kanadischer Schauspieler und Sänger (* um 1880)
- 22. Dezember: Alice Heine, Herzogin von Richelieu und Fürstin von Monaco (* 1858)
- 22. Dezember: Ernst von Hessen-Philippsthal, letzter Titular-Landgraf von Hessen-Philippsthal (* 1846)
- 25. Dezember: Karl Abraham, deutscher Neurologe und Psychiater (* 1877)
- 26. Dezember: Jan Letzel, tschechischer Architekt (* 1880)
- 26. Dezember: Georg Thieme, deutscher Verleger (* 1860)
- 28. Dezember: Sergei Jessenin, sowjetischer Lyriker (* 1895)
- 29. Dezember: Félix Vallotton, Schweizer, später französischer Maler, Holzstecher und Schriftsteller (* 1865)
- 31. Dezember: Johann Baptist Eisenring, Schweizer Jurist und katholisch-konservativer Politiker (* 1868)
- 31. Dezember: Paul Förster, deutscher Gymnasiallehrer, Publizist und Politiker (* 1844)

### Genaues Todesdatum unbekannt
- Edmundo Acebedo, uruguayischer Fußballspieler (* unbekannt)
- Alberto Lobos, chilenischer Maler (* 1892)
- Ion Perdicaris, griechisch-amerikanischer Lebemann, dessen Entführung 1904 den sogenannten Perdicaris-Zwischenfall auslöste (* 1840)
- Jaime Torrent, chilenischer Maler (* 1893)